# Liste der Bände von Que sais-je ?

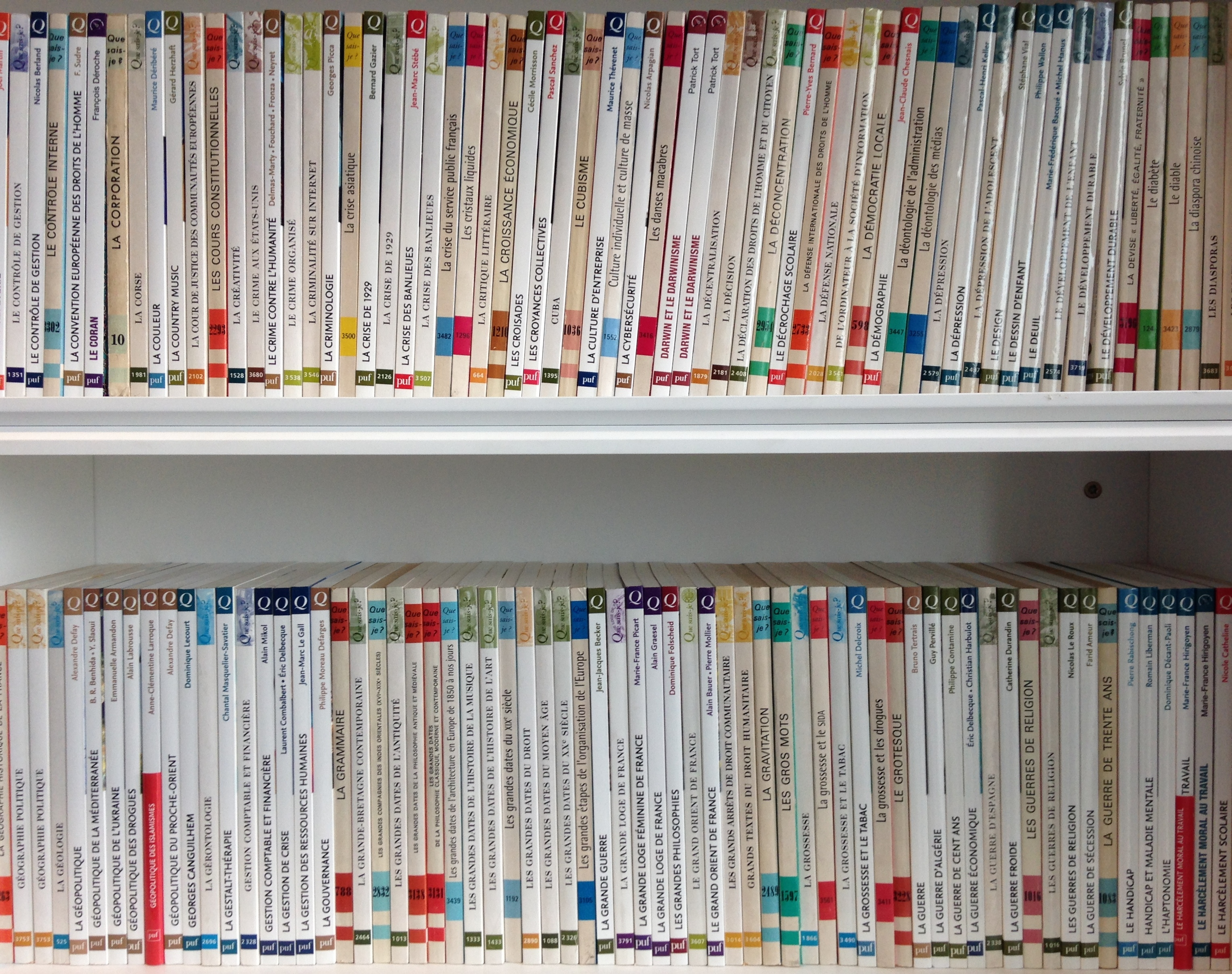
Bände der französischen Sachbuchreihe Que sais-je?

Dies ist eine Liste der Bände von Que sais-je ? (zu Deutsch: Was weiß ich?), d. h. der 1941 durch Paul Angoulvent begründeten und bei der Presses Universitaires de France (puf) erscheinenden französischsprachigen Buchreihe von Sachbüchern, die inzwischen über mehr als viertausend Bände umfasst. Die Liste ist nach Nummern sortiert. Ziel ist es, eine Übersicht zu den darin abgehandelten Themen zu geben, die Buchtitel werden zu diesem Zweck (teils provisorisch) ins Deutsche übersetzt. Die Liste erhebt keinen Anspruch auf Aktualität oder Vollständigkeit. Mitte der 1940er Jahre umfasste die Reihe über zweihundert Bände, Anfang der 1950er Jahre über vierhundert. Der Inhalt einiger Bände ist inzwischen veraltet, manche Bände sind nicht mehr im Handel.
1–500 | 501–1000 | 1001–1500 | 1501–2000 | 2001–2500 | 2501–3000 | 3001–3500 | 3501–4000 | 4001–
In der folgenden Titelübersicht wird wiedergegeben, wenn sich ein Buchtitel einer Nummer geändert hat, oder wenn Verfasser bzw. Herausgeber gewechselt haben. Viele Nummern wurden in Neuauflagen bzw. -ausgaben veröffentlicht (Die Histoire de l’Espagne beispielsweise erlebte über zwanzig Auflagen), teils überarbeitet, eine größere Anzahl wurde von neuen Autoren neu geschrieben, manchmal unter einem anderen Titel. Einige Nummern sind in Vorbereitung (en préparation), andere im Erscheinen begriffen (à paraître).
Seit 2009 werden Bände unter dem Titel Les 100 mots de […] veröffentlicht, bei denen ein Fachgebiet mit 100 Begriffsdefinitionen bearbeitet wird.
Beispiele:
- die Nr. 1 Les étapes de la biologie von Maurice Caullery aus dem Jahr 1941 (die später in mehreren Auflagen erschien) ist zur Histoire de la biologie von Jean Théodoridès im Jahr 1965 geworden (mit mehreren Auflagen bis heute).
- die Nr. 3 Les certitudes du hasard von Marcel Boll aus Jahr 1941 (die später in mehreren Auflagen erschien) ist zu La probabilité, le hasard et la certitude von Paul Deheuvels aus dem Jahr 1982 geworden (ebenfalls mit mehreren Auflagen).

## Bände
(Deutsche Übersetzungen der Buchtitel wurden teilweise ergänzt.)

### 1–500
- 1. Les étapes de la biologie (Maurice Caullery)
  - Histoire de la biologie (Geschichte der Biologie) (Jean Théodoridès)
- 2. De l’atome à l’étoile (Vom Atom zum Stern) (Pierre Rousseau, introduction de Frédéric Joliot-Curie)
- 3. Les certitudes du hasard (Die Gewissheiten des Zufalls) (Marcel Boll)

La probabilité, le hasard et la certitude (Wahrscheinlichkeit, Zufall und Gewissheit) (Paul Deheuvels)
- 4. Histoire de l’Afrique (Geschichte Afrikas) (Charles-André Julien)

Histoire de l’Afrique blanche, des origines à 1945 (Geschichte Weißafrikas, von den Anfängen bis 1945) (Charles-André Julien)
- 5. Comment se défend l’organisme (Wie sich der Organismus verteidigt) (Léon Binet)
  - Les défenses de l’organisme (Georges Fabiani)
- 6. Le peuple des abeilles (Das Bienenvolk) (Maurice Mathis)
- 7. Histoire de l’électricité (Geschichte der Elektrizität) (Pierre Devaux)
- 8. Le système nerveux et ses inconnues (Das Nervensystem und seine Unbekannten) (Paul Chauchard)
- 9. Les grandes religions (Die großen Religionen) (Emmanuel Aegerter)
  - Les religions (Religionen) (Paul Poupard)
- 10. La corporation (Die Aktiengesellschaft) (Henri Denis)
- 11. Le cancer (Krebs) (Simone Laborde)
  - Le cancer (Krebs) (Maurice Tubiana)
- 12. Les vitamines (Die Vitamine) (Suzanne Gallot)
  - Les vitamines (Die Vitamine) (Pierre Magnin)
- 13. L’astronomie sans télescope (Astronomie ohne Teleskop) (Pierre Rousseau)
- 14. Les progrès de l’éducation nouvelle (Der Fortschritt der neuen Bildung ) (Angéla Médici)
  - L’éducation nouvelle: ses méthodes, ses progrès (Neue Bildung: ihre Methoden, ihr Fortschritt)
- 15. La tuberculose (Tuberkulose) (Jacques Delarue)
  - La tuberculose (Tuberkulose) (Jacques Charpin, Denis Charpin)
- 16. La Terre et son histoire (Die Erde und ihre Geschichte) (Lucien Rudaux, später Pierre Mechler)
  - La Terre et son histoire (Die Erde und ihre Geschichte) (André Cailleux)
- 17. Les premières civilisations de la Méditerranée (Die ersten Kulturen des Mittelmeers) (Jacqueline Gabriel-Leroux)
- 18. Histoire de l’architecture (Geschichte der Architektur) (Jean-Charles Moreux, später André Chastel)
  - Histoire de l’architecture (Geschichte der Architektur) (Gérard Monnier)
- 19. L’exploitation rationnelle des abeilles (Die rationelle Ausbeutung der Bienen) (Maurice Mathis)
- 20. La vie créatrice des roches: le rôle bâtisseur des êtres microscopiques et la genèse des houilles (Das schöpferische Leben des Gesteins: Die Aufbaurolle mikroskopischer Wesen und die Entstehung von Kohle) (Georges Deflandre)
- 21. Les ultrasons (Ultraschall) (Francis Draveil, pseudonyme de Pierre Biquard durant la Seconde Guerre mondiale)
  - Les ultrasons (Ultraschall) (André Zarembowitch)
- 22. L’alimentation humaine (Die menschliche Ernährung) (Raymond Lalanne, Vorwort von Lucie Randoin)
  - Les aliments (Lebensmittel) (Henri Dupin)
- 23. La Terre, source de richesse (Die Erde, Quelle des Reichtums) (André Goujon)
- 24. Les rêves (Träume) (Jean Lhermitte)
  - Le sommeil et les rêves (Der Schlaf und die Träume) (Charles Kayser)
  - Le sommeil et le rêve (Der Schlaf und die Träume) (Pierre Magnin)
- 25. Histoire de l’Asie (Geschichte Asiens) (René Grousset, später Pierre Amiet, Jeannine Auboyer, Roger Lévy, Jean-Paul Roux)
- 26. Le mobilier français (Die französischen Möbel) (Guillaume Janneau)
- 27. La nouvelle organisation professionnelle (Die neue Berufsorganisation) (Henri Culmann)
  - Les mécanismes économiques (Wirtschaftsmechanismen) (Henri Culmann)
- 28. La peinture moderne ou l’art sans métier (Moderne Malerei oder Kunst ohne Handwerk) (Robert Rey)
  - La peinture moderne (Moderne Malerei) (Maurice Gieure)
- 29. Automates et automatismes (Automaten und Automatismen) (Pierre Devaux)
  - Automates, automatisme, automation (Automaten, Automatismus, Automatisierung)
- 30. La télévision (Fernsehen) (Pierre Grivet, Pierre Herreng; später Roger Chaste)
- 31. Les étapes de la médecine (Jean Fauvet, Vorwort von Noël Fiessinger)
  - Histoire de la médecine
  - Histoire de la médecine (Maurice Bariéty, Charles Coury)
- 32. L’économie humaine (René Sand)
- 33. Radium et radioactivité (Gaston Dupuy, André Debierne)
  - Radium, radioactivité, énergie nucléaire
  - Radioactivité et énergie nucléaire
  - La radioactivité et ses applications (Maurice Tubiana, Robert Dautray)
- 34. Histoire de Paris (Marcel Raval)
  - Histoire de Paris (Pierre Lavedan)
  - Histoire de Paris (Yvan Combeau)
- 35. Les étapes de la chimie (Louis-Joseph Olmer, Fernand Meyer)
  - Histoire de la chimie (Jean Cueilleron)
  - Histoire de la chimie (Bernard Vidal)
- 36. Histoire de la propriété (Félicien Challaye)
  - Histoire de la propriété (Jean-Philippe Lévy)
- 37. La relativité (Paul Couderc)
  - La relativité (Stamatia Mavridès)
- 38. Histoire des États-Unis (Jean Canu)
  - Histoire des États-Unis (René Rémond)
- 39. Les hormones (Pierre Rey)
- 40. Histoire de la musique (Geschichte der Musik) (Bernard Champigneulle)
  - Histoire de la musique en Europe (Brigitte François-Sappey)
- 41. Radionavigation et radioguidage (François Raymond)
- 42. Les étapes des mathématiques (Marcel Boll)
  - Histoire des mathématiques (Marcel Boll)
- 43. Histoire de la navigation (Auguste Thomazi)
- 44. La monnaie et le change (Henri Gardel)
  - Les institutions financières internationales (Denis Berthet, Henri Bonnet)
- 45. Les arts du feu (Guillaume Janneau)
- 46. Les matières plastiques (Maurice Daumas)
- 47. Les grandes philosophies (Pierre Ducassé)
  - Les grandes philosophies (Dominique Folscheid)
- 48. La lumière (Pierre Rousseau)
  - La lumière (Émile Biémont)
- 49. Le roman français depuis 1900 (René Lalou)
- 50. La sexualité (Louis Gallien)
- 51. Les migrations des animaux (René Thévenin)
- 52. La folie (Jean Fretet)
- 53. Les microbes (André Boivin)
- 54. Les étapes de l’archéologie (Georges Daux)
  - L’archéologie gréco-romaine (René Ginouvès,)
- 55. Histoire du commerce (Georges Lefranc)
- 56. La défense de nos cultures (Paul Marsais)
- 57. L’exploitation du hasard (Marcel Boll)
- 58. Le péril vénérien (Joseph Payenneville, Henri Payenneville)
  - Les maladies sexuellement transmissibles (Bruno Halioua, Jean-Élie Malkin)
  - Les maladies sexuellement transmissibles (Bruno Halioua, Françoise Lunel-Fabiani)
- 59. L’équipement électrique de la France (Jacques Martincourt)
- 60. La guerre des matières premières (Henry Peyret)
  - La stratégie du fer (Henry Peyret)
- 61. La toxicologie, ses buts, ses méthodes (René Fabre)
  - La toxicologie (Jean Cotonat)
- 62. L’agriculture coloniale, origines et évolution (Auguste Chevalier)
  - L’agriculture tropicale (Jacques Mayer, Louis Deschamps)
- 63. Le sport (Jean Dauven)
  - Technique du sport (Jean Dauven)
- 64. Les radiations et la vie (Ernest Huant)
- 65. Les étapes de la géographie (René Clozier)
  - Histoire de la géographie (Paul Claval)
- 66. Histoire de la peinture (Louis Hourticq)
  - Histoire de la peinture (Luc Benoist)
- 67. Étude physique de la Terre: intérieur, couche superficielle, atmosphère (Charles Maurain)
- 68. L’embryologie (Maurice Caullery)
  - L’embryologie (Jean-Claude Beetschen)
- 69. La formation de la France au Moyen Âge (Joseph Calmette)
  - La France au Moyen Âge (André Chédeville)
- 70. Les rayons X (Augustin Boutaric)
  - Les rayons X (André Guinier)
- 71. L’éducation des enfants difficiles (Gilbert Robin)
- 72. La vie dans les mers (René Legendre)
  - La vie dans les mers (Jean-Marie Pérès)
  - La vie dans les mers (Patrick Geistdoerfer)
- 73. Les expéditions polaires (Auguste Thomazi)
- 74. Histoire de la sculpture (Louis Hourticq)
  - Histoire de la sculpture (Luc Benoist)
- 75. Histoire de l’Océanie (Geschichte Ozeaniens) (Charles-André Julien)
- 76. Les assurances (Maurice Fauque)
- 77. Les arts de l’Extrême-Orient  (Jeannine Auboyer)
  - Les arts de l’Asie orientale et de l’Extrême-Orient (Jeannine Auboyer)
  - Les arts de l’Extrême-Orient (Danielle Elisseeff)
- 78. La croissance (Marcel Abeloos)
- 79. Origine des plantes cultivées (A.-Lucien Guyot)
- 80. La lutte pour les denrées vitales (Henry Peyret)
- 81. Histoire du cinéma (Giuseppe Maria Lo Duca)
  - Histoire du cinéma: des origines à 1982 (Gérard Betton)
- 82. La littérature symboliste (Die symbolistische Literatur ) (Albert-Marie Schmidt)
  - La littérature symboliste Die symbolistische Literatur (Henri Peyre)
- 83. Les insectes et l’homme (Lucien Berland)
- 84. Le papier et les dérivés de la cellulose (Louis-Joseph Olmer)
  - Le papier (Gérard Martin)
- 85. La littérature française de la Renaissance: 1500-1610 (Die französische Literatur der Renaissance: 1500–1610) (Verdun-Louis Saulnier)
- 86. Les chemins de fer (Pierre Devaux)
  - Les chemins de fer (Yves Chenel, Bernard Fabry)
- 87. Le tabac (Der Tabak) (Auguste Chevalier)
  - Le tabac (Der Tabak) (Camille Izard, Jacques Chouteau)
  - Le tabac (Der Tabak) (Bernard Pitié, Pierre Schiltz)
- 88. Histoire de la vitesse (Pierre Rousseau)
- 89. La météorologie (André Viaut)
  - La météorologie (André Berroir)
- 90. Le coton (Auguste Chevalier, Pierre Senay)
  - Le coton et l’industrie cotonnière (Pierre de Calan, später Jean David, dann Denis Chaigne)
- 91. Les probabilités et la vie (Émile Borel)
- 92. Les océans (Claude Francis-Bœuf)
  - Les océans (Vsevolod Romanovsky)
  - Les océans (Maxence Revault d’Allonnes)
  - Les océans (François Carré)
- 93. Les produits de remplacement (Roger Simonet)
  - Les matières premières de synthèse (Jean Vène)
- 94. La chimie du cerveau (Paul Chauchard)
- 95. La littérature du siècle classique (Verdun-Louis Saulnier)
  - La littérature française du XVIIe siècle (die französische Literatur des 17. Jahrhunderts) (Roger Zuber)
- 96. Les étapes de la métallurgie (Louis Guillet)
  - Histoire de la métallurgie (Bertrand Gille)
- 97. La mesure du temps (Jean Granier)
  - La mesure du temps (Bernard Decaux, Bernard Guinot)
- 98. La vision (Élise Devaux)
- 99. La T. S. F. (Robert Bureau)
- 100. Les ports maritimes (Marcel-Adolphe Hérubel)
- 101. La littérature allemande: des origines à nos jours (Die deutsche Literatur: von den Anfängen bis heute) (Joseph-François Angelloz)
  - La littérature allemande (Die deutsche Literatur) (Jean-Louis Bandet)
- 102. L’adolescence (Maurice Debesse)
  - L’adolescence (Michèle Emmanuelli)
- 103. Le blé (Maurice Baumont)
- 104. Les colloïdes (Augustin Boutaric):
  - Les colloïdes (Maurice Bonnemay)
- 105. Les grands travaux (Pierre Devaux)
- 106. La genèse de l’humanité (Camille Arambourg)
- 107. Histoire de Byzance (Paul Lemerle) Textarchiv – Internet Archive
  - Histoire de Byzance (Jean-Claude Cheynet)
- 108. Les étapes de la poésie française (René Lalou)
  - Histoire de la poésie française (René Lalou, später Jean Rousselot)
  - Histoire de la poésie française: des origines à 1940 (Jean Rousselot)
- 109. Histoire de la géométrie (Geschichte der Geometrie) (Pierre-Édouard Marchal)
- 110. Les industries de l’alimentation (Georges Ray)
- 111. La comptabilité (Jean Fourastié, Jacques Chezleprêtre, später mit André Kovacs): La comptabilité financière (Bernard Esnault, Roger Dinasquet)
- 112. La prévision économique (Alfred Sauvy)
- 113. Génétique et hérédité (Maurice Caullery)
  - La génétique (Janine Beisson)
- 114. La littérature espagnole des origines à nos jours (Die spanische Literatur: von den Anfängen bis heute) (Jean Camp)
  - La littérature espagnole (Die spanische Literatur) (Charles-Vincent Aubrun)
- 115. Napoléon (Napoléon) (Henri Calvet)
- 116. La cryptographie (Rémi Ceillier)
  - Les écritures secrètes (André Muller)
- 117. Le parasitisme (Louis Gallien)
- 118. Techniques du cinéma (Joseph-Marie Lo Duca)
- 119. Les colorants (Jean Meybeck)
- 120. La bataille des trusts (Henry Peyret)
- 121. L’orientation scolaire et professionnelle (Guy Sinoir)
  - L’orientation scolaire et professionnelle (Maurice Reuchlin)
- 122. Le froid (Roger Simonet)
- 123. Le romantisme français (Philippe Van Tieghem)
- 124. Le diabète (Diabetes) (Charles Darnaud; später Jean Darnaud)
- 125. L’organisation scientifique du travail (Jean-Paul Palewski)
  - L’organisation humaine du travail (Pierre Jardillier)
- 126. Histoire des techniques (Pierre Ducassé)
- 127. Histoire de la Normandie (Émile-Guillaume Léonard, später Jean Vidalenc)
- 128. La littérature française du siècle philosophique (1715–1802) (Verdun-Louis Saulnier)
  - La littérature française au XVIIIe siècle (Michel Kerautret)
- 129. La diplomatie française (Carlo Laroche)
- 130. Les étapes de la mécanique (Marcel Boll)
- 131. L’orfèvrerie (Luc Lanel)
- 132. La vie au Moyen Âge (Geneviève d’Haucourt)
- 133. Physiologie du sport (Germaine Laporte, Aris Peycelon)
  - Physiologie du sport (Robert Andrivet, Jean-Claude Chignon, Jacques Leclercq)
- 134. Les techniques de la métallurgie (Léon Guillet)
- 135. Les estampes (Jean Laran)
  - La gravure (Jean Adhémar, Madeleine Barbin, Michel Melot, François Portelette, Roger-Armand Weigert, Françoise Woimant)
- 136. Le caoutchouc (Auguste Chevalier, Jean Le Bras)
- 137. Histoire de la justice (Marcel Rousselet)
  - Histoire de la justice (Jean Foyer)
- 138. Les messages de nos sens (Paul Chauchard)
- 139. Le café (Auguste Chevalier)
- 140. Histoire de la Suisse (Geschichte der Schweiz)(Charles Gilliard, später Jean-Jacques Bouquet)
  - Histoire de la Suisse (Geschichte der Schweiz) (Jean-Jacques Bouquet)
- 141. L’origine des espèces (Émile Guyénot)
  - L’origine des espèces (Jules Carles, Paul Cassagnes)
- 142. La Révolution française (Die Französische Revolution) (Paul Nicolle)
  - La Révolution française (Die Französische Revolution) (Albert Soboul)
  - La Révolution française (Die Französische Revolution) (Frédéric Bluche, Stéphane Rials, Jean Tulard)
- 143. Forêts vierges et bois coloniaux (Auguste Chevalier, Didier Normand)
  - Forêts vierges et bois tropicaux (Auguste Chevalier, Didier Normand)
- 144. Histoire de l’Auvergne (Geschichte der Auvergne) (René Rigodon)
- 145. La littérature française du Moyen Âge (Die französische Literatur des Mittelalters) (Verdun-Louis Saulnier)
  - La littérature française du Moyen Âge (Die französische Literatur des Mittelalters) (Dominique Boutet, Armand Strubel)
- 146. Les races humaines (Die Menschenrassen) (Henri-Victor Vallois)
- 147. Histoire de la Bretagne (Geschichte der Bretagne) (Henri Waquet)
  - Histoire de la Bretagne (André Chédeville, Alain Croix)
- 148. La population: ses lois, ses équilibres (Alfred Sauvy)
  - La population: ses mouvements, ses lois
  - La population: sa mesure, ses mouvements, ses lois
- 149. Histoire de la Provence (Geschichte der Provence) (Raoul Busquet, Victor-Louis Bourrilly)
  - Histoire de la Provence (Maurice Agulhon, Noël Coulet)
- 150. Les grands explorateurs (Die großen Forschungsreisenden) (Marcel Griaule)
- 151. Histoire de la Savoie (Geschichte Savoyens) (Robert Avezou)
- 152. La vie des aveugles (Das Leben der Blinden) (Pierre Henri)
- 153. L’affiche (Giuseppe Maria Lo Duca)
  - L’affiche française (Alain Weill)
- 154. Alcaloïdes et plantes alcaloïfères (Fernand Moreau)
- 155. L’unité française (Régine Pernoud)
- 156. La littérature française du siècle romantique depuis 1802 (Verdun-Louis Saulnier)
- 157. Les croisades (Die Kreuzzüge) (René Grousset)
  - Les croisades (Die Kreuzzüge) (Cécile Morrisson)
- 158. Le pétrole et les carburants de remplacement (Étienne Dalemont)
  - Le pétrole, (später mit Jean Carrié)
- 159. La littérature anglaise (Die englische Literatur) (René Lalou)
  - La littérature anglaise (Die englische Literatur) (Jean Raimond)
  - La littérature anglaise (Die englische Literatur) (Frédéric Regard)
- 160. Histoire du théâtre (Theatergeschichte) (Robert Pignarre)
  - Histoire du théâtre (Theatergeschichte) (Alain Viala)
- 161. L’occultisme devant la science (Marcel Boll)
- 162. Les constitutions de la France (Maurice Duverger)
- 163. La chimie des êtres vivants (Maurice Javillier, später mit Jean Lavollay)
- 164. Histoire du travail (François Barret)
- 165. Les étapes de l’astronomie (Paul Couderc)
- 166. La médecine du travail (René Barthe)
- 167. Les étapes de la langue française (Albert Dauzat)
  - Histoire de la langue française (Jacques Chaurand)
- 168. La numismatique antique (Jean Babelon)
- 169. Les avions (René Pigeaire)
  - Les avions (Pierre Germain)
- 170. La philosophie française (die französische Philosophie) (André Cresson)
  - La philosophie française (André Robinet)
- 171. Les climats et l’organisme humain (Émile Duhot)
  - La climatologie (Pierre Pagney)
- 172. Les étapes de l’aviation (Marcel Jeanjean)
  - Histoire de l’aviation (Edmond Petit)
- 173. Les alliages métalliques (Léon Guillet)
- 174. La photographie et ses applications (Jean Prinet, später von Monique Prinet, André Didier, Ginette Bléry, Roger Bellone usw.)
- 175. L’électron et son utilisation industrielle (Jean Granier)
- 176. Les noms de lieux (Die Ortsnamen) (Charles Rostaing)
- 177. Histoire du ballet (Geschichte des Balletts) (Pierre Michaut)
- 178. Les régimes alimentaires (Paul Chêne)
  - La diététique (Albert-François Creff)
- 179. L’économie de l’URSS (Pierre George)
- 180. Histoire du syndicalisme français (Robert Bothereau)
- 181. Le moteur vivant (Paul Chauchard)
  - Les muscles (Die Muskeln) (Georges Serratrice)
- 182. Les grands problèmes de l’économie contemporaine (Bertrand Nogaro)
  - Les grands problèmes économiques contemporains (Michel Refait)
- 183. Histoire de l’URSS (Geschichte der UdSSR) (Jean Bruhat)
- 184. La physique de la vie (Augustin Boutaric)
- 185. Les civilisations anciennes du Proche-Orient (Georges Conteneau)
  - L’Antiquité orientale (Pierre Amiet)
- 186. Histoire de l’Allemagne (Geschichte Deutschlands) (Jacques Droz)
- 187. L’urbanisme (Gaston Bardet)
  - L’urbanisme (Pierre Merlin)
- 188. La psycho-physiologie humaine (Jean Delay)
- 189. L’analyse chimique (Henri Mathieu)
  - L’analyse chimique (Clément Duval)
- 190. Les Jacobins (Gaston-Martin)
  - Les Jacobins (Gérard Maintenant)
- 191. L’économie française dans le monde (Jean Fourastié)
  - L’économie française dans le monde des années 80 (Jean Fourastié)
- 192. La chasse en plaine et au bois (François Vidron)
- 193. Le charbon (Jean Romeuf)
  - Le charbon (Georges Tiffon)
- 194. Le sang (Louis Van Den Berghe)
  - Le sang (Georges Marchal, Gérard Duhamel)
  - Le sang (Claude Jacquillat, Marise Weil, Gérard Auclerc, Nérima Profizi, David Khayat)
- 195. Le droit romain (Das römische Recht) (Michel Villey)
- 196. Technique de la danse (Marcelle Bourgat)
- 197. Géographie sociale du monde (Pierre George)
- 198. Histoire du calcul (René Taton)
- 199. Les pêches maritimes (Éric Dardel)
- 200. Histoire des postes jusqu'à la Révolution (Eugène Vaillé)
- 201. Genèse de la flore terrestre (Alain-Lucien Guyot)
- 202. Les singes anthropoïdes (Achille Urbain, Paul Rode)
- 203. Le calendrier (Paul Couderc)
- 204. Les procédés modernes de construction (Maurice Barbier)
- 205. La chaleur animale (André Missenard)
- 206. Histoire des Gaulois (Émile Thévenot, später Christian Thévenot und André Noché)
- 207. La chimie générale (Georges Champetier)
- 208. Les vins de France (die weine Frankreichs) (Georges Ray)
  - Les vins de France (Jean-François Gautier)
- 209. La papauté contemporaine (Henry Marc-Bonnet)
- 210. L’intelligence, son évolution et ses formes (Gaston Viaud)
  - L’intelligence (Pierre Oléron)
- 211. Jeanne d’Arc (Jeanne d’Arc) (Joseph Calmette)
- 212. Géographie agricole du monde (Pierre George)
- 213. Le peuple des termites (Jean Feytaud)
- 214. Les stations de radiodiffusion (André de Saint-Andrieu)
- 215. La sélection animale (Louis Gallien)
- 216. Les origines de Rome (Raymond Bloch)
  - Les origines de Rome (Alexandre Grandazzi)
- 217. Séismes et volcans (Jean-Pierre Rothé)
- 218. La psychologie appliquée (René Binois)
- 219. La sélection végétale (Robert Diehl)
- 220. Le secret des couleurs (Marcel Boll, Jean Dourgnon)
  - La couleur (Maurice Déribéré)
- 221. Psychoses et névroses de l’adulte (Henri Baruk)
  - Psychoses et névroses de l’adulte (André Manus)
- 222. Histoire de l’Autriche (Jacques Droz)
  - Histoire de l’Autriche (Félix Kreissler)
  - Histoire de l’Autriche (Jacques Bérenger)
- 223. L’économie des États-Unis (Pierre George)
- 224. Les grandes migrations humaines (Louis Dollot)
- 225. Les étapes de la logique (Marcel Boll, Jacques Reinhart)
  - Histoire de la logique (Marcel Boll, Jacques Reinhart)
  - La logique (Jean Largeault)
  - La logique (Pierre Wagner)
- 226. Les pays légendaires (René Thévenin)
- 227. La littérature grecque (Die griechische Literatur) (Fernand Robert)
  - La littérature grecque d’Homère à Aristote (Die griechische Literatur von Homer bis Aristoteles) (Monique Trédé-Boulmer, Suzanne Saïd)
- 228. Histoire du Dauphiné (Gaston Letonnelier)
  - Histoire du Dauphiné (Paul Dreyfus)
- 229. Les eaux minérales et l’organisme humain (Émile Duhot)
  - Les stations thermales en France (Philippe Langenieux-Villard)
- 230. Le soleil et son rayonnement (Henri Jarlan)
  - Le soleil (Raymond Michard): Le soleil (Pierre Lantos)
- 231. La vie dans la Grèce classique (Charles Picard)
  - La vie dans la Grèce classique (Jean-Jacques Maffre)
- 232. Histoire du Canada (Geschichte Kanadas) (Marcel Giraud)
  - Histoire du Canada (Paul-André Linteau)
- 233. La vie dans les eaux douces (Paul Vivier)
- 234. Les corps gras (Émile André)
- 235. Les noms de personnes (Paul Lebel, später rev. von Charles Rostaing)
- 236. La mort (Der Tod) (Paul Chauchard)
  - La mort (Louis-Vincent Thomas)
- 237. Les fruits coloniaux (Auguste Chevalier, Jean-François Leroy)
- 238. L’éducation physique et sportive (Raymond Thomas)
- 239. L’industrie du gaz (Jacques Le Clézio)
- 240. Catalyses et catalyseurs (Marcel Prettre)
- 241. Histoire des noirs d’Afrique (Henri Labouret)
  - Histoire de l’Afrique précoloniale (Anne Stamm)
- 242. La vie rurale en France (Albert Dauzat)
  - La vie rurale en France (Lucien Gachon)
- 243. Électricité, magnétisme (Elektrizität, Magnetismus) (Marcel Boll)
- 244. Les mesures physiques (Albert Pérard)
- 245. Médicaments et médications (Hervé Harant)
  - Les médicaments usuels
  - Les médicaments (mit Alix Delage)
- 246. Géographie industrielle du monde (Pierre George)
- 247. L’Égypte ancienne (Jean Vercoutter)
  - L’Égypte ancienne (Das alte Ägypten) (Sophie Desplancques)
- 248. Histoire de la Russie des origines jusqu'à 1917 (Pierre Pascal)
- 249. Le chauffage des habitations (André Missenard)
- 250. La philosophie antique (André Cresson)
  - La philosophie antique (Jean-Paul Dumont)
- 251. Le téléphone (René Wallstein)
- 252. La douleur (Paul Chauchard)
- 253. L’existentialisme (Der Existentialismus) (Paul Foulquié)
  - L’existentialisme (Jacques Colette)
- 254. Histoire du scoutisme (Henri Van Effenterre)
  - Le scoutisme (Jean-Paul Juès)
- 255. Histoire de l’Alsace (Fernand L'Huillier)
- 255. La marque (Benoît Heilbrunn)
- 256. La graphologie (Herbert Hertz)
- 257. Histoire de la police (Marcel Le Clère)
- 258. Cuirs et peaux (Jacques Bérard, Jacques Gobilliard)
- 259. Poudres et explosifs (Henri Muraour)
- 260. Histoire des postes depuis la Révolution (Eugène Vaillé)
  - La poste (André Darrigand, Sylvie Pélissier)
- 261. La chaleur (Roger Simonet)
- 262. Histoire de la Corse (Antoine Albitreccia)
  - Histoire de la Corse (Paul Arrighi, Francis Pomponi)
- 263. Le piano (Paul Locard, Rémy Stricker)
  - Le piano (Claude Helffer, Catherine Michaud-Pradeilles)
- 264. Le verre (Fernand Meyer, Pierre Grivet)
- 265. La Seconde Guerre mondiale (Roger Céré)
  - La Seconde Guerre mondiale (Henri Michel)
- 266. L’eau (Henri Jarlan)
- 267. Les instruments à vent (Charles Koechlin)
  - Les instruments à vent (Georges Gourdet)
- 268. Histoire de la Franche-Comté (Edmond Préclin)
  - Histoire de la Franche-Comté (Lucien Lerat, Pierre Gresser, Maurice Gresset, Roger Marlin)
- 269. Les origines de la bourgeoisie (Régine Pernoud)
  - La bourgeoisie (1985)
- 270. Vie et mort des mots (Maurice Schöne)
  - Les mots français (Henri Mitterand)
- 271. Origine des animaux domestiques (René Thévenin)
- 272. Les instruments du quatuor (Marc Pincherle)
- 273. Histoire du timbre-poste (Eugène Vaillé)
- 274. La publicité (Bernard de Plas, Henri Verdier)
  - La publicité (Armand Dayan)
- 275. Histoire de l’Espagne (Pierre Vilar)
- 276. L’orgue (Die Orgel) (Norbert Dufourcq)
- 277. Physionomie et caractère (Francis Baud)
- 278. L’opéra et l’opéra-comique (René Dumesnil)
  - L’opéra et l’opéra-comique (Frédéric Robert)
- 279. La civilisation de 1960 (Jean Fourastié)
  - La civilisation de 1975
  - La civilisation de 1995
  - La civilisation de 2001
- 280. La cellule photo-électrique (Jean Terrien)
- 281. La statistique (André Vassereau)
- 282. Histoire de la Grande-Bretagne (Paul Nicolle)
  - Histoire de la Grande-Bretagne (André-J. Bourde)
- 283. L’économie de l’Europe centrale germanique (René Clozier)
  - L’économie de l’Allemagne et de l’Autriche 1964
  - L’économie de l’Allemagne de l’Ouest (Alphonse Losser)
- 284. La grande industrie chimique minérale (Georges Champetier)
- 285. L’inconscient (Jean-Claude Filloux)
- 286. Histoire de l’Italie (Geschichte Italiens) (Georges Bourgin)
  - Histoire de l’Italie (Geschichte Italiens) (Paul Guichonnet)
- 287. La physiologie végétale (Raoul Combes)
- 288. Le chant choral (Félix Raugel)
- 289. Les régimes politiques (Maurice Duverger)
  - Les régimes politiques (Philippe Bénéton)
- 290. La littérature russe (Die russische Literatur) (Marcelle Ehrhard)
  - La littérature russe (Die russische Literatur) (Jean Bonamour)
- 291. Matière, électricité, énergie (Augustin Boutaric)
  - Matière, électricité, énergie (Geneviève Morand)
- 292. Babylone (Babylon) (Marguerite Rutten)
- 293. Le son (Jean-Jacques Matras)
- 294. La sécurité sociale (André Getting)
  - La sécurité sociale (Georges Dorion, André Guionnet)
  - La sécurité sociale: les grands axes de la réforme de 1996, (später mit Serge Horville)
- 295. La révolution de 1848 (Gaston-Martin)
  - La Seconde République (Philippe Vigier)
- 296. La Littérature chinoise (Die chinesische Literatur) (Odile Kaltenmark-Ghéquier)
  - La Littérature chinoise ancienne et classique (André Lévy)
- 297. Le crime (Jean Marquiset)
  - Les comportements criminels (Gérard Lopez, Serge Bornstein)
- 298. Histoire de l’armée (Georges Castellan)
- 299. La découverte des mers (René Legendre)
  - La découverte des mers (Jean-Marie Pérès)
- 300. Le marxisme (Der Marxismus) (Henri Lefebvre)
- 301. Histoire de l’éducation (Charles Ailleret)
  - Histoire de l’armement depuis 1945 (André Collet)
- 302. La psychotechnique (Guy Palmade)
- 303. La question arabe (Pierre Keller)
- 304. Histoire des doctrines politiques en France (Jacques Droz)
  - Histoire des doctrines politiques en France (Nicolas Tenzer)
- 305. Le riz (Auguste Chevalier, André Angladette)
- 306. Psychologie militaire (Paul Maucorps)
- 307. Histoire diplomatique (Louis Dollot)
- 308. Histoire de la Chine moderne (Geschichte des modernen China) (Georges Dubarbier)
  - La Chine moderne (1966)
  - La Chine moderne (Yves Chevrier)
- 309. Histoire de la mise en scène (Paul Blanchart)
- 310. Histoire de l’éducation (Roger Gai)
  - Histoire de l’éducation (Jean Vial)
- 311. La mécanique ondulatoire (Jean-Louis Destouches)
- 312. Les plastiques (Jean Vène)
- 313. Géographie botanique (Jules Carles)
- 314. Les Gallo-romains (Émile Thevenot)
  - Les Gallo-Romains (Yves Burnand)
- 315. Le capitalisme (Der Kapitalismus) (François Perroux)
  - Le capitalisme (Der Kapitalismus) (Alain Cotta)
  - Le capitalisme (Der Kapitalismus) (Claude Jessua)
- 316. Les moteurs (Georges Lehr)
  - Les moteurs (Alexandre Herléa)
- 317. L’énergie nucléaire (Jules Guéron)
  - L’énergie nucléaire (Paul Reuss)
- 318. La Tunisie (Jacques Klein)
  - La Tunisie (André Raymond)
  - La Tunisie (Michel Camau)
- 319. Histoire de la Belgique (Louis Piérard)
  - La Belgique (Georges-Henri Dumont)
- 320. Les impérialismes antiques (Jean-Rémy Palanque)
  - Les impérialismes antiques (Jean-Rémy Palanque)
- 321. La chasse en montagne, au marais et en mer (François Vidron)
- 322. Les sentiments (Jean Maisonneuve)
- 323. Les phénomènes vibratoires (Jean Granier)
- 324. Langue et littérature d’oc (Die provenzalische Literatur) (André Gourdin)
- 325. Les sports de la montagne (François Gazier)
- 326. La Première Guerre mondiale (Georges Lestien)
  - La Première Guerre mondiale (Pierre Renouvin)
  - La Grande Guerre (Jean-Jacques Becker)
- 327. La littérature latine (Die lateinische Literatur) (Philippe Poullain)
  - La littérature latine (Pierre Grimal)
- 328. L’économie de l’Europe centrale slave et danubienne (Pierre George)
- 329. L’économie planifiée (Henri Chambre)
- 330. La vie et la mort des étoiles (Junior Gauzit)
- 331. Le clavecin (Norbert Dufourcq)
- 332. Histoire du Poitou (René Crozet)
- 333. Physiologie de la conscience (Paul Chauchard)
- 334. Histoire du Commonwealth britannique (Jacques Crokaert)
  - Histoire du Commonwealth britannique (Henri Grimal)
  - Le Commonwealth (Henri Grimal)
- 335. Les télécommunications (Jean Lafay)
- 336. Le blason (Geneviève d’Haucourt, Georges Durivault)
- 337. Histoire du sport (Bernard Gillet)
  - Histoire du sport (Raymond Thomas)
  - Histoire du sport (Thierry Terret)
- 338. Histoire des ordres religieux (Henry Marc-Bonnet)
- 339. Le sel (Jean Stocker)
  - Le sel (Alain Colas)
- 340. Carthage (Madeleine Hours-Miédan)
- 341. Les classes sociales (André Joussain)
  - Les classes sociales (Philippe Bénéton)
  - Les classes sociales (Yannick Lemel)
- 342. Histoire de la marine française (Louis Nicolas)
- 343. L’économie mondiale (Hubert d’Hérouville)
  - L’économie mondiale (Sylvain Wickham)
- 344. Odeurs et parfums (Jacques Le Magnen)
- 345. La Renaissance (Die Renaissance) (Paul Faure)
- 346. L’éclairage (Raymond Jouaust)
- 347. Le siècle de Périclès (Paul Cloché)
  - Le siècle de Périclès (Jean-Jacques Maffre)
- 348. Le pilotage des avions (Germain Coutaud, Yves Teissier)
- 349. Le travail ouvrier (L.-M. Allain)
  - Le chômage en France (Jean-Michel Fahy)
- 350. La mémoire (Jean-C. Filloux)
  - La mémoire (César Florès)
  - La mémoire (Laurent Petit)
- 351. Entre la guerre et la paix (1945–1949) (Roger Céré)
- 352. La génétique des sols (Albert Demolon)
- 353. La volonté (Paul Foulquié)
  - La volonté (Claude-Marcel Prévost)
- 354. Les exploitations agricoles en France (Philippe Mainié)
- 355. L’islam (Dominique Sourdel)
- 356. Le syndicalisme dans le monde (Georges Lefranc)
  - Le syndicalisme dans le monde (René Mouriaux)
- 357. L’économie de l’Amérique latine (Jacqueline Beaujeu-Garnier, später korr. von Catherine Lefort)
- 358. La sculpture en Europe (Luc Benoist)
- 359. Les transports aériens (Michel Gautier, Jean Marais)
- 360. Le cheval (Raymond Amiot)
  - Le cheval (Jacques Gendry)
- 361. Histoire de l’Amérique latine (Pierre Chaunu)
- 362. Le matériel volant (Pierre Lefort)
- 363. La dialectique (Paul Foulquié)
  - La dialectique (Claude Bruaire)
- 364. La propulsion des avions (Georges Lehr)
- 365. Histoire du catholicisme (Jean-Baptiste Duroselle, später mit Jean-Marie Mayeur 1974)
  - Histoire du catholicisme (Yves Bruley)
- 366. La République argentine (Jean Touchard)
  - L’Argentine (Alain Rouquié)
- 367. Le calcul mécanique (René Taton)
- 368. Histoire du journalisme (Émile Boivin)
  - Histoire de la presse (Pierre Albert)
- 369. Psychologie de l’enfant (Paul Césari später Jean Piaget und Bärbel Inhelder)
  - La psychologie de l’enfant (Olivier Houdé)
- 370. La police scientifique (Léon Lerich)
  - La criminalistique (Pierre-Fernand Ceccaldi)
  - La criminalistique (Jacques Fombonne)
- 371. Le niveau de vie en France (Henri Brousse)
- 372. La pomme de terre (Jean Feytaud)
- 373. Le phosphore et la vie (Albert Demolon, Albert Marquis)
- 374. La viande (Henri Rouy)
  - L’animal dans les pratiques de consommation (Florence Burgat)
- 375. Histoire de la Flandre et de l’Artois (Jean Lestocquoy)
- 376. La marine marchande (Henri Cloarec)
- 377. Le lait et l’industrie laitière (Maurice Beau)
- 378. L’analyse mathématique (André Delachet)
- 379. La sélection des cadres (Charles Provost)
- 380. La caractérologie (Guy Palmade)
- 381. Le radar (Pierre David)
  - Le radar (Michel-Henri Carpentier)
- 382. Le bois (Jean Campredon)
  - Le bois et ses industries (Dominique Coutrot)
- 383. Les planètes (Pierre Guintini)
- 384. Les fourrures (René Thévenin)
- 385. L’acoustique appliquée (Jean-Jacques Matras)
- 386. Les doctrines économiques (Joseph Lajugie, später mit Pierre Delfaud)
- 387. Le socialisme (Georges Bourgin, Pierre Rimbert)
- 388. Les Mormons (Georges-Henri Bousquet)
- 389. L’état gazeux (André Ricci)
- 390. La fécondation (Jules Carles)
  - La fécondation (Hervé Fernandez)
- 391. Histoire des universités (René Aigrain)
  - Histoire des universités (Christophe Charle, Jacques Verger)
- 392. Physiologie de la langue française (Georges Galichet)
  - Le français moderne (Georges Molinié)
- 393. Histoire de l’enseignement en France (Michel Glatigny)
  - Histoire de l’enseignement en France (Antoine Léon, später mit Pierre Roche)
- 394. Histoire de l’Irlande (Roger Chauviré)
  - Histoire de l’Irlande (René Fréchet)
  - L’Irlande (Jennifer Heurley)
- 395. Le personnalisme (Emmanuel Mounier)
- 396. L’économie européenne (Hubert d’Hérouville)
- 397. L’astronautique (Lionel Laming)
- 398. Histoire de l’Indochine (André Masson)
  - Le Viêt-Nam (des origines lointaines à nos jours) (Pierre-Richard Féray)
- 399. La biologie des sols (Jacques Duché)
- 400. Histoire de l’Algérie (1830–1949) (Gabriel Esquer)
  - Histoire de l’Algérie contemporaine (Charles-Robert Ageron)
- 401. La géométrie contemporaine (André Delachet)
- 402. Le goudron de houille (Jean Beck)
- 403. L’économie du Commonwealth (François Crouzet)
- 404. Industries et commerce du bois (Jean Campredon)
  - Industries et commerce du bois (Jean-Claude Reggiani)
- 405. Histoire des missions françaises (Jean-Marie Sédès)
- 406. Les placements (Gaël Fain)
  - Les valeurs mobilières (Gaston Défossé, später mit Pierre Balley 1987)
- 407. La littérature américaine (Die amerikanische Literatur) (Jacques-Fernand Cahen)
- 408. Histoire du droit privé (Jean Imbert)
- 409. La fin des empires coloniaux (Hubert Deschamps)
- 410. L’électricité cérébrale (Jean Delay)
- 411. Les navires (Auguste Thomazi)
- 412. La mélodie et le lied (Evelyn Reuter)
- 413. La magie (Jérôme-Antoine Rony)
  - La magie (Jean Servier)
- 414. La presse (Pierre Denoyer)
  - La presse (Pierre Albert)
- 415. Les finances publiques (Maurice Duverger)
  - Les finances publiques (Sophie Baziadoly)
- 416. Les coquillages comestibles (Louis Lambert)
  - Les coquillages comestibles (Albert Boyer)
- 417. Le sucre (François Charny)
- 418. Le calcul vectoriel (André Delachet)
  - Le calcul vectoriel
- 419. Psychologie des animaux (Jean-Claude Filloux)
- 420. Géographie agricole de la France (Jean-Marie Sourdillat)
- 421. Histoire de la physique (Pierre Guaydier)
  - Histoire de la physique (histoire des idées en physique) (Robert Locqueneux)
- 422. Troubadours et cours d’amour (Jacques Lafitte-Houssat)
- 423. Histoire de la sociologie (Gaston Bouthoul)
  - Histoire de la sociologie (Claude Giraud)
- 424. Histoire de la Guyenne (Charles Dartigue)
- 425. Psychologie des mouvements sociaux (Paul-Henri Maucorps)
- 426. Louis XIV (Hubert Méthivier)
  - Le siècle de Louis XIV (Hubert Méthivier, später Pierre Thibault)
- 427. Histoire du protestantisme (Émile G. Léonard)
  - Histoire du protestantisme (Jean Baubérot)
- 428. L’Union française (Henri Culmann)
  - La Communauté (Gilles Néra)
  - Les étapes de la décolonisation française (Xavier Yacono)
- 429. Histoire de la Résistance en France (Henri Michel)
  - Histoire de la Résistance en France (Jean-François Muracciole)
- 430. Le vide et ses applications (Louis Dunoyer)
- 431. La mer, source d’énergie (Vsevolod Romanovsky)
- 432. Le surréalisme (Yves Duplessis)
- 433. La condition ouvrière en France depuis cent ans (Paul Louis)
  - Les salariés en France (François Sellier)
- 434. Les enzymes (Joseph Stolkowski)
- 435. Technique de la peinture (Jean Rudel)
- 436. La grande industrie chimique organique (Georges Champetier)
- 437. L’électrochimie (René Audubert)
  - L’électrochimie (Jean Besson)
- 438. Vagues, marées, courants marins (Jacques Bouteloup)
  - L’océanographie physique (Maxence Revault d’Allonnes)
- 439. Le Maroc (Jean-Louis Miège)
- 440. La bière et la brasserie (Jean Vène, Hyacinthe Le Corvaisier)
- 441. Histoire du Limousin et de la Marche (Désiré Brelingard)
- 442. Biologie du vin (Jean Renaud)
- 443. Géologie de la France (Jean Goguel)
- 444. Les sourds-muets (Pierre Oléron)
- 445. Probabilité et certitude (Émile Borel)
- 446. Les origines de la vie (Jules Carles)
- 447. Les musées de France (Georges Poisson)
  - Les musées de France (Jacques Sallois)
- 448. La propagande politique (Jean-Marie Domenach)
- 449. Les arts ménagers (Jean Fourastié)
- 450. Histoire de la Lorraine (Jean Schneider)
- 451. La méthode statistique dans l’industrie (André-G. Laurent)
- 452. Histoire de la colonisation française (Émile Tersen)
  - Histoire de la colonisation française (Xavier Yacono)
- 453. De la loupe au microscope électronique (Jean Terrien)
  - La microscopie (Maurice Françon)
- 454. Les institutions religieuses (Marcel Pacaut)
- 455. Les eaux souterraines (Félix Trombe)
- 456. Histoire de la banque (Achille Dauphin-Meunier)
  - Histoire de la banque (Jean Rivoire)
- 457. Hypnose et suggestion (Paul Chauchard)
  - Hypnose et suggestion (Léon Chertok)
- 458. La psychologie sociale (Jean Maisonneuve)
- 459. Histoire de l’Égypte moderne (Maxime Chrétien)
- 460. Le goût et les saveurs (Jacques Le Magnen)
- 461. Le théâtre français depuis 1900 (René Lalou, später Georges Versini)
  - Le théâtre en France depuis 1900 (Georges Versini)
- 462. Histoire de la Gascogne (Charles Dartigue)
  - Histoire de la Gascogne (Renée Mussot-Goulard)
- 463. L’Union sud-africaine (Jean-Alain Lesourd)
  - La République Sud-Africaine (Marianne Cornevin)
- 464. La laine (Charles Martin)
- 465. Les mines (Michel Cazin)
- 466. Calcul différentiel et intégral (André Delachet)
- 467. Pasteur et la microbiologie (Albert Delaunay)
- 468. Le bouddhisme (Henri Arvon)
- 469. Technique de la banque (Henri Ardant)
  - Les techniques bancaires (Jacques Branger)
  - Les techniques bancaires (Jean Rivoire)
- 470. La balistique (André Delachet, Jean Taillé)
- 471. Charlemagne (Joseph Calmette)
  - Charlemagne (Renée Mussot-Goulard)
- 472. La reproduction des couleurs (Jean Dourgnon, Paul Kowaliski)
- 473. L’économie du Moyen-Orient (Jacqueline Beaujeu-Garnier)
  - L’économie du Moyen-Orient (Bruno Cabrillac)
- 474. Le tonus mental (Jean-Claude Filloux)
- 475. L’hindouisme: les textes, les doctrines, l’histoire (Louis Renou, später rev. und korr. Von Madame Louis Renou)
- 476. Le machinisme agricole (Tony Ballu)
- 477. L’entreprise dans la vie économique (Jean Romeuf)
  - L’entreprise dans la vie économique (Michel Refait)
- 478. Les formes de la musique (René Hodeir)
- 479. L’anarchisme (Henri Arvon)
- 480. La psychothérapie (Guy Palmade)
  - Les psychothérapies (Bernard Brusset)
- 481. Histoire de Lyon et du Lyonnais (Jean Déniau)
- 482. Les tropismes (Gaston Viaud)
- 483. La crise de la pensée économique (Henri Denis)
- 484. L’audition (André Gribenski)
- 485. La chimie organique (René Tiollais)
  - La chimie organique (Robert Panico)
- 486. Les industries mécaniques en France (Marcel Huret)
- 487. Les institutions universitaires en France (Jean-Benoît Piobetta)
  - Les institutions universitaires (Charles Fourrier)
- 488. Les dents (Pierre-L. Rousseau)
- 489. Histoire de l’Inde (Pierre Meile)
  - Histoire de l’Inde (Michel Boivin)
- 490. Histoire des Pays-Bas (Maurice Braure)
- 491. L’érosion (Jean Pouquet)
- 492. La biologie végétale (Alain-Lucien Guyot)
  - La biologie végétale (Jean-Louis Bonnemain, Christian Dumas)
- 493. Les prisons (Jacques Voulet)
  - Les prisons (Jacques Léauté)
- 494. La navigation intérieure en France (Marcel Jouanique, Lucien Morice)
  - Les transports fluviaux (Marie-Madeleine Damien)
- 495. L’orchestre (Louis Aubert (compositeur), Marcel Landowski)
- 496. La révolte de l’Asie (Tibor Mende)
- 497. L’infrarouge (Jean Granier, Paul Caillon)
  - L’infrarouge (Armand Hadni)
- 498. Techniques de la navigation (Pierre Célérier)
- 499. La littérature comparée (Marius-François Guyard)
  - La littérature comparée (Yves Chevrel)
- 500. Les déserts (Jean Pouquet)

### 501–1000
- 501. Le costume antique et médiéval (Antike und mittelalterliche Trachten) (Michèle Beaulieu)
- 502. Le transformisme (Der Transformismus) (Jules Carles)
- 503. Les littératures de l’Inde (Die indische Literaturen)(Louis Renou)
- 504. L’art radiophonique (Radiokunst) (Roger Pradalié)
- 505. Le costume moderne et contemporain (Moderne und zeitgenössische Trachten) (Michèle Beaulieu)
- 506. L’alchimie (Die Alchemie) (Serge Hutin)
- 507. Histoire de la Champagne (Geschichte der Champagne) (Maurice Crubellier, Charles Juillard)
- 508. L’astrologie (Die Astrologie) (Paul Couderc)
- 509. Histoire de Malte (Geschichte Maltas) (Jacques Godechot)
- 510. Le cuivre et le nickel (Kupfer und Nickel) (Gaston Cohen)
- 511. La spectroscopie (Die Spektrokopie) (Jean Terrien)
- 512. Le Grand Nord (Der hohe Norden) (Paul del Perugia)
- 513. L’Amérique centrale (Zentralamerika) (Charles V. Aubrun)
- 514. La notation musicale (Musikalische Notation) (Armand Machabey)
- 515. Les sociétés secrètes (Die Geheimgesellschaften) (Serge Hutin)
- 516. Les Antilles françaises (Die französischen Antillen) (Jean Pouquet)
  - Les Antilles françaises (François Doumenge, Yves Monnier)
- 517. La musique française contemporaine (Claude Rostand)
- 518. Le cœur et ses maladies (Paul Chauchard)
  - Les maladies du cœur (Henri Lafont)
- 519. Les roches (André Cailleux)
- 520. La Troisième République (Pierre Bouju, Henri Dubois)
- 521. La géométrie descriptive et ses applications (André Delachet)
- 522. Histoire de Venise (Geschichte Venedigs) (Freddy Thiriet)
  - Histoire de Venise (Christian Bec)
- 523. Les glandes endocrines (Raymond Kehl)
  - Les glandes endocrines (Jacques Decourt)
- 524. Les fermentations (Eugène Aubel)
- 525. La géologie (Die Geologie) (André Cailleux)
  - La géologie (René Dars)
- 526. L’hydrogène (André Ricci)
- 527. Langue et littérature bretonnes (Francis Gourvil)
- 528. Les mécanismes de la vision (Ernest Baumgardt)
  - La vision (André Perceval)
- 529. Madagascar (Olivier Hatzfeld)
- 530. Les quanta et la vie (Andrée Goudot-Perrot)
- 531. L’économie de l’Inde (Die Wirtschaft Indiens) (Marie-Simone Renou)
  - L’économie de l’Inde (Gilbert Étienne)
- 532. Le feu (Das Feuer) (Albert Faure)
- 533. L’urbanisme souterrain (Édouard Utudjian)
  - L’urbanisme souterrain (Sabine Barles, André Guillerme)
- 534. L’épigraphie latine (Raymond Bloch)
- 535. La vie préhistorique (Raymond Lantier)
- 536. La diplomatique (Georges Tessier)
- 537. La filature (Raymond Thiébaut)
- 538. La neige (Charles-Pierre Péguy)
- 539. Histoire de la Turquie (Geschichte der Türkei) (Robert Mantran)
- 540. La houille blanche (Georges Thaller)
- 541. L’attention et ses maladies (Alexandre Bal)
- 542. Les roches éruptives (Charles Pomerol)
- 543. L’aluminium et les alliages légers (Jacques Lanthony)
  - L’aluminium et ses alliages (Robert Guillot)
- 544. L’art oratoire (Die Kunst der Rede) (Jules Senger)
- 545. Les mentalités (Gaston Bouthoul)
  - Les mentalités (Alex Mucchielli)
- 546. Le tissage (Raymond Thiébaut)
- 547. Le vol à voile(Michel Vermot-Gauchy)
- 548. Les maîtres du jazz (Die Meister des Jazz) (Lucien Malson)
- 549. L’éveil politique africain (Hubert Deschamps)
- 550. L’hérédité humaine (Jean Rostand)
  - L’hérédité humaine (Jean Frézal)
- 551. Les premiers chrétiens (Die ersten Christen) (Marcel Simon)
- 552. Les chiens: origines, histoire, évolution (Edmond Dechambre)
  - Histoire du chien (Roger Béteille)
- 553. L’iconographie chrétienne (Marcel Pacaut)
- 554. Pirates et flibustiers (Hubert Deschamps)
- 555. La sensation (Henri Piéron)
- 556. Les invasions barbares (Pierre Riché, Philippe Le Maitre)
- 557. La productivité (Jean Fourastié)
- 558. La peau (Paul Blum)
  - La peau (Jean-Pierre Césarini)
- 559. La navigation aérienne (Louis Andlauer)
  - Techniques de la navigation aérienne (Germain Coutaud, Louis Andlauer)
- 560. La littérature grecque moderne (Die moderne griechische Literatur) (André Mirambel)
  - La littérature grecque moderne (Denis Kohler)
- 561. L’acier (Jacques Ferry, René Chatel)
  - L’acier et l’industrie sidérurgique (Daniel Rivet)
- 562. La glace et les glaciers (Eis und Gletscher) (Vsevolod Romanovsky, André Cailleux)
- 563. L’enfance délinquante (Jean Chazal, später Renaud Chazal sous le titre L’enfance et la jeunesse délinquantes)
- 564. Courbes et surfaces (Jean Taillé)
- 565. L’équilibre sympathique (Paul Chauchard)
- 566. Les tissus d’art (Michèle Beaulieu)
- 567. Les civilisations précolombiennes (Henri Lehmann, später mit Marie-France Fauvet-Berthelot)
  - Les civilisations précolombiennes (Éric Traladoire, Patrice Lecoq)
- 568. La tauromachie (Der Stierkampf) (Jean Testas)
  - La corrida (Éric Baratay, Élisabeth Hardouin-Fugier)
- 569. Les mouvements des végétaux (Paul-Émile Pilet)
- 570. La linguistique (Jean Perrot)
- 571. Les nombres premiers (Émile Borel)
  - Les nombres premiers (Jean Itard, später mit Raymond Guglielmo)
  - Les nombres premiers (Gérald Tenenbaum, Michel Mendès France)
- 572. Les méthodes en pédagogie (Guy Palmade)
  - Les méthodes en pédagogie (Marc Bru)
- 573. La Haute-Asie (Louis Hambis)
- 574. Histoire du Mexique (Geschichte Mexikos) (François Weymuller)
- 575. Les Papes de la Renaissance (1447–1527) (Henry Marc-Bonnet)
- 576. Les sensations chez l’animal (Ernest Baumgardt)
- 577. La guerre (Der Krieg) (Gaston Bouthoul)
- 578. Histoire de la Grèce moderne (Nikolaos G. Svoronos)
- 579. La mécanique des solides (Jean-Louis Destouches)
- 580. Les Tsiganes (Jules Bloch, später François de Vaux de Foletier, Henriette David, 1969)
  - Les Tsiganes (Nicole Martinez)
- 581. La Commune (Georges Bourgin)
  - La Commune de 1871 (Jacques Rougerie)
- 582. La mythologie grecque (Die griechische Mythologie) (Pierre Grimal)
- 583. L’énergie chlorophyllienne (Jules Carles)
- 584. Histoire de la médecine vétérinaire (André Senet)
- 585. Le syndicalisme en France (Georges Lefranc)
  - Le syndicalisme en France (René Mouriaux)
- 586. Les toxicomanies (Antoine Porot)
- 587. Le thomisme (Paul-Bernard Grenet)
- 588. La céramique grecque (Die griechische Keramik) (Henri Metzger)
- 589. L’exploration sous-marine (Philippe Diolé)
- 590. Biogéographie mondiale (Biogeografie der Welt) (André Cailleux)
- 591. Histoire de la Pologne (Geschichte Polens) (Ambroise Jobert)
- 592. Les pierres précieuses (Nicolas Metta, Andrée Metta)
  - Les pierres précieuses (Henri-Jean Schubnel)
- 593. Histoire des idées en France (Roger Daval)
- 594. Le paludisme (François Pagès)
- 595. Les roches sédimentaires (Charles Pomerol, Robert Fouet)
- 596. La vie à Rome dans l’Antiquité (Die Geschichte Roms im Altertum) (Pierre Grimal)
- 597. L’Afrique occidentale française (Französisch-Westafrika) (Jean Pouquet)
  - Le Sénégal et la Gambie (Senegal und Gambia) (Hubert Deschamps)
  - Le Sénégal (Senegal) (Philippe Decraene)
- 598. L’administration régionale et locale de la France (Hervé Detton, später mit Jean Hourticq)
  - La démocratie locale (Jacques Baguenard, Jean-Marie Becet)
- 599. La résistance des matériaux (André Delachet)
- 600. L’art du comédien (André Villiers)
  - L’art du comédien (Jean-Jacques Roubine)
- 601. L’âge critique (Paul Guilly)
- 602. La structure moléculaire (Bernard Pullman)
- 603. Les terres australes (Edgar Aubert de la Rüe)
- 604. Le naturalisme (Pierre Cogny)
  - Le naturalisme (Alain Pagès)
- 605. Le calcul mental (René Taton)
- 606. Les civilisations africaines (Denise Paulme)
  - Les civilisations africaines (Die afrikanischen Kulturen) (Anne Stamm)
- 607. Les épidémies (Hervé Harant)
  - L’épidémiologie (Hervé Harant, Alix Delage)
- 608. Les grands marchés du monde (Pierre George)
- 609. Technique de l’urbanisme (Stadtplanungstechnik) (Robert Auzelle)
  - Les techniques de l’urbanisme (Stadtplanungstechniken) (Pierre Merlin)
- 610. La chasse à courre (Die Hetzjagd) (François Vidron)
- 611. Australie et Nouvelle-Zélande (Australien und Neuseeland) (Alain Huetz de Lemps)
  - L’Australie (Australien) (Jean-Claude Redonnet)
- 612. La justice en France (Die Justiz in Frankreich) (Raymond Charles)
  - La justice en France (Michèle-Laure Rassat)
- 613. Physiologie des mœurs: moral biologique (Paul Chauchard)
- 614. L’hygiène de la vue (Ernest Baumgardt)
- 615. Optique théorique (Jean Terrien, André Maréchal)
- 616. L’État (Der Staat) (Jacques Donnedieu de Vabres)
  - L’État (Renaud Denoix de Saint Marc)
- 617. La pisciculture (Die Fischzucht) (Paul Vivier)
- 618. L’art des jardins (Pierre Grimal)
- 619. L’Océanie française (Französisch-Ozeanien) (Alain Huetz de Lemps)
- 620. Histoire du livre (Geschichte des Buches) (Éric de Grolier)
  - Histoire du livre (Geschichte des Buches) (Albert Labarre)
- 621. Le fond des océans (Der Boden der Ozeane) (Jacques Bourcart)
- 622. Alexandre le Grand (Alexander der Große) (Paul Cloché)
  - Alexandre le Grand (Alexander der Große) (Pierre Briant)
- 623. Les grands problèmes métaphysiques (Die großen metaphysischen Probleme) (François Grégoire)
- 624. L’Allemagne de Hitler (Deutschland unter Hitler) (Claude David)
  - Hitler et le nazisme (Hitler und der Nationalsozialismus)
- 625. La phénoménologie (Die Phänomenologie) (Jean-François Lyotard)
- 626. Les tests mentaux (Pierre Pichot)
- 627. La voix (Die Stimme) (Édouard Garde)
  - La voix (Die Stimme) (Guy Cornut)
- 628. Le Brésil (Brasilien) (Pierre Monbeig)
  - Le Brésil (Brasilien) (Raymond Pebayle)
  - Le Brésil (Brasilien) (Martine Droulers, Céline Broggio)
- 629. La vie en haute altitude (Jacques Guillerme)
- 630. La Papauté à Avignon (Das Papsttum in Avignon) (Yves Renouard)
- 631. La musique étrangère contemporaine (Zeitgenössische ausländische Musik) (André Hodeir)
  - La musique étrangère au XXe siècle (Ausländische Musik des 20. Jahrhunderts) (Robert Siohan)
- 632. Les religions de l’Afrique Noire (Die Religionen Schwarzafrikas) (Hubert Deschamps)
  - Les religions africaines (Die Religionen Afrikas) (Anne Stamm)
- 633. L’Afrique Équatoriale française et le Cameroun (Jean Pouquet)
- 634. L’alcoolisme (Georges Malignac, Robert Colin)
- 635. L’esthétique (Denis Huisman)
  - L’esthétique (Carole Talon-Hugon)
- 636. Les insuccès scolaires: diagnostic et redressement (André Le Gall)
  - L’échec scolaire (Francine Best)
- 637. La phonétique (Bertil Malmberg)
  - La phonétique (Jacqueline Vaissière)
- 638. La cybernétique (Georges-Théodule Guilbaud)
- 639. L’économie de l’alimentation (Michel Cépède, Maurice Lengellé)
- 640. Minerais et terres rares (Robert Fouet, Charles Pomerol)
- 641. Le spiritisme (Yvonne Castellan)
- 642. Les poissons (Roland Bochot)
- 643. Le yoga (Paul Masson-Oursel)
  - Le yoga (Pierre Feuga, Tara Michaël)
- 644. Le cacao (François Lery)
- 645. Les Étrusques (Raymond Bloch)
  - Les Étrusques (Dominique Briquel)
- 646. La stylistique (Pierre Guiraud)
  - La stylistique (Georges Molinié)
- 647. Les roches métamorphiques (Charles Pomerol, Robert Fouet)
- 648. L’énergie (Pierre Maillet, später mit Martine Cassette-Carry 1982)
- 649. L’imagination (Jeanne Bernis)
  - L’imagination (Jean-Jacques Wunenburger)
  - L’imaginaire (Jean-Jacques Wunenburger)
- 650. Le potassium et la vie (Alain Reinberg)
- 651. Histoire de l’impôt (Henry Laufenburger, später André Neurisse)
- 652. L’optique astronomique (Jean Terrien)
- 653. L’écriture (Charles Higounet)
- 654. La rémunération du travail (Michèle Ricouard, Marcel-Jean Ricouard)
  - La rémunération du travail (Dominique Meurs)
- 655. La sémantique (Pierre Guiraud)
  - La sémantique (Irène Tamba-Mecz)
- 656. La médecine psychosomatique (Paul Chauchard)
- 657. Les villes romaines (Pierre Grimal)
- 658. Les grandes doctrines morales (François Grégoire)
  - Les grandes doctrines morales (Hubert Grenier)
- 659. La manœuvre des navires (Pierre Célérier)
- 660. La psychanalyse (Daniel Lagache)
- 661. L’algèbre moderne (Michel Queysanne, André Delachet)
- 662. L’ultra-violet (Jacques Guillerme)
- 663. La naissance (Robert Merger)
- 664. La critique littéraire (Jean-Claude Carloni, Jean-Claude Filloux)
  - La critique littéraire (Pierre Brunel, Daniel Madelénat, Jean-Michel Gliksohn, Daniel Couty)
  - La critique littéraire (Pierre Brunel)
- 665. Le citoyen devant l’État (Robert Pelloux)
  - La citoyenneté (Anicet Le Pors)
- 666. Les pèlerinages (Romain Roussel)
- 667. L’esclavage (Maurice Lengellé)
- 668. Les fossiles (Éliane Basse de Ménorval)
- 669. La psychiatrie sociale (Henri Baruk)
- 670. Histoire des légendes (Jean-Pierre Bayard)
- 671. La métapsychique (Yvonne Castellan)
  - La parapsychologie (Yvonne Castellan)
- 672. Les relations humaines (Francis Baud)
- 673. L’État d’Israël (André Chouraqui)
- 674. Histoire de Gibraltar (Bathilde Larsonneur)
- 675. Histoire de la Yougoslavie (Marcel de Vos)
- 676. Le siècle d’Auguste (Pierre Grimal)
- 677. L’homéopathie (Pierre Vannier)
- 678. Histoire de la Hongrie (Émile Tersen)
  - Histoire de la Hongrie (Henry Bogdan)
  - La Hongrie (Janos Szaval)
- 679. Les protéines (Marianne Lévy)
  - Les protéines (Edgar-Hans Relyveld, Jean-Claude Chermann, Gilbert Hervé)
- 680. La raison (Gilles-Gaston Granger)
- 681. Le canal de Suez (Henri Poydenot)
- 682. Les montagnes (Robert Fouet, Charles Pomerol)
- 683. Les conserves (François Lery)
- 684. La guérison (Jacques Sarano)
- 685. L’orthographe (Pierre Burney)
  - L’orthographe (Nina Catach)
- 686. La République romaine (André Clerici, Antoine Olivesi)
  - La République romaine (François Hinard)
- 687. L’Univers (Paul Couderc)
  - L’univers (Jean Audouze)
- 688. Histoire de la Touraine (Pierre Leveel)
- 689. Albigeois et Cathares (Fernand Niel)
- 690. Histoire du droit pénal (Raymond Charles)
  - Histoire du droit pénal (André Laingui)
- 691. Les thérapeutiques psychiatriques (Henri Baruk)
- 692. La trigonométrie (Robert Campbell)
- 693. Géopolitique et stratégie (Pierre Célérier)
  - Géopolitique contemporaine: les zones d’affrontement (Charles Zorgbibe)
  - Géopolitique contemporaine: fragmentation et interdépendance (Éric Costel)
- 694. Le mysticisme (Henri Sérouya)
  - La mystique (Louis Gardet)
- 695. Les entreprises nationalisées (Bernard Chenot)
- 696. Sociétés animales, société humaine (Paul Chauchard)
  - Sociétés animales, sociétés humaines (Rémy Chauvin)
- 697. La consommation (Maurice Lengellé)
- 698. Le langage et la pensée (Paul Chauchard)
- 699. Les marchands et banquiers du Moyen Âge (Jacques Le Goff)
- 700. L’argot (Pierre Guiraud)
  - L’argot (Louis-Jean Calvet)
- 701. L’opinion publique (Alfred Sauvy)
  - Les sondages: principes et méthodes (Anne-Marie Dussaix, Jean-Marie Grosbras)
- 702. Le droit musulman (Raymond Charles)
- 703. Engrais et fumure (Serge Pontailler)
- 704. Histoire des pays scandinaves (Pierre Jeannin)
- 705. L’acupuncture (Roger de la Fuÿe)
  - L’acupuncture (Madeleine J. Guillaume, Jean-Claude de Tymowski, Madeleine Fiévet-Izard)
- 706. Proverbes et dictons français (Jacques Pineaux)
- 707. La philosophie chinoise (Chow Yih-Ching)
  - La philosophie chinoise (Max Kaltenmark)
- 708. La bibliographie (Louise-Noëlle Malclès, Andrée Lhéritier)
- 709. La spéléologie (Félix Trombe)
  - La spéléologie (Éric Gilli)
- 710. La littérature japonaise (Die japanische Literatur)(Roger Bersihand)
  - La littérature japonaise (Die japanische Literatur) (Jacqueline Pigeot, Jean-Jacques Tschudin)
  - La littérature japonaise (Die japanische Literatur) (Jean-Jacques Tchudin, Daniel Struve)
- 711. Histoire de demain (Jean Fourastié, Claude Vimont)
- 712. La bureaucratie (Alfred Sauvy)
- 713. La guerre psychologique (Maurice Mégret)
- 714. L’industrie automobile (Jean Pierjant)
  - L’industrie automobile (Jean Sauvy)
- 715. La littérature italienne (Die italienische Literatur) (Paul Arrighi)
  - La littérature italienne (Die italienische Literatur) (Christian Bec, François Livi)
- 716. L’énergie végétale (Paul-Émile Pilet)
- 717. Les poussières (André Assailly)
- 718. Les Berbères: histoire et institutions (Georges-Henri Bousquet)
  - Les Berbères (Jean Servier)
- 719. La faim (René Masseyeff)
  - La faim (Michel Cépède, Hugues Gounelle de Pontanel, später mit Marcel Autret)
- 720. La politique économique (Jacques Billy)
  - La politique économique (Jean-Marc Daniel)
- 721. Les hélicoptères (Henry Beaubois)
- 722. Les Arabes (Vincent-Mansour Monteil)
- 723. L’automation (Louis Salleron)
- 724. Robespierre (Marc Bouloiseau)
- 725. L’au-delà (François Grégoire)
- 726. Le bilan dans les entreprises (Léon Petit)

_Le bilan de l’entreprise (Bernard Esnault)
- 727. La vie sexuelle: de l’instinct à l’amour (Paul Chauchard)
  - La vie sexuelle (Marie-Josèphe Chopin, Claire Chopin, Denis Hohenberg)
  - La psychopathologie de la vie sexuelle (Catherine Desprats-Péquignot)
- 728. Histoire de la Sicile (Jean Huré)
- 729. Les rayons cosmiques (André Cachon)
  - Les rayons cosmiques (Jean-Noël Capdevielle)
- 730. Le Chili (Raymond Avalos)
- 731. L’analyse biochimique médicale (André Galli, Robert Leluc)
- 732. Histoire de la psychologie (Maurice Reuchlin)
- 733. La fatigue (Paul Chauchard)
  - La fatigue (Jean Scherrer)
- 734. Rythmes et cycles biologiques (Alain Reinberg, Jean Ghata)
  - Les rythmes biologiques (Alain Reinberg, Jean Ghata)
- 735. Histoire des doctrines militaires (Fernand Schneider)
- 736. La Sibérie (Louis Hambis)
- 737. L’homme contre l’animal (Raymond Fiasson)
- 738. Biologie sociale (Gaston Bouthoul)
- 739. Le Second Empire (Georges Pradalié)
  - Le Second Empire (André Encrevé)
- 740. La puériculture (Marcel Lelong)
  - La puériculture (Jacques Vialatte)
- 741. La radioactivité des roches (René Coppens)
- 742. L’industrie aéronautique (Daniel Mohlo, Raymond Peladan)
  - L’industrie aérospatiale française (Pierre Sparaco)
- 743. La symétrie (Jacques Nicolle)
- 744. La topographie (Claude Million)
  - La topographie (Pierre Merlin, später mit Alain Couzy 1990)
- 745. La logique moderne (Jean Chauvineau)
- 746. Histoire de la Bourgogne (Jean Richard)
- 747. Ordres et décorations (Claude Ducourtial)
- 748. L’ONU (Charles Chaumont, später Frédérique Lafay)
  - L’ONU (Frédérique Mestre-Lafay)
- 749. La symbolique (Olivier Beigbeder)
- 750. Histoire du judaïsme (André Chouraqui)
- 751. Esthétique du cinéma (Henri Agel)
  - Esthétique du cinéma (Gérard Betton)
- 752. L’aérodynamique (Jacques Lachnitt)
- 753. Les systèmes économiques (Joseph Lajugie, später mit Pierre Delfaud 1976)
- 754. La longévité (Jacques Guillerme)
- 755. Histoire du droit public français (Gabriel Lepointe)
  - Histoire du droit public français: des origines à 1789 (Henri Legohérel)
- 756. La sorcellerie (Jean Palou)
- 757. Le calcium et la vie (Joseph Stolkowski)
- 758. La personnalité (Jean-Claude Filloux)
- 759. La géochimie (Jean-Louis Jaeger)
  - La géochimie (Francis Albarède, Michel Condomines)
- 760. Radiodiffusion et télévision (Jean-Jacques Matras)
- 761. Le radicalisme (Claude Nicolet)
- 762. Les prix (Louis Frank)
  - Les prix (Aimé Scannavino)
- 763. Habitat et logement (Jean-Eugène Havel)
  - Le logement social en France (1789 à nos jours) (Jean-Marc Stébé)
- 764. Dolmens et menhirs (Fernand Niel)
- 765. Les fusées (Jean Pellandini)
  - Fusées et missiles
- 766. Le Sahara (Bruno Verlet)
- 767. Matière et antimatière (Maurice Duquesne)
- 768. Le cerveau humain (Paul Chauchard)
- 769. L’économie de l’Asie du Sud-Est (Lè Thàn Khôi)
  - L’économie de l’Asie du Sud-Est (Maurice Moreau)
- 770. Le stoïcisme (Jean Brun)
  - Le stoïcisme (Jean-Baptiste Gourinat)
- 771. Le monde atlantique (Claude Delmas)
- 772. La vie des plantes: écologie végétale (Charles-Joseph Mathon de La Cour)
- 773. La communauté européenne du charbon et de l’acier: C.E.C.A. (Jean de Soto)
- 774. La vie américaine (Geneviève d’Haucourt)
- 775. L’art du meuble à Paris au XVIIIe siècle (Pierre Verlet)
- 776. L’or (Jules Lepidi)
- 777. Sociologie de la littérature (Robert Escarpit)
  - Sociologie de la littérature (Paul Aron, Alain Viala)
- 778. Le marché commun (Jean-François Deniau)
- 779. Le droit canonique (Jean des Graviers)
  - Le droit canonique (Dominique Le Tourneau)
- 780. Le rhumatisme (Florent Coste)
  - Les rhumatismes (Georges Serratrice, Alain Schiano)
- 781. La recherche scientifique (Vladimir Kourganoff, Jean-Claude Kourganoff)
  - La recherche scientifique (Paul Deheuvels)
- 782. La santé dans le monde (Jacques Morichau-Beauchant)
- 783. Le pollen (Armand Pons)
- 784. L’évolution des prix depuis cent ans (Alfred Marc)
- 785. L’économie méditerranéenne (Hubert d’Hérouville)
- 786. Les techniques parlementaires (Émile Blamont)
- 787. La pétrochimie dans le monde (Raymond Guglielmo)
- 788. La grammaire (Pierre Guiraud)
- 789. La médecine légale judiciaire (Jean Planques)
- 790. Les systèmes sténographiques (Marius Michelot)
- 791. La structure économique de la France (Pierre Maillet)
- 792. Les institutions internationales (Pierre Gerbet)
  - Les organisations internationales (Charles Zorgbibe)
- 793. L’autorité (Maurice Marsal)
- 794. La minéralogie (Charles Guyot)
- 795. Les hôpitaux en France (Jean Imbert)
  - L’hôpital (Jean de Kervasdoué, Stéphane Billon)
- 796. La philosophie anglaise et américaine (Serge Hutin)
- 797. Les papillons (Guy Mathot)
- 798. La psychologie des peuples (Abel Miroglio)
- 799. Guillaume le Conquérant (Michel de Boüard)
- 800. Le vol supersonique (Georges Lehr)
- 801. Histoire de l’Indonésie (Jean Bruhat)
- 802. Sociologie de l’Algérie (Pierre Bourdieu)
- 803. La technique sanitaire (Marcelle Bidaut)
- 804. Histoire de l’Asie du Sud-Est (Lè Than Khoi)
- 805. Les archives (Jean Favier)
- 806. La critique d’art (André Richard)
- 807. Géographie cynégétique du monde (Lucien Blancou)
- 808. Les gnostiques (Serge Hutin)
- 809. Les littératures celtiques (Die keltische Literatur) (Jean Marx)
  - Les littératures celtiques (Die keltische Literatur) (Pierre-Yves Lambert)
- 810. L’épicurisme (Jean Brun)
- 811. L’économie du Japon (Maurice Moreau)
- 812. Les champignons (Marcel Locquin)
- 813. Les satellites artificiels (Charles-Noël Martin)
- 814. La greffe végétale (Claude-Charles Mathon)
- 815. Le contrôle des matériaux (Michel Jeantet)
- 816. La musique hongroise (Jean Vigué, Jean Gergely)
- 817. Le parachute (Jean Pellandini)
- 818. Pourquoi nous travaillons (Jean Fourastié)
- 819. Le Moyen-Orient (Jean-Pierre Alem)
  - Le Proche-Orient arabe (Jean-Pierre Alem)
- 820. Le yachting (Jean Giordan)
- 821. La coopération (Georges Lasserre)
- 822. L’épargne et l’investissemant (Pierre-Marie Pradel)
- 823. La musique espagnole (Christiane Le Bordays)
- 824. Les climats et l’agriculture (Guy Euverte)
- 825. La bourse des valeurs et les opérations de bourse (Gaston Défossé)
  - La Bourse (Jacques Hamon, Bertrand Jacquillat)
- 826. La guerre révolutionnaire (Claude Delmas)
- 827. Le vol des avions (Jean Renaudie)
- 828. Les routes (Jeanne Berthomier)
- 829. Les insecticides (Roger Dajoz)
- 830. La noblesse (Philippe du Puy de Clinchamps)
  - La noblesse française à l’époque moderne (XVIe-XVIIIe siècles) (Jean Meyer)
- 831. La Croix-Rouge internationale (Henri Coursier)
- 832. Les ordinateurs électroniques (Pierre Demarne, Max Rouquerol)
- 833. Contrebande et contrebandiers (Paul Béquet)
- 834. La machine à traduire (Émile Delavenay)
- 835. L’âge du bronze (Jacques Briard)
- 836. L’Organisation Internationale du Travail (Marc Montceau)
- 837. Les Églises en Grande-Bretagne (Berthe Gavalda)
- 838. La vie anglaise (Tony Mayer)
  - La société anglaise (Brigitte de Soye-Mitchell)
- 839. Les fraudes (Jacques Vivez)
- 840. La Chine Populaire (Jacques Guillermaz)
- 841. Le mouvement œcuménique (Berthe Gavalda)
  - Le mouvement œcuménique (Madeleine Barot)
- 842. Sociologie de la campagne française (Henri Mendras)
- 843. La corrosion des métaux (André Hache)
- 844. Les radiations nucléaires (Marc Lefort)
- 845. Histoire des marionnettes (Gaston Baty, René Chavance)
- 846. Les douanes (Jean Bastid)
  - La douane (Jean-Claude Renoue)
- 847. Le panafricanisme (Philippe Decraene)
- 848. Histoire de la libre-pensée (Albert Bayet)
- 849. La nutrition de la plante (Jules Carles)
- 850. Les logarithmes et leurs applications (André Delachet)
- 851. L’Arménie (Jean-Pierre Alem)
  - L’Arménie (Claire Mouradian)
- 852. Les droits de l’enfant (Jean Chazal)
  - Les droits de l’enfant (Françoise Dekeuwer-Défossez)
- 853. Les pays sous-développés (Yves Lacoste)
- 854. Géologie de la région parisienne (Robert Soyer, André Cailleux)
- 855. Le bruit (René Chocholle)
- 856. Les noms des plantes (Lucien Guyot, Pierre Gibassier)
- 857. La philosophie du droit (Henri Battifol)
  - La philosophie du droit (Michel Troper)
- 858. L’Assemblée Parlementaire Européenne (Pierre Ginestet)
  - Le Parlement européen (Pierre Ginestet)
- 859. Technique du théâtre (Philippe Van Tieghem)
  - Technique du théâtre (Pierre Larthomas)
- 860. Histoire du Maine (François Dornic)
- 861. Les noms des arbres (Lucien Guyot, Pierre Gibassier)
- 862. Histoire du Bourbonnais (André Leguai)
- 863. La bataille de l’énergie (Henry Peyret)
- 864. La question scolaire en France (Bernard Mégrine)
- 865. L’OTAN (Claude Delmas)
- 866. Les noms de fleurs (Lucien Guyot, Pierre Gibassier)
- 867. L’affaire Dreyfus (Pierre Miquel)
- 868. L’économie de la zone franc (Pierre Moussa)
- 869. Singapour et la Malaisie (Pierre Fistié)
  - Singapour et la Malaysia (Jacques Dupuis)
- 870. Le Benelux (François Gay, Paul Wagret)
- 871. La biométrie (Eugène Schreider)
- 872. Le magnésium et la vie (Didier Bertrand)
- 873. Histoire des soins de beauté (Jacques Pinset, Yvonne Deslandres)
- 874. La chimie électronique et ses applications industrielles (Andrée Goudot)
- 875. La Terre et la Lune (Jean Taillé)
- 876. La France dans le monde actuel (Louis Dollot)
- 877. L’humour (Robert Escarpit)
- 878. La musique française classique (Jean-François Paillard)
- 879. Les grands comédiens (1400–1900) (Philippe Van Tieghem)
- 880. Platon et l’Académie (Jean Brun)
  - Platon (Jean-François Mattéi)
- 881. Les techniciens et le pouvoir (Jacques Billy)
- 882. Le calcul électronique (Bruno Renard)
- 883. Le droit de l’espace (Charles Chaumont)
- 884. L’hydrologie (Charles Guyot)
- 885. Le Conseil de l’Europe (Pierre Duclos)
- 886. Les rapports de l’Église et de l’État en France (Gabriel Lepointe)
- 887. Les grands acteurs contemporains (Philippe Van Tieghem)
- 888. Les guerres puniques (Bernard Combet Farnoux)
- 889. Technique de l’exportation (Alain-Louis Dangeard)
  - Les techniques de l’exportation (Alain-Louis Dangeard, Philippe Pontet)
- 890. Les aciers spéciaux (Bernard Hedde d'Entremont)
  - Les aciers spéciaux de construction mécanique (François Leroy, Jean Saleil)
- 891. La politique pétrolière internationale (Daniel Durand)
- 892. Les jeux d’entreprise (Arnold Kaufmann, Robert Faure, André Le Garff)
- 893. La science des Chaldéens (Marguerite Rutten)
- 894. La musique allemande (Claude Rostand)
- 895. Les groupes de pression (Jean Meynaud)
- 896. Le gaz naturel (Raymond Guglielmo)
- 897. Lumière et floraison (Claude-Charles Mathon, Maurice Stroun)
- 898. La croissance des végétaux (Jacques Ricard)
- 899. Socrate (Jean Brun)
  - Socrate (Louis-André Dorion)
- 900. Le langage électronique (Jeanne Poyen, Jacques Poyen)
- 901. Chimie de la beauté (Charles Bourgeois)
- 902. L’équitation (Henri Aublet)
- 903. Les locutions françaises (Pierre Guiraud)
- 904. Musée et muséologie (Luc Benoist)
- 905. Les masques (Jean-Louis Bédouin)
  - Le masque (Geneviève Allard, Pierre Lefort)
- 906. Mécanique élémentaire (Jean-Louis Destouches)
- 907. L’art et la littérature fantastique (Louis Vax)
  - La littérature fantastique (Jean-Luc Steinmetz)
- 908. La chimie du vin (Jules Carles)
- 909. La science politique (Marcel Prélot)
  - La science politique (Philippe Braud)
- 910. Bandoeng et le réveil des anciens peuples colonisés (Odette Guitard)
- 911. La participation des Français à la politique (Jean Meynaud, Alain Lancelot)
- 912. Histoire des Philippines (Gaston Willoquet)
- 913. Les centrales thermiques (Michel Chasseloup de Châtillon, Louis Le Maitre)
- 914. La guerre de Sécession (Jacques Néré)
  - La guerre de Sécession (Farid Ameur)
- 915. La pensée arabe (Henri Sérouya)
- 916. Histoire du Cambodge (Achille Dauphin-Meunier)
  - Le Cambodge (Jean Delvert)
- 917. La généalogie (Pierre Durye)
  - La généalogie (Jean-Louis Beaucarnot)
- 918. Les algues (Élisabeth Naegelé, Antoine Naegelé)
- 919. Gérontologie et gériatrie (Léon Binet)
- 920. Les droits naturels (Jean Marquiset)
- 921. La luminescence (Roger Bernard)
- 922. Les thérapeutiques modernes (André Galli, Robert Leluc)
- 923. Le baroque (Victor-Lucien Tapié)
- 924. Le droit antique (Jean Imbert)
- 925. L’Ancien Régime (Hubert Méthivier)
- 926. La médecine militaire (Raymond Debenedetti)
- 927. Calcul matriciel (Jacques Bouteloup)
  - Calcul matriciel élémentaire (Jacques Bouteloup)
- 928. Aristote et le Lycée (Jean Brun)
- 929. La relaxation (Robert Durand de Bousingen)
- 930. L’acoustique des bâtiments (René Lehmann)
- 931. La musique française du Moyen Âge et de la Renaissance (Bernard Gagnepain)
- 932. La philosophie indienne (Jean Boulier-Fraissinet)
  - Les philosophies de l’Inde (Jean Filliozat)
- 933. Les carburants nouveaux (Jean-François Théry)
- 934. Histoire de l’Anjou (François Dornic)
- 935. Histoire de la chirurgie (Claude d'Allaines)
- 936. Les Jésuites (Alain Guillermou)
- 937. La cartographie (André Libault)
- 938. Histoire de l’éducation technique (Antoine Léon)
- 939. Devins et oracles grecs (Robert Flacelière)
- 940. Les éclipses (Paul Couderc)
- 941. La recherche opérationnelle (Robert Faure, Jean-Paul Boss, André Le Garff)
- 942. L’unité italienne (Paul Guichonnet)
- 943. Les passions (Jérôme-Antoine Rony)
- 944. Les bibliothèques (André Masson, Denis Pallier)
- 945. Les virus (Pierre Lépine)
- 946. Les mouvements clandestins en Europe (Henri Michel)
- 947. Histoire de la civilisation européenne (Claude Delmas)
- 948. L’âge de la pierre (Denise de Sonneville-Bordes)
- 949. L’Église orthodoxe (Olivier Clément)
- 950. Les espaces économiques (Jacques-Raoul Boudeville)
- 951. Sociologie du droit (Henri Lévy-Bruhl)
- 952. Le rugby (Robert Poulain)
  - Le rugby (Daniel Bouthier)
- 953. Les manuscrits de la mer Morte (Ernest-Marie Laperrousaz)
- 954. Histoire des fleurs (Lucien Guyot, Pierre Gibassier)
- 955. Histoire de la Picardie (Jean Lestocquoy)
- 956. Les hautes températures (Jacques Lachnitt)
- 957. L’esthétique industrielle (Denis Huisman, Georges Patrix)
- 958. Histoire du Languedoc (Emmanuel Le Roy Ladurie)
- 959. Le solfège (Marcelle Soulage)
- 960. Le Jansénisme (Louis Cognet)
- 961. La stérilité (Jean Dalsace)
- 962. Histoire de la géologie (André Cailleux)
- 963. Le protocole et les usages (Jean Serres)
- 964. La République démocratique allemande (Georges Castellan)
- 965. L’économie de l’Afrique du Nord (René Gallissot)
- 966. Les relations publiques (Denis Huisman, Jean Chaumely)
  - Les relations publiques (Lionel Chouchan, Jean-François Flahault)
- 967. Arboriculture et production fruitière (Henri Boulay)
- 968. Les langues internationales (Pierre Burney)
- 969. La vigne et sa culture (Louis Levadoux)
- 970. Le Pakistan (François de Testa)
- 971. L’industrie du disque (Pierre Gilotaux)
  - Les disques (Pierre Gilotaux)
- 972. La chevalerie (Philippe du Puy de Clinchamps)
- 973. Caoutchoucs et textiles synthétiques (Jean Vène)
- 974. L’impressionnisme (Maurice Serullaz)
- 975. Les industries de la soierie (Jean Vaschalde)
- 976. La grippe (Georges Werner)
- 977. Les industries de la pierre et du marbre (René-Michel Lambertie)
- 978. La musicologie (Armand Machabey)
- 979. La Perse antique (Christiane Palou, Jean Palou)
- 980. Les industries du savon et des détergents (Emmanuel Mayolle)
  - Les savons et les détergents (Charles Xavier Cornu)
- 981. Les courses de chevaux (Pierre Arnoult)
- 982. La chirurgie esthétique et plastique (Pierre-François Grigaut)
- 983. La pollution des eaux (René Colas)
- 984. La syntaxe du français (Pierre Guiraud)
  - La syntaxe du français (Olivier Soutet)
- 985. Les jeux de casino (André Neurisse)
- 986. La révolution russe (François-Xavier Coquin)
- 987. L’aménagement du territoire (Claude Delmas)
  - L’aménagement du territoire (Jérôme Monod, Philippe de Castelbajac)
- 988. La prévention des naissances (Alfred Sauvy)
- 989. La cellule vivante (Henri Firket)
- 990. Les reptiles (Jean Guibé)
- 991. Les grandes marques (Antoine Pillet)
- 992. Histoire du Béarn (Pierre Tucoo-Chala)
- 993. Les attitudes politiques (Jean Meynaud, Alain Lancelot)
- 994. L’obésité (Jacques Decourt, Michel Périn)
- 995. Les Pyrénées (Georges Viers)
- 996. Le droit pénal (Jean Larguier)
- 997. Le chant (Raoul Husson)
- 998. Les Lieux Saints (Bernardin Collin)
- 999. Prostitution et proxénétisme (Jean-Gabriel Mancini)
- 1000. L’information (Fernand Terrou)

### 1001–1500
- 1001. Les intellectuels (Die Intellektuellen) (Louis Bodin)
- 1002. La monarchie de Juillet (Die Julimonarchie) (Philippe Vigier, 4e éd. mise à jour 1972)
- 1003. Les textiles chimiques (Chemische Textilien) (Henri Agulhon)
- 1004. L’administration (Verwaltung) (Bernard Gournay)
- 1005. Les nouveaux corps simples (Clément Duval)
- 1006. L’opérette (Die Operette) (José Bruyr)
- 1007. L’économie de l’Italie (Die Wirtschaft Italiens) (François Gay, Paul Wagret)
- 1008. L’économie des industries chimiques (Die Wirtschaft der chemischen Industrien) (Michel Lagache)
- 1009. Histoire de Chypre (Geschichte Zyperns) (Achille Émilianidès)
  - Chypre (Zypern) (Alain Blondy)
- 1010. Les oligoéléments (Die Spurenelemente) (Andrée Goudot, Didier Bertrand)
- 1011. Le droit aérien (Das Luftrecht) (Louis Cartou)
- 1012. Les oiseaux (Die Vögel) (Jacques Berlioz)
- 1013. Les grandes dates de l’Antiquité (Die großen Daten des Altertums) (Jean Delorme)
- 1014. Le Comité de Salut Public (Der Wohlfahrtsausschuss) (Marc Bouloiseau)
- 1015. Le Nigéria (Nigeria) (Hervé Laroche)
  - Le Nigéria (Nigeria) (Camille Camara)
- 1016. Les guerres de religion (Die Religionskriege) (Georges Livet)
- 1017. L’énergie thermonucléaire (Die thermonukleare Energie) (Claude Étiévant)
- 1018. Histoire de la Crète (Geschichte Kretas) (Jean Tulard)
- 1019. Les pensions militaires (Robert Salomon)
- 1020. Histoire du Roussillon (Geschichte des Roussillon) (Marcel Durliat)
- 1021. Le IVe Plan français (François Perroux)
- 1022. L’industrie hôtelière (Marcel Gautier)
- 1023. L’anthropologie physique (Pierre Morel)
- 1024. Technique de la cuisine (François Lery)
- 1025. L’Arabie saoudite (Saudi-Arabien) (Fernand John Tomiche)
- 1026. Sociologie de la radio-télévision (Jean Cazeneuve)
- 1027. Température et floraison (Claude-Charles Mathon, Maurice Stroun)
- 1028. La civilisation hellénistique (Paul Petit)
- 1029. Hegel et l’hégélianisme (René Serreau)
  - Hegel et l’hégélianisme (Jacques d’Hondt)
  - Hegel et l’hégélianisme (Jean-François Kervégan)
- 1030. La gravimétrie (Jean Goguel)
- 1031. L’ésotérisme (Luc Benoist) — L’ésotérisme (Antoine Faivre)
- 1032. Libre-échange et protectionnisme (Robert Schnerb)
- 1033. Le Massif Central (Simone Derruau-Boniol, André Fel)
- 1034. L’air (Clément Duval)
- 1035. Histoire de la pharmacie (René Fabre, Georges Dillemann)
- 1036. Le cubisme (Maurice Sérullaz)
- 1037. Les centrales nucléaires (Georges Parreins)
- 1038. La musique français au XIXe siècle (Frédéric Robert)
- 1039. La littérature d’oc (Jean Rouquette)
- 1040. Les épices (Lucien Guyot)
- 1041. Le chant grégorien (Jean de Valois)
- 1042. La stratégie nucléaire (Claude Delmas)
- 1043. La littérature latine du Moyen Âge (Jean-Pierre Foucher)
  - La littérature latine au Moyen Âge (Maurice Hélin)
- 1044. La philosophie médiévale (Édouard Jeauneau) — La philosophie médiévale (Alain de Libera)
- 1045. Le microscope électronique (Pierre Selme)
- 1046. Sociologie de la vieillesse (Paul Paillat)
  - Vieillissement et vieillesse (Paul Paillat)
- 1047. La géométrie analytique (André Delachet)
- 1048. Les aéroports (Pierre-Donatien Cot)
- 1049. César (Michel Rambaud)
- 1050. La perspective (Albert Flocon, René Taton)
- 1051. L’économie mixte (Alain Chazel, Hubert Poyet)
- 1052. Le droit soviétique (Jacques Bellon)
- 1053. Les transports en Europe (Jules-Marie Priou)
- 1054. La mécanique des fluides (Jacques Lachnitt)
- 1055. Le bridge (Georges Versini)
- 1056. L’ancien français (Pierre Guiraud)
  - L’ancien français (Gaston Zink)
- 1057. Les écrivains français d’aujourd’hui (Pierre de Boisdeffre)
- 1058. La musique américaine (André Gauthier)
- 1059. La langue occitane (Pierre Bec)
- 1060. Le droit international (René-Jean Dupuy)
- 1061. Les acides nucléiques (Michel Privat de Garilhe)
- 1062. Géographie des inégalités (Pierre George)
  - Géographie des inégalités (Pierre George)
- 1063. La libre concurrence (Louis Franck)
- 1064. La franc-maçonnerie (Paul Naudon)
- 1065. Le Rhin (Jean-Charles Ritter)
- 1066. Les hypnotiques (Jean Delphaut) — Les tranquillisants et les hypnotiques (Jean-Louis Senon, Denis Richard)
- 1067. L’imprimerie (Gérard Martin)
- 1068. Sociologie des relations sexuelles (André Morali-Daninos)
- 1069. La République fédérale d’Allemagne (Alfred Grosser)
- 1070. L’uranium (Georges Jurain)
- 1071. Théories et pratiques comptables (André Dalsace, Gaston Thibault, 2e éd. 1965)
- 1072. Le théâtre nouveau en France (Michel Corvin)
- 1073. Les programmes économiques (Jacques Raoul Boudeville)
- 1074. Histoire des relations sexuelles (André Morali-Daninos)
- 1075. La biochimie électronique (Bernard Pullman)
- 1076. La perception (Robert Francès)
- 1077. Les fleuves (Michel Rochefort)
- 1078. Histoire de la France libre (Henri Michel)
- 1079. Géographie de l’URSS (Pierre George)
- 1080. Les semi-conducteurs (Robert Guillien)
- 1081. Le Liban (Jean-Pierre Alem, Patrick Bourrat)
- 1082. Histoire du franc (André Neurisse)
- 1083. La Guerre de Trente Ans (Der Dreißigjährige Krieg) (Georges Livet)
- 1084. Le tennis (Tennis) (Henri Cochet)
- 1085. L’économie britannique (Die britische Wirtschaft) (Claude Chaline)
- 1086. Le moyen français (Pierre Guiraud)
- 1087. Histoire des énigmes (Marcel Bernasconi)
- 1088. Les grandes dates du Moyen Âge (Die großen Daten des Mittelalter) (Jean Delorme)
- 1089. La procédure pénale (Jean Larguier)
- 1090. Le cholestérol (Henri Pachéco)
- 1091. Géographie de la péninsule ibérique (Michel Drain)
- 1092. Les réfugiés (Flüchtlinge) (Robert Salomon)
- 1093. Arithmétique et théorie des nombre (Jean Itard)
- 1094. Les Rhodésies et le Nyassaland (Rhodesien und Nyassaland) (Odette Guitard)
- 1095. La Thaïlande (Thailand) (Pierre Fistié)
- 1096. Shakespeare et le théâtre élisabéthain (Shakespeare und das elisabethanische Theater) (José Axelrad, Michèle Willelms)
- 1097. Les États barbaresques (Die Barbareskenstaaten) (Jean Monlaü)
- 1098. Le Canada français (Das französische Kanada) (Raoul Blanchard)
- 1099. Les groupes sanguins (die Blutgruppen) (Jean Moullec)
- 1100. Les mammifères (Die Säugetiere) (Francis Petter)
- 1101. La typographie (Die Typographie) (Victor Letouzey)
- 1102. Économie de la Chine populaire (Marc Menguy)
  - Économie de la Chine (Bruno Cabrillac)
- 1103. La géométrie projective (André Delachet)
- 1104. La géométrie différentielle (André Delachet)
- 1105. La Kabbale (Henri Sérouya)
  - La Kabbale (Roland Goetschel)
- 1106. La psychologie industrielle (Pierre Jardillier)
- 1107. Citadins et ruraux (Jean-Bernard Charrier)
- 1108. Le lin et l’industrie linière (Jacques Lourd)
- 1109. Finances et financiers de l’Ancien Régime (Jean Bouvier, Henry Germain-Martin)
- 1110. Le sodium et la vie (Alain Reinberg)
- 1111. Les isotopes (Claude Rocchicciolo)
- 1112. La médecine chinoise (Pierre Huard, Ming Wong)
- 1113. La Chine ancienne (Jacques Gernet)
- 1114. Les pipelines (Gilbert Gantier)
- 1115. Le Marché commun agricole (François Clerc)
- 1116. Histoire de Florence (Yves Renouard)
  - Histoire de Florence (Pierre Antonetti)
- 1117. Géographie de l’Allemagne et des États alpestres (René Clozier)
- 1118. L’harmonie (Olivier Alain)
- 1119. La thermodynamique (Charles Bory)
- 1120. Les plastiques renforcés (Jean-Claude Desjeux)
- 1121. Les transistors (Jacques Dezoteux, Roger Petit-Jean)
- 1122. L’étymologie (Pierre Guiraud)
- 1123. Géographie de l’Europe centrale slave et danubienne (Pierre George)
- 1124. La psychologie économique (Pierre-Louis Reynaud)
- 1125. Géographie de l’Italie (Pierre George)
- 1126. L’électronique (Régis David)
- 1127. Géographie des îles britanniques (Claude Chaline)
- 1128. La psychopathologie expérimentale (Henri Baruk)
- 1129. Les internationales ouvrières (Annie Kriegel)
- 1130. L’appareil digestif et ses maladies (Pierre Hillemand)
- 1131. Le secteur public en France (Pierre Maillet, Monique Maillet)
- 1132. La dermatologie (Pierre de Graciansky)
- 1133. La physique mathématique (Jean-Louis Destouches)
- 1134. L’accouchement sans douleur (Robert Merger, Pierre-André Chadeyron)
- 1135. Histoire des forêts (Michel Devèze)
  - La forêt (Noël Décourt)
- 1136. Le théâtre nouveau à l’étranger (Michel Corvin)
- 1137. La Côte d’Ivoire (Gabriel Rougerie)
- 1138. Le siècle de Louis XIII (Hubert Méthivier)
- 1139. Géographie de l’Afrique tropicale et australe (Hildebert Isnard)
- 1140. Le pain (Raymond Calvel)
- 1141. Le snobisme (Philippe du Puy de Clinchamps)
- 1142. Les relations culturelles internationales (Louis Dollot)
- 1143. Brevets d’invention (Jean-Michel Wagret)
- 1144. L’assyriologie (Paul Garelli)
- 1145. L’économie du Canada (Étienne Juillard)
- 1146. Les vedettes de l’écran (René Jeanne, Charles Ford)
- 1147. Les grandes dates des temps modernes (Jean Delorme)
- 1148. Les surdités (Lina Chacun-Desbois)
- 1149. Histoire des Conciles (René Metz)
- 1150. Descartes et le rationalisme (Geneviève Rodis-Lewis)
- 1151. Les maladies de la nutrition (Maurice Dérot, Maxime Goury-Laffont)
- 1152. Le droit administratif (Prosper Weil, später korr. v. Dominique Pouyaud)
- 1153. Le peuple des fourmis (François Ramade)
- 1154. Géographie des Balkans (André Blanc)
- 1155. L’économie antique (Jean-Philippe Lévy)
- 1156. La biologie humaine (Eugène Schreider)
- 1157. Le plan comptable français (Pierre Lauzel)
  - Le nouveau plan comptable français (Pierre Lauzel, André Prost)
- 1158. L’hydraulique (Jean Larras)
- 1159. Le droit des États-Unis (André Tunc)
- 1160. Les batraciens (Jean Guibé)
- 1161. La chimie physique (Guy Emschwiller)
- 1162. Le droit anglais (René David)
- 1163. L’algèbre élémentaire (André Delachet)
- 1164. Histoire de la Réunion (André Scherer)
- 1165. Les comptabilités nationales (Henri Culmann)
- 1166. Les mots étrangers (Pierre Guiraud)
- 1167. La population française au XXe siècle (André Armengaud)
- 1168. Les écrivains américains d’aujourd’hui (Pierre Dommergues)
- 1169. Histoire du music-hall (Jacques Feschotte)
- 1170. Le zinc(Jacques Duchaussoy)
- 1171. L’enseignement programmé (Maurice de Montmollin)
- 1172. Le français populaire (Pierre Guiraud)
- 1173. Le service social (Marie-Hélène Bousquet)
  - Les travailleurs sociaux (Amédée Thévenet, Jacques Désigaux)
- 1174. Les partis politiques en Grande-Bretagne (Albert Mabileau, Marcel Merle)
- 1175. Histoire du théâtre italien (Philippe Van Tieghem)
- 1176. Le Dahomey (Robert Cornevin)
- 1177. Les maladies héréditaires (Maurice Lamy)
- 1178. Les grandes dynasties (Philippe du Puy de Clinchamps)
- 1179. Histoire du théâtre espagnol (Charles-Vincent Aubrun)
- 1180. L’analyse chimique quantitative (Clément Duval)
- 1181. La pensée juive (André Chouraqui)
- 1182. La radioastronomie (André Boischot)
- 1183. Les barrages (Marcel Mary)
- 1184. Géographie de l’Inde (François Durand-Dastès)
- 1185. Les insectes et les plantes (Christian Souchon)
- 1186. Le travail au Moyen Âge (Jacques Heers)
- 1187. Géographie de la population (Pierre George)
- 1188. Les Vikings (Frédéric Durand)
  - Les Vikings (Pierre Bauduin)
- 1189. Sociologie de la politique (Gaston Bouthoul)
  - La vie politique (Philippe Braud)
- 1190. Les sociétés commerciales (Paul Didier)
- 1191. Les noirs aux États-Unis (Claude Fohlen)
- 1192. Les grandes dates de l’époque contemporaine (Jean Delorme)
  - Les grandes dates du XIXe siècle: de 1789 à 1914
- 1193. L’économie des Balkans (André Blanc)
- 1194. Les dieux de l’Égypte (François Daumas)
  - Les dieux de l’Égypte (Claude Traunecker)
- 1195. Le football (Joseph Mercier)
- 1196. Le violon (Marc Pincherle)
- 1197. L’aménagement des cours d’eau (Jean Larras)
- 1198. Physiologie du cosmonaute (Jean Colin, Yvon Houdas, Robert Grandpierre)
- 1199. Les partis politiques en Italie (Jean Meynaud)
- 1200. Les piles électriques (Jean Hladik)
- 1201. L’allergie (Bernard Halpern)
- 1202. L’intégration territoriale (André Marchal)
- 1203. Le compagnonnage et les métiers (Luc Benoist) — Le compagnonnage: culture ouvrière (Bernard de Castéra)
- 1204. La cinématique (Robert Campbell)
- 1205. La conversion des énergies (Régis David)
- 1206. La peinture espagnole (Maurice Sérullaz)
- 1207. La psychologie expérimentale (Paul Fraisse)
- 1208. Les écrivains anglais d’aujourd’hui (Albert-John Farmer)
- 1209. Le Front Populaire (Georges Lefranc)
  - Histoire du Front Populaire (1934–1938) (Jean-Paul Brunet)
- 1210. La croissance économique (Pierre Maillet, später mit Philippe Rollet 1998)
- 1211. La géométrie élémentaire (André Delachet)
- 1212. La musique de danse (Armand Machabey)
- 1213. Kant et le kantisme (Jean Lacroix)
- 1214. La Restauration (Jean Vidalenc)
- 1215. Géographie de l’Océanie (Alain Huetz de Lemps)
- 1216. La psychopharmacologie (Pierre Deniker)
- 1217. La monnaie et ses mécanismes (Pierre Berger)
- 1218. La promotion sociale (Guy Thuillier)
- 1219. Les études de marchés (Fernand Bouquerel)
- 1220. La maladie infectieuse (Victor Vic-Dupont)
- 1221. Le microfilm (Yves Relier)
- 1222. La politique des revenus (Jean-Paul Courthéoux) — Les politiques des revenus (Jacques Lecaillon, Christian Morrisson)
- 1223. La santé mentale (François Cloutier)
- 1224. Géographie de l’Amérique du Sud (Michel Rochefort)
- 1225. Mussolini et le fascisme (Paul Guichonnet)
- 1226. Histoire des doctrines politiques en Grande-Bretagne (Pierre Nordon)
- 1227. L’aide aux pays sous-développés (François Luchaire)
- 1228. L’histologie (Jean Verne)
- 1229. Le siècle de Louis XV (Hubert Méthivier)
- 1230. La théologie protestante (Roger Mehl)
- 1231. Le Nouveau Testament (Oscar Culmann)
  - Le Nouveau Testament (Régis Burnet)
- 1232. Le ski (Jean Franco)
  - Le ski alpin (Marcel Pérès)
- 1233. Le Soleil et la Terre (André Boischot)
- 1234. Grammaire du latin (Jean Collart)
- 1235. La navigation par inertie (Jean-Claude Radix)
- 1236. Les comètes (Jean Dufay)
- 1237. L’Inquisition (Guy Testas, Jean Testas)
- 1238. Les Mérovingiens (Gabriel Fournier) — Les Mérovingiens (Régine Le Jan)
- 1239. Géographie de la France (René Clozier)
  - Géographie de la France (Paul Claval)
- 1240. Le travail en Grèce et à Rome (Claude Mossé, 2e éd. mise à jour 1971)
- 1241. Le plancton (Paul Bougis)
- 1242. Géographie de l’Asie du Sud-Est (Jean Delvert)
- 1243. La radiocristallographie (Charles Legrand)
- 1244. La Chine impériale (Denys Lombard)
- 1245. Le Coran (Régis Blachère)
  - Le Coran (François Déroche)
- 1246. L’algèbre de Boole (Gaston Casanova)
- 1247. Le latin vulgaire (József Herman)
- 1248. Le pH et sa mesure (Claude Rocchiccioli-Deltcheff)
- 1249. L’Antarctique (André Cailleux)
- 1250. Les noms des animaux terrestres (Lucien Guyot, Pierre Gibassier)
- 1251. L’algèbre linéaire (Jacques Bouteloup)
- 1252. Le droit maritime (Albert Boyer)
- 1253. Grammaire du grec (Charles Guiraud)
- 1254. Le soufre (Clément Duval)
- 1255. L’alpinisme (Paul Bessière)
- 1256. L’investissement international (Gilles-Yves Bertin)
- 1257. Cybernétique et biologie (Andrée Goudot-Perrot)
- 1258. La chirurgie du cœur (Claude d'Allaines)
- 1259. Le royalisme (Philippe du Puy de Clinchamps)
- 1260. Le foie et ses maladies (Jacques Caroli, Yves Hecht)
- 1261. Les institutions monétaires en France (Marcel Netter)
- 1262. Les régimes de retraite (Joseph Flesch)
- 1263. Les maladies parasitaires (Henri Galliard)
- 1264. Le système bancaire français (Jean-Pierre Gaullier)
- 1265. Histoire de la langue anglaise (André Crépin)
- 1266. Le Directoire et le Consulat (1795–1804) (Albert Soboul)
- 1267. Les quasars: radiosources quasi stellaires (Philippe Veron)
- 1268. Le droit du travail (Michel Despax) — Le droit du travail (Alain Supiot)
- 1269. La théologie catholique (Pierre Adnès) — La théologie catholique (Charles Wackenheim)
  - La théologie catholique (Jean-Pierre Torrell)
- 1270. Le calcul analogique (Jean-Jacques Gleitz)
- 1271. Histoire de la propagande (Geschichte der Propaganda) (Jacques Ellul)
- 1272. Le Togo (Togo) (Robert Cornevin)
- 1273. L’oxygène (Clément Duval)
- 1274. La culture de tissus (Jean Verne, Simone Hébert)
- 1275. Grammaire de l’arabe (Arabische Grammatik) (Gérard Lecomte)
- 1276. Prestidigitation et illusionnisme (Jean Hladik)
- 1277. La réussite sociale (Alain Girard)
- 1278. Grammaire du russe (Russische Grammatik) (Charles Jacques Veyrenc)
- 1279. La philosophie française d’aujourd’hui (Pierre Trotignon, 3e éd. 1977)
- 1280. L’Ancien Testament (Edmond Jacob)
- 1281. Histoire de la langue latine (Jean Collart)
- 1282. La cellulose (Marcel Chêne, Nicolas Drisch)
- 1283. La génétique des populations (Eugène Binder)
- 1284. Le Pérou (Olivier Dollfus)
- 1285. Patois et dialectes français (Pierre Guiraud)
- 1286. La littérature grecque chrétienne (Anne-Marie Malingrey)
- 1287. La musique concrète (Pierre Schaeffer)
- 1288. La culture d’organes (Michel Sigot)
- 1289. Le travail au XIXe siècle (Claude Fohlen)
- 1290. L’arsenic et ses composés (Roger Dolique)
- 1291. L’athéisme (Henri Arvon)
- 1292. Géographie du Japon (Jacques Pezeu-Massabuau)
- 1293. Les particules élémentaires (Théo Kahan)
- 1294. L’énergie solaire (Roger Peyturaux)
- 1295. Crises et récessions économiques (Maurice Flamant, Jeanne Singer-Kérel, 4e éd. revue et mise à jour sous le titre Les crises économiques 1978) — Les crises économiques (Maurice Flamant, Jeanne Singer-Kérel)
- 1296. Les cristaux (Raymond Hocart)
- 1297. L’oscillographie cathodique et ses applications (René Rateau)
- 1298. Sociologie des révolutions (André Decouflé)
- 1299. Les malades et les médicaments (André Le Gall, René Brun)
- 1300. Les isolants (Claude Huraux)
- 1301. Histoire des doctrines politiques en Allemagne (Jacques Droz)
- 1302. La vie dans l’Égypte ancienne (François Daumas)
- 1303. L’électronique quantique (Daniel Launois)
- 1304. Histoire de la Tchécoslovaquie (Pierre Bonnoure)
- 1305. La médecine agricole (Jean Vacher)
- 1306. La dynamique des groupes (Jean Maisonneuve)
- 1307. L’hygiène des voyages (François Pagès)
- 1308. L’Afrique orientale (André Bourde)
- 1309. La guerre de Cent Ans (Der Hundertjährige Krieg) (Philippe Contamine)
- 1310. Histoire de la Corée (Li Ogg)
- 1311. Le structuralisme (Jean Piaget)
- 1312. L’égyptologie (Serge Sauneron)
- 1313. La télévision en couleurs (Farbfernsehen) (Robert Guillien)
- 1314. L’unité allemande (1800–1871) (Pierre Ayçoberry)
- 1315. Les Guyanes (Michel Devèze)
- 1316. Les accélérateurs de particules (Daniel Boussard)
- 1317. Le mercure (Clément Duval)
- 1318. La thermo-analyse (Mireille Harmelin)
- 1319. Les présocratiques (Jean Brun)
- 1320. La géodésie (Michel Dupuy, Henri-Marcel Dufour)
- 1321. L’économie de l’Espagne (Michel Drain)
- 1322. L’utilisation des microbes (Paul Manil)
- 1323. Le commerce extérieur (Alain Bavelier)
- 1324. La conduite des automobiles (Johnny Rives)
- 1325. Les mots savants (Pierre Guiraud)
- 1326. Les prêts hypothécaires (Claude Alphandéry)
- 1327. Le droit public (André Demichel, Pierre Lalumière)
  - Le droit public (Didier Truchet)
- 1328. Histoire du Japon (Michel Vié)
- 1329. La balance des paiements (Jean Weiller)
- 1330. La pollution atmosphérique (Paul Chovin, André Roussel)
- 1331. Histoire de la colonisation allemande (Robert Cornevin)
- 1332. Le contrat de travail (Claude Orliac)
- 1333. Les grandes dates de la musique (Norbert Dufourcq, Marcelle Benoit, Bernard Gagnepain, später mit Pierrette Germain-David unter dem Titel Les grandes dates de l’histoire de la musique européenne 2008)
- 1334. Les méthodes en sociologie (Raymond Boudon, später mit Renaud Fillieule 2002)
- 1335. Le rein et ses maladies (Bernard Antoine, Henry Ducrot)
- 1336. Le calcul tensoriel (André Delachet)
- 1337. Le gyroscope et ses applications (Jean-Claude Radix)
- 1338. Histoire de l’ethnologie (Jean Poirier)
- 1339. Ciments et bétons (Zement und Beton) (Michel Vénuat)
- 1340. Histoire des doctrines politiques en Grèce (Claude Mossé)
- 1341. Le perfectionnement des cadres (Raymond Vatier)
- 1342. Les maladies endocriniennes (Jacques Decourt)
- 1343. Grammaire du grec moderne (Moderne griechische Grammatik) (André Mirambel)
- 1344. Les transports urbains (Christian Gerondeau)
- 1345. Histoire des doctrines politiques aux États-Unis (Yves-Henri Nouailhat)
- 1346. Les grandes dates de la littérature française (Arsène Chassang, Charles Senninger)
- 1347. La radioprotection (Paul Bonet-Maury)
- 1348. Peintures et vernis (Georges Nedey)
- 1349. Le profit (André Babeau)
- 1350. Les grandes dates des littératures étrangères (Gonthier Weil, Jean Chassard)
- 1351. Le contrôle de gestion (Jean Meyer)
- 1352. Géographie des pays du Benelux (Robert Sevrin, später unter dem Titel Géographie des pays du Benelux 1980)
- 1353. La statique (André Ricci)
- 1354. Grammaire de l’espagnol (Bernard Pottier)
- 1355. La littérature arabe (Die arabische Literatur) (André Miquel)
- 1356. Le droit de la construction (Roger Saint-Alary)
- 1357. Le calcul scientifique (Guy Canevet)
- 1358. L’immunologie (Albert Delaunay)
- 1359. Les méthodes en psychologie (Maurice Reuchlin)
- 1360. Le droit de la radio et de la télévision (Charles Debbasch)
  - Le droit de l’audiovisuel (Charles Debbasch)
- 1361. La magnétohydrodynamique (Claude Thirriot, Didier Bellet)
- 1362. Géographie des paysages (Gabriel Rougerie)
- 1363. La théorie des ensembles (Alain Bouvier)
- 1364. La chirurgie infantile (Marcel Fèvre)
- 1365. Les turbomachines (Pierre Lefort)
- 1366. L’art du chant (Die Gesangskunst) (Roland Mancini)
- 1367. La microélectronique (Robert Guillien)
- 1368. Histoire de la langue russe (Charles-Jacques Veyrenc)
- 1369. La neurochirurgie (Die Neurochirurgie) (Marcel David, Paul Guilly)
- 1370. L’iode (Clément Duval)
- 1371. L’informatique (Pierre Mathelot)
- 1372. Le droit rural (Jean Mégret)
- 1373. La gastronomie (Das Gastronomie) (Robert Courtine)
- 1374. L’écriture chinoise (Die chinesische Schrift) (Viviane Alleton)
- 1375. Les sols de France (Jean Boulaine)
- 1376. La Réforme (1517–1564) (Richard Stauffer)
- 1377. La versification (Pierre Guiraud)
  - La versification (Michèle Aquien)
- 1378. La physique du métal (Metallphysik) (Pierre Péguin)
- 1379. La littérature latine chrétienne (Die lateinische christliche Literatur) (Jacques Fontaine)
- 1380. Les partis politiques en Afrique Noire (Dimitri Georges Lavroff)
- 1381. La thermoélectricité (André Linder)
- 1382. Les systèmes électoraux (Jean-Marie Cotteret, Claude Emeri)
- 1383. Le droit économique (Alex Jacquemin, Guy Schrans)
- 1384. Acides et bases (Louis Rougeot)
- 1385. Le golf (Das Golfspiel) (Alain Bernard)
- 1386. Les institutions britanniques (Die britischen Institutionen) (Claude Guillot)
- 1387. La climatisation (Marcel Roubinet)
- 1388. La propriété littéraire et artistique (André Françon) — La propriété littéraire et artistique (Bernard Edelman)
- 1389. La physique des transitions (Nino Boccara)
- 1390. L’espace géographique (Olivier Dollfus)
- 1391. Les Aztèques (Die Azteken) (Jacques Soustelle)
- 1392. Le thé (Der Tee) (Jean Runner)
- 1393. Histoire de l’Éthiopie (Geschichte Äthiopiens) (Jean Doresse)
- 1394. Histoire du Portugal (Geschichte Portugals) (Albert-Alain Bourdon)
- 1395. Cuba (Kuba) (Jean Lamore)
- 1396. Les instruments à cordes pincées: harpe, luth et guitare (Die Zupfinstrumente: Harfe, Laute und Gitarre) (Hélène Charnassé, France Vernillat)
- 1397. L’économie préhistorique (Vorgeschichteliche Wirtschaft) (Louis-René Nougier)
- 1398. Les méthodes de la géographie (Methoden der Geographie) (Pierre George)
- 1399. L’épistémologie génétique (Genetische Epistemologie) (Jean Piaget)
- 1400. La formation des cavernes (Höhlenbildung) (Philippe Renault)
- 1401. La chimiothérapie (Chemotherapie) (Michel Privat de Garilhe)
- 1402. La vie soviétique (Das sowjetische Leben) (Gabrielle Froment-Meurice)
- 1403. La pathologie animale (Tierkrankheiten) (Philippe Cottereau)
- 1404. La littérature portugaise (Die portugiesische Literatur) (Claude-Henri Frèches)
- 1405. L’urologie (Urologie) (André Dufour)
- 1406. La bibliophilie (Bibliophilie) (Michel Vaucaire)
- 1407. Les marchés agricoles (Die Agrarmärkte) (Pierre Lelong)
- 1408. Les marxismes après Marx (Marxismus nach Marx) (Pierre Favre, Monique Favre)
- 1409. Biochimie de l’hérédité (François Chapeville)
- 1410. La Lune (Der Mond) (Frantisek Link)
- 1411. La fin de l’Ancien Régime (Das Ende des Ancien Régime) (Hubert Méthivier)
- 1412. L’agrologie (Jean Boulaine)
- 1413. Le premier homme (Der erste Mensch) (Jules Carles)
- 1414. Le théâtre classique (Das klassische Theater) (Antoine Adam)
- 1415. La fonction publique (Laurent Blanc)
- 1416. Grammaire du sanskrit (Sanskrit-Grammatik) (Jean Varenne) — Le sanskrit (Pierre-Sylvain Filliozat)
- 1417. Histoire de la photographie (Geschichte der Fotografie) (Jean Alphonse Keim)
- 1418. Géographie des États-Unis (Geographie der Vereinigten Staaten) (Pierre George)
- 1419. Les techniques documentaires (Dokumentiertechniken) (Jacques Chaumier)
- 1420. La population française au XIXe siècle (Die französische Bevölkerung des 19. Jahrhunderts) (André Armengaud)
- 1421. La sémiologie (Semiotik) (Pierre Guiraud)
- 1422. Spinoza et le spinozisme (Spinoza und der Spinozismus) (Joseph Moreau) — Spinoza et le spinozisme (Pierre-François Moreau)
- 1423. L’économétrie (Pierre Maillet)
- 1424. Les philosophies de la Renaissance (Die Philosophien der Renaissance) (Hélène Védrine)
- 1425. Le judo (Judo) (Paul Bonét-Maury, Henri Courtine, Madeleine Ithurriague)
- 1426. La science-fiction (Science Fiction) (Jean Gattégno)
- 1427. Géographie des transports (Jean Ritter)
- 1428. Histoire de la psychiatrie (Geschichte der Psychiatrie) (Yves Pélicier) — Histoire de la psychiatrie (Jacques Hochmann)
- 1429. Technique du journalisme (Philippe Gaillard)
- 1430. La vie dans les grottes (Das Leben in den Höhlen) (Claude Delamare-Deboutteville)
- 1431. L’économie des travaux publics (Jean Clouet)
- 1432. L’accordéon (Akkordeon) (Pierre Monichon)
- 1433. Les grandes dates de l’histoire de l’art (Die großen Daten der Kunstgeschichte) (Jean Rudel, Martine Hérold, Olivier Buchsenschutz)
- 1434. Les lichens (Die Flechten) (Christian Souchon)
- 1435. La mécanique analytique (Robert Campbell)
- 1436. La musique arabe (Arabische Musik) (Simon Jargy)
- 1437. Les grands corps de l’État (Pierre Escoube)
- 1438. L’électronique nucléaire (Daniel Blanc)
- 1439. Charles Quint (Karl V.) (Henri Lapeyre)
- 1440. Les techniques des travaux publics (Jacques Hervet)
- 1441. La respiration (Jean Gontier)
- 1442. Histoire des doctrines politiques à Rome (Alain Michel)
- 1443. La transfusion sanguine (Jean Moullec)
- 1444. Grammaire de l’anglais (André Tellier)
- 1445. La sociologie industrielle (Bernard Mottez)
- 1446. Les alcools (Die Alkohole) (Louis Rougeot)
- 1447. La puberté (Die Pubertät) (Robert Laplane, Denise Laplane, Géraud Lasfargues)
- 1448. Les institutions allemandes (Die deutschen Institutionen) (Pierre-André Bois)
- 1449. Histoire de l’Île Maurice (Geschichte der Insel Mauritius) (Auguste Toussaint)
- 1450. L’environnement (die Umwelt) (Pierre George)
- 1451. Histoire du socialisme en France: de 1871 à nos jours (Geschichte des Sozialismus von Frankreich: von 1871 bis heute) (Georges Lefranc) — Histoire du socialisme en France: de 1871 à nos jours (Jean-Paul Brunet)
- 1452. La vie dans les cours d’eau (Henri Décamps)
- 1453. La chanson française (France Vernillat, Jacques Charpentreau)
- 1454. Les radiotélescopes (Émile-Jacques Blum)
- 1455. Le Bas-Empire (Jean-Rémy Palanque)
- 1456. L’analyse géographique (Olivier Dollfus)
- 1457. Christophe Colomb (Christoph Kolumbus) (Charles Verlinden)
- 1458. L’hypnose (Die Hypnose) (Henri Baruk)
- 1459. Le Japon contemporain (Das zeitgenössische Japan) (Michel Vié)
- 1460. L’inflation (Die Inflation) (Maurice Flamant)
- 1461. Le Niger (Niger) (Pierre Donaint, François Lancrenon)
- 1462. Le mariage et le divorce (Heirat und Scheidung) (Mireille Delmas-Marty)
- 1463. Les Alpes (Die Alpen) (Paul Veyret)
- 1464. La Gauche en France de 1789 à nos jours (Die politische Linke in Frankreich von 1789 bis heute) (Jean Defrasne)
- 1465. Le droit international des affaires (Jean Schapira, später mit Charles Leben 1994)
- 1466. La philosophie allemande (Deutsche Philosophie) (Maurice Dupuy)
- 1467. La photométrie (Jean Terrien, François Desvignes)
- 1468. L’avenir de l’agriculture française (Pierre Le Roy)
  - L’avenir des agricultures françaises (1991)
- 1469. Le mimétisme (Georges Pasteur)
- 1470. L’Himalaya (Der Himalaya) (Jacques Dupuis)
- 1471. La gestion informatique (Charles Berthet, Wladimir Mercouroff)
- 1472. Les politiques agraires (Rolande Gadille)
- 1473. L’astrophysique nucléaire (Jean Audouze, Sylvie Vauclair)
- 1474. Le droit de la famille (Mireille Delmas-Marty)
- 1475. L’épistémologie (Robert Blanché) — L’épistémologie (Hervé Barreau)
- 1476. L’athlétisme (André Gardien, Maurice Houvion, Régis Prost, Raymond Thomas)
- 1477. L’ionosphère (André Haubert)
- 1478. Les maladies du squelette (Florent Coste)
- 1479. Les termes de la marine (Pierre Sizaire)
- 1480. La fiabilité (Pierre Chapouille)
- 1481. Le siècle de Saint Louis (Paul Labal)
- 1482. L’administration économique (Pierre Fourneret)
- 1483. Histoire de la langue grecque (Jean Humbert)
- 1484. Le budget de l’État (Jean-Marie Cotteret, Claude Emeri)
- 1485. La littérature hispano-américaine (Jacques Joset)
- 1486. La police (Marcel Le Clère)
- 1487. Histoire de l’Écosse (Jean-Claude Crapoulet)
- 1488. L’informatique médicale (M. Adin, acronyme de l’Association pour le développement de l’informatique à la Faculté Necker, est le pseudonyme choisi par les auteurs de ce livre: Jean Gélin, Henri Joly, François Josso, Alain Laugier, Pham Huu Trung, Henry Ducrot, Guy Vermeil)
- 1489. Le Zaïre: ex-Congo-Kinshasa  (Robert Cornevin)
- 1490. L’escrime (Raoul Cléry)
- 1491. L’économie forestière (Raymond Viney)
- 1492. Les styles du meuble français (Guillaume Janneau)
- 1493. Les partis politiques en Allemagne fédérale (Georges Estiévenart)
- 1494. Les intersexualités (Gilbert-Dreyfus)
- 1495. Les règlements internationaux (André Neurisse)
- 1496. Les organes des sens (Andrée Goudot-Perrot)
- 1497. Histoire de Monaco (Geschichte Mexikos) (Jean-Baptiste Robert)
- 1498. L’anthropologie criminelle (Pierre Grapin)
- 1499. Les transports maritimes (Albert Boyer)
- 1500. La prospective (André-Clément Decouflé)

### 1501–2000
- 1501. Attila et les Huns (Louis Hambis)
- 1502. Servomécanismes et régulateurs (André Fossard)
- 1503. La dérive des continents (Marcel Roubault, René Coppens)
- 1504. Les Incas (Henri Favre)
- 1505. La chimie quantique (Raymond Daudel)
- 1506. Les enfants inadaptés (Roger Perron)
- 1507. Le Rhône (Jean Ritter)
- 1508. L’amour (Pierre Burney)
- 1509. Les ondes hertziennes (Théodore Kahan)
- 1510. La pensée chrétienne (Hervé Rousseau)
- 1511. L’espéranto (Pierre Janton)
- 1512. L’aide sociale en France (Amédée Thévenet)
- 1513. Grammaire de l’italien (Gérard Genot)
- 1514. La drogue (Yves Pélicier, Guy Thillier)
- 1515. Les transports routiers (Albert Boyer)
- 1516. Le crédit à la consommation (Bruno Moschetto, André Plagnol)
- 1517. L’objection de conscience (Jean-Pierre Cattelain)
- 1518. Le droit de la pharmacie (Bernard Cristau)
- 1519. Grammaire du chinois (Viviane Alleton)
- 1520. La rage (André Gamet)
- 1521. La responsabilité civile (Michèle-Laure Rassat)
- 1522. L’Afrique équatoriale (Pierre Vennetier)
- 1523. Les styles du meuble italien (Guillaume Janneau)
- 1524. Gengis Khan (Louis Hambis)
- 1525. Le ski de fond (Marc Ismael)
- 1526. Histoire de Versailles (Luc Benoist)
- 1527. L’union politique de l’Europe (Jean-Claude Masclet)
- 1528. La créativité (Michel-Louis Rouquette)
- 1529. Le conflit sino-soviétique (Jacques Lévesque)
- 1530. Le nombre d’or (Marius Cleyet-Michaud)
- 1531. Le Tchad (Jean Cabot, Christian Bouquet)
- 1532. Le romantisme allemand (Joseph-François Angelloz)
- 1533. Histoire du Brésil (Frédéric Mauro)
- 1534. La musique italienne (Nanie Bridgman)
- 1535. La posture et l’équilibration (André Gribenski, Jean Caston)
- 1536. L’Empire romain (Jean-Marie Engel)
  - L’Empire romain (Patrick Le Roux)
- 1537. Le gallicanisme (Aimé-Georges Martimort)
- 1538. Les cadres (Jacques Doublet)
- 1539. La droite en France, de 1789 à nos jours (Jean-Christian Petitfils)
- 1540. La littérature belge d’expression française (Robert Burniaux, Robert Frickx)
- 1541. Le Premier Empire (1804–1815) (Albert Soboul)
- 1542. Géographie de la Suisse (Jean-Luc Piveteau, Jacques Barbier, Michel Roten)
- 1543. Les poètes français d’aujourd’hui (Pierre de Boisdeffre)
- 1544. La boxe (Maurice Rudetzki)
- 1545. Le quiétisme (Jean-Robert Armogathe)
- 1546. L’écrit et la communication (Robert Escarpit)
- 1547. Les institutions américaines (Françoise Burgess)
- 1548. Les sels (Louis Rougeot, Gilbert Elkaïm)
- 1549. Histoire du Laos (Paul Lévy)
- 1550. Le marché monétaire (Pierre Berger)
- 1551. Le Cameroun (Jean Imbert)
- 1552. Culture individuelle et culture de masse (Louis Dollot)
- 1553. Histoire de l’Aunis et de la Saintonge (Jean-Michel Deveau)
- 1554. La théorie des graphes (Claude Berge)
- 1555. La pollution des mers (Jean-Marie Pérès, Gérard Bellan)
- 1556. La comptabilité analytique (Henri Culmann)
- 1557. Les Templiers (Régine Pernoud)
- 1558. L’alimentation par les plantes (Jules Carles)
- 1559. La natation (Raymond Thomas, Jacques Vallet)
- 1560. Grammaire de l’allemand (Marthe Philipp)
- 1561. Photocopie et reprographie (Samuel Lermission, Alain Lucas)
- 1562. Les langues romanes (Charles Camproux)
- 1563. L’électronique médicale (Robert Guillien)
- 1564. La vie japonaise (Pierre Landy)
- 1565. Les lasers (Francis Hartmann)
- 1566. L'ère victorienne (François Bédarida)
- 1567. Les séries mathématiques (Gaston Casanova)
- 1568. Le titane et ses applications (Jacques Lachnitt)
- 1569. Le suicide (Pierre Moron)
- 1570. Le second âge nucléaire (Claude Delmas)
- 1571. Les probabilités (Albert Jacquard)
- 1572. L’insécurité européenne (Charles Zorgbibe)
- 1573. La physique des matériaux (Pierre Péguin)
- 1574. Le vocabulaire anglais (Paul Bacquet)
- 1575. L’audio-visuel (Jean-Jacques Matras)
- 1576. L’allégorie (André Masson)
- 1577. Sociologie de l’Italie (Dominique Schnapper)
- 1578. La réaction métabolique (Max-Fernand Jayle, Jacques-Armand Bègue)
- 1579. La littérature québécoise (Laurent Mailhot)
- 1580. Histoire d’Angkor (Madeleine Giteau)
- 1581. La vie allemande (René Cheval)
- 1582. L’anatomie humaine (André Delmas)
- 1583. La psychiatrie de l’enfant (Didier-Jacques Duché)
- 1584. La conquête de l’Amérique espagnole (Marianne Mahn-Lot)
- 1585. L’espace rural (Henri de Farcy)
- 1586. Les littératures scandinaves (Frédéric Durand)
- 1587. Le gauchisme (Henri Arvon)
- 1588. Le flamenco (Alain Gobin, Gilles Gobin)
- 1589. Les philosophies de la nature (Michel Ambacher)
- 1590. Les institutions soviétiques (Michel Lesage)
- 1591. Les accidents du travail (Jacques Leplat, Xavier Cuny)
- 1592. Le jeu d’échecs (François Le Lionnais)
- 1593. Les médias aux États-Unis (Claude-Jean Bertrand)
- 1594. Le camping (Louis Montange)
- 1595. Le plomb (Marc Lhéraud)
- 1596. Les institutions espagnoles (Jean Testas)
- 1597. Les gros mots (Pierre Guiraud)
- 1598. La géographie dans le monde antique (Germaine Aujac)
- 1599. Les systèmes fiscaux (Pierre Beltrame)
- 1600. La paix (Gaston Bouthoul)
- 1601. La pop-music (Henry-Skoff Torgue)
- 1602. La nutrition (Arlette Jacob)
- 1603. Le racisme (François de Fontette)
- 1604. La littérature algérienne contemporaine (Jean Déjeux)
- 1605. Signes, symboles et mythes (Luc Benoist)
- 1606. L’économie médiévale (Guy Antonetti)
- 1607. L’écologie humaine (Georges Olivier)
- 1608. La photographie scientifique (Gérard Betton)
- 1609. La Méditerranée catalane (Pierre Deffontaines)
- 1610. La sinologie (José Frèches)
- 1611. La défense du consommateur (Gérard Cas)
- 1612. Tokyo (Maurice Moreau)
- 1613. La Quatrième République (Paul Courtier)
  - La IVe République (Pascal Cauchy)
- 1614. Les îles anglo-normandes (Claude Guillot)
- 1615. Le droit international privé (Ferenc Majoros)
  - Le droit international privé (Dominique Bureau, Horatia Muir Watt)
- 1616. Les Églises aux États-Unis (Claude-Jean Bertrand)
- 1617. L’Iran moderne (Jean Boissel)
- 1618. Les vaccinations (Pierre Lépine)
- 1619. Le classicisme allemand (Joseph-François Angelloz, Jeanne Naujac)
- 1620. La Birmanie (Guy Lubeigt)
- 1621. Les applications de la génétique (Jean-Michel Goux)
- 1622. Le Danube (Jean Ritter)
- 1623. Le roman policier (Pierre Boileau, Thomas Narcejac)
  - Le roman policier (André Vanoncini)
- 1624. Pratique des mots croisés (Roger La Ferté, Jacques Capelovici)
- 1625. Le calcul économique (Patrick Jeanjean)
- 1626. L’ergonomie (Antoine Laville)
  - L’ergonomie (Alain Lancry)
- 1627. Histoire des Arabes (Dominique Sourdel)
- 1628. La soif (Jean Cottet)
- 1629. Les banques de données (Jacques Chaumier)
- 1630. Le choix des mots (Jacques Claret)
- 1631. L’ingénierie (Frank Nasser)
- 1632. Les styles du meuble anglais (Guillaume Janneau)
- 1633. La symphonie (Remi Jacobs)
- 1634. La Libye (Hervé Gueneron)
- 1635. Les activités bancaires internationales (Bruno Moschetto, André Plagnol)
- 1636. Les accidents de la route (Jean-François Lemaire)
- 1637. La Bulgarie (Georges Castellan, Nikolaj Todorov)
- 1638. Les conflits du travail (Jean-Claude Javillier)
- 1639. Les émirats du golfe Arabe: le Koweït, Bahreïn, Qatar, les Émirats arabes unis (Jean-Jacques Tur)
- 1640. L’emploi et ses problèmes (Marcel Pochard)
- 1641. La filiation et l’adoption (Michèle-Laure Rassat)
- 1642. Les institutions françaises (Pierre Pactet, später rev. von Jean-François Pactet)
- 1643. Les hyperfréquences et leurs applications (André-Jean Berteaud)
- 1644. L’An Mil (Daniel Le Blévec)
- 1645. Les sciences de l’éducation (Gaston Mialaret)
- 1646. Le Saint-Empire (Jean-François Noël)
- 1647. Le basket-ball (Gérard Bosc, Raymond Thomas)
- 1648. Géographie des langues (Roland Breton)
- 1649. Les Celtes (Venceslas Kruta)
- 1650. Économie de la R.D.A. (Henri Smotkine)
- 1651. La littérature néo-africaine (Almut Nordmann-Seiler)
- 1652. L’étymologie anglaise (Paul Bacquet)
- 1653. Le droit pénal des affaires (Jean-Marie Robert)
- 1654. La chimie minérale (Jean Besson)
- 1655. La formation continue (Pierre Besnard, Bernard Liétard)
- 1656. Les jeux de mots (Pierre Guiraud)
- 1657. L’algèbre vectorielle (Gaston Casanova)
- 1658. Le maoïsme (François Marmor)
- 1659. Les avocats (Georges Boyer Chammard)
- 1660. Les mots américains (Guy Jean Forgue)
- 1661. L’anxiété et l’angoisse (André Le Gall)
- 1662. La photomacrographie (Gérard Betton)
- 1663. La Mongolie (Jacques Legrand)
- 1664. Les animaux préhistoriques (Henri Termier, Geneviève Termier)
- 1665. Les maladies de la circulation sanguine (Christian Bourde)
- 1666. Le Mexique (Marc Humbert)
  - Le Mexique (Alain Musset)
- 1667. La médecine nucléaire (Paul Blanquet, Daniel Blanc)
- 1668. Les Basques (Jacques Allières)
- 1669. L’enfant psychosomatique (Léon Kreisler)
  - La psychosomatique de l’enfant (1983)
- 1670. La dévaluation: théorie et pratique des dévaluations et des réévaluations (Pierre-Hubert Breton, Armand-Denis Schor)
- 1671. Le raisonnement (Pierre Oléron)
  - Le raisonnement (Olivier Houdé)
- 1672. Le marketing (Armand Dayan)
- 1673. Les complexes (Roger Mucchielli)
- 1674. Ceylan-Sri Lanka (Éric Meyer)
- 1675. La vie chinoise (Michel Jan)
- 1676. Les matériaux nucléaires: obtention et mise en œuvre (Jules Guéron)
- 1677. Les contrats (Jean Hauser)
- 1678. Sociologie de la publicité (Gérard Lagneau)
- 1679. Les accumulateurs électriques (Jean Hladik)
- 1680. Les marchés publics en France (Jean Dupoux, Bernard Grosgeorge)
- 1681. La littérature autrichienne (Jean Gyory)
- 1682. La protection civile: la sécurité civile (André-Pierre Broc)
- 1683. Les fascismes (Henri Michel)
- 1684. La Mauritanie (Charles Toupet, Jean-Robert Pitte)
- 1685. Développement et tirage noir et blanc (Gérard Betton)
- 1686. Keynes et le keynésianisme (Pierre Delfaud)
- 1687. Le mondialisme (Louis Périllier, Jean-Jacques Tur)
  - La mondialisation (Philippe Moreau Defarges)
- 1688. La littérature soviétique (Alain Préchac)
- 1689. Les biens immobiliers (Jean-Loup Montigny)
- 1690. Les agents de l’État (Marcel Piquemal)
- 1691. Les instruments de percussion (Jean-Claude Vanderichet, Les Percussions de Strasbourg: Jean Batigne, Gabriel Bouchet, Olivier Dejours, Jean-Paul Finkbeiner, Claude Ricou, Georges van Gucht)
- 1692. La démocratie chrétienne (Pierre Letamendia)
- 1693. La nouvelle géographie (Paul Claval)
- 1694. Le tourisme international (Robert Lanquar)
- 1695. La poésie française au XIXe siècle (Dominique Rincé)
- 1696. Le siècle des Médicis (Christian Bec)
- 1697. L’Angleterre du XVIe siècle à l'ère victorienne (1485–1837) (François-Charles Mougel)
- 1698. Le marketing politique (Dominique David, Henri-Christian Schroeder, Jean-Michel Quintric)
- 1699. Les grandes étapes de l’histoire littéraire allemande (Paul Gorceix)
  - L’histoire littéraire allemande
- 1700. La photographie aérienne et spatiale et la télédétection (Henry Bakis)
  - La photographie aérienne et spatiale: apport de l’image numérique (Henry Bakis, Muriel Bonin)
- 1701. L’économie des médias (Nadine Toussaint)
- 1702. Histoire des corsaires (Auguste Toussaint)
- 1703. La formation des enseignants (Gaston Mialaret)
- 1704. La Syrie (Philippe Rondot)
- 1705. Les euro-dollars (Gérard Békerman)
- 1706. La psychomotricité (Jean-Claude Coste)
- 1707. Les méthodes de lecture (Lionel Bellenger)

- 1708. Le gaullisme (Jean-Christian Petitfils)
- 1709. Les intoxications de l’enfant (Lyonel Rossant)
- 1710. La topologie (André Delachet)
- 1711. Les équilibres en physique (Gilbert Elkaïm)
- 1712. Les troubles du langage (Didier Porot)
- 1713. Le salaire minimum (Jean-Paul Courthéoux)
- 1714. L’art romain (Jean-Pierre Néraudau)
- 1715. Le droit de la vente (Bernard Gross)
- 1716. Développement et tirage couleur (Gérard Betton)
- 1717. Le concerto (Guy Ferchault)
- 1718. Le droit des obligations (Jacques Dupichot)
- 1719. La régionalisation (Jean-Jacques Dayries, Michèle Dayries)
- 1720. Pétain et le régime de Vichy (Henri Michel)
  - Le régime de Vichy (Henry Rousso)
- 1721. La vie indienne (Francis Doré)
- 1722. Psychologie du travail (Pierre Jardillier)
  - Psychologie du travail (Guy Karnas)
- 1723. Les micro-ordinateurs (Max Rouquerol)
- 1724. Le Conseil Constitutionnel (Louis Favoreu, Loïc Philip)
- 1725. Le tourisme social (Robert Lanquar, Yves Raynouard)
  - Le tourisme social et associatif
- 1726. La Tchécoslovaquie (Jean Bérenger)
- 1727. Les échanges internationaux (Michel Godet, Olivier Ruyssen)
- 1728. Les droits de l’homme (Jacques Mourgeon)
- 1729. Les applications linéaires (Gaston Casanova)
- 1730. La comédie classique en France (Roger Guichemerre)
- 1731. Droit international du développement (Alain Pellet)
- 1732. Le théâtre antique (Pierre Grimal)
- 1733. Les partis politiques en Europe (Daniel-Louis Seiler)
- 1734. Les Mayas (Paul Gendrop)
- 1735. Techniques du dessin (Jean Rudel)
- 1736. La psychologie du langage (Michel Moscato, Jacques Wittwer)
- 1737. La propriété agricole (Henri de Farcy, Jacques Gastaldi)
- 1738. Géographie de la Chine (Pierre Gentelle)
- 1739. La sonate (Sylvette Milliot)
- 1740. Les traditions populaires (André Varagnac, Marthe Chollot-Varagnac)
- 1741. La structure des atomes: physique des basses énergies (Théo Kahan)
- 1742. La littérature française au XIXe siècle (Dominique Rincé)
- 1743. L’athérosclérose (Jean Cottet, Robert Cristol)
- 1744. La vente par correspondance (Béatrice Delègue)
- 1745. La Pléiade (Yvonne Bellenger)
- 1746. L’océan Indien (Mohammad Reza Djalili)
- 1747. L’exode rural (Jean Pitié)
- 1748. La TVA (Georges Egret)
- 1749. Les manipulations vertébrales (François Le Corre)
- 1750. La Bretagne et les Bretons (Maurice Le Lannou)
- 1751. Espaces euclidiens et hermitiens (Gaston Casanova)
- 1752. Psychanalyse et littérature (Jean Bellemin-Noël)
- 1753. Racine et la tragédie classique (Alain Niderst)
- 1754. Les institutions chinoises (Michel Lesage)
- 1755. La linguistique appliquée (Charles Pierre Bouton)
- 1756. Chronologie internationale 1945-1977 (Eugène Berg)
- 1757. L’utopie (Jean Servier)
- 1758. La gynécologie (Michel James, René Bory, Jacques Préaux, später mit Rosine Luzuy)
- 1759. Les maladies du nourrisson (Lyonel Rossant)
- 1760. Le western (Christian González)
- 1761. La folie (Roland Jaccard)
- 1762. L’idée et la forme (Jacques Claret)
- 1763. La Cinquième République (Paul-Marie de la Gorce, Bruno Moschetto)
- 1764. Géographie de l’Allemagne fédérale (Pierre Riquet)
- 1765. La philosophie du langage (Jean-Paul Resweber)
  - La philosophie du langage (Sylvain Auroux, Jacques Deschamps, Djamel Eddine Kouloughli)
- 1766. L’anesthésie (Jean Baumann, Jean-Marie Desmonts)
- 1767. Rabelais et la Renaissance (Madeleine Lazard)
- 1768. Le terrorisme (Jean Servier)
- 1769. Les banques dans le monde (Jean Rivoire)
- 1770. Les projections économiques d’ensemble (Michel Didier)
- 1771. L’Irak (Philippe Rondot)
- 1772. Les conditions de travail (Pierre Jardillier)
- 1773. Technique de la sculpture (Jean Rudel, Michèle Dubreucq)
- 1774. La chirurgie des os et des articulations (Jean Judet)
- 1775. Les robots (Pierre-Jean Richard)
- 1776. La programmation linéaire appliquée (Robert Faure)
- 1777. Les indices des prix (Jean-Louis Boursin)
- 1778. L’artisanat en France (Marc Durand, Jean-Paul Frémont)
- 1779. La randonnée pédestre (Marius Cote-Colisson)
- 1780. La terminologie, noms et notions (Alain Rey)
- 1781. La trésorerie de l’entreprise (Alain Choinel, Gérard Rouyer)
- 1782. Le féminisme (Andrée Michel)
- 1783. Les incendies (Pierre Grapin)
- 1784. L’écologisme (Dominique Simonnet)
- 1785. L’expression orale (Lionel Bellenger)
- 1786. La population française aux XVIIe et XVIIIe siècles (Jacques Dupâquier)
- 1787. Agences et associations de voyage (Robert Lanquar)
  - Agences et industrie du voyage
- 1788. Le droit des incapacités (Dominique Denis)
- 1789. La médecine préventive (Jean Zourbas)
- 1790. La région parisienne (Philippe Pinchemel)
- 1791. Les arts martiaux (Henri Courtine)
- 1792. Le désarmement (Claude Delmas)
- 1793. Le Québec (Pierre George)
- 1794. Le notariat français (Jean Rioufol, Françoise Rico)
- 1795. La systémique (Daniel Durand)
- 1796. Médecine et secours d’urgence (Xavier Emmanuelli)
- 1797. Le libéralisme (Maurice Flamant)
  - Histoire du libéralisme (Maurice Flamant)
- 1798. L’indo-européen (Jean Haudry)
- 1799. La biophysique (Jean Hladik)
- 1800. L’Albanie (Georges Castellan)
- 1801. Le sionisme (Claude Franck, Michel Herszlikowicz)
  - Le sionisme (Ilan Greilsammer)
- 1802. Sociologie des fonctionnaires (Jean-François Kesler)
- 1803. Les antibiotiques (Jean-Loup Avril)
- 1804. Les libertés publiques (Jean Morange)
- 1805. L’explication de texte et la dissertation (Bernard Gicquel)
- 1806. La justice administrative (Pierre Fanachi)
  - La justice administrative: tribunaux administratifs et Conseil d’État
  - La justice administrative: tribunaux administratifs, cours administratives d’appel et Conseil d’État
- 1807. Le Haut Moyen Âge occidental (Michel Banniard)
- 1808. Introduction au droit (Jean-Luc Aubert)
  - Introduction au droit (Muriel Fabre-Magnan)
- 1809. Taïwan (Formose) République de Chine (Yves Demeer, André Gamblin)
- 1810. Les jurés (Mathilde Aninat, Marie-France Deschamps, Françoise Drevon)
- 1811. Les sigles (Louis-Jean Calvet)
- 1812. Le roman picaresque (Didier Souiller)
- 1813. La Yougoslavie (Marie-Paule Canapa)
- 1814. Les marchés financiers dans le monde (Maurice Salama)
- 1815. L’analyse de la valeur (Jacques Lachnitt)
- 1816. L’impérialisme (Philippe Braillard, Pierre de Senarclens)
- 1817. La science administrative (Jacques Chevallier, Danièle Lochak)
  - Science administrative (Jacques Chevallier)
- 1818. Le mouvement communiste international depuis 1945 (Lilly Marcou)
- 1819. L’espionnage et le contre-espionnage (Jean-Pierre Alem)
- 1820. La Corée (Jacques Pezeu-Massabuau)

- 1821. Les équilibres en chimie (Gilbert Elkaïm)
- 1822. Le nouveau-né: le premier mois de la vie (Lyonel Rossant)
- 1823. La Jordanie (Philippe Rondot)
- 1824. Normes et contrôles comptables (Jean Raffegeau, Pierre Dufils)
- 1825. Villages, vacances, familles (André Guignand, Yves Singer)
- 1826. Le noyau atomique: physique nucléaire des énergies moyennes (Théo Kahan)
- 1827. Les parcs nationaux (Claude Lachaux)
- 1828. La défaite de la France (Henri Michel)
- 1829. Les Comores (Hervé Chagnoux, Ali Haribou)
- 1830. Trotski, le trotskisme et la Quatrième internationale (Jean-Jacques Marie)
- 1831. Le sport automobile (Francis Monsenergue)
- 1832. L’autogestion (Henri Arvon)
- 1833. Les insectes et l’homme (Pierre Jolivet)
- 1834. La peine de mort (Marcel Normand)
  - La peine de mort (Jean-Marie Carbasse)
- 1835. L’industrie du pétrole (Étienne Dalemont)
- 1836. Le bilan social de l’entreprise (Jacques Igalens, Jean-Marie Peretti)
- 1837. Les relations extérieures de la Communauté économique européenne (Jacques Bourrinet, Maurice Torrelli)
  - Les relations extérieures de l’Union européenne (Louis Balmond, Jacques Bourrinet)
- 1838. Le cinéma d’amateur (Gérard Betton)
- 1839. L’économie de l’entreprise (Pierre Franck)
- 1840. Le système fiscal français (Lucien Mehl, Pierre Beltrame)
- 1841. Le Mali (Philippe Decraene)
- 1842. Les droits de la femme: des origines à nos jours (Ney Bensadon)
- 1843. La maîtrise de la croissance urbaine (Michel Pagès)
- 1844. Les revenus des agriculteurs (Jacques Monteil, Gérard Cazenave)
- 1845. L’animation socioculturelle (Pierre Besnard)
- 1846. La Réunion (André Scherer)
- 1847. La conduite des automobiles (Michel Roche)
- 1848. Le théâtre en France au XVIIIe siècle (Pierre-Henri Larthomas)
- 1849. La fugue (Marcel Bitsch, Jean Bonfils)
- 1850. Le langage du corps (Pierre Guiraud)
  - La psychosomatique de l’adulte (Pierre Marty)
- 1851. La cantate (Carl de Nys)
- 1852. Sociétés en mutation (Pierre George)
- 1853. L’orthodontie: orthopédie dento-faciale (Alain Béry)
- 1854. L’analyse des données (Jean-Marie Bouroche, Gilbert Saporta)
- 1855. Congrès, séminaires, voyages de stimulation (Robert Lanquar, Gian Carlo Fighiera, Gojko Vrtunić)
- 1856. L’économie mondiale depuis 1945 (Jean Rivoire)
- 1857. Les essais thérapeutiques chez l’homme (Louis-François Perrin)
- 1858. Le GATT (Daniel Jouanneau)
- 1859. Le tabagisme (Jean-François Lemaire)
- 1860. Le management (Raymond-Alain Thiétart)
- 1861. Le cyclisme (André Noret, Raymond Thomas)
- 1862. La typographie (Daniel Auger)
- 1863. La liaison chimique (André Julg)
- 1864. Histoire de la langue portugaise (Paul Teyssier)
- 1865. Le monde depuis 1945 (Charles Zorgbibe)
- 1866. La grossesse (Jacqueline Rossant-Lumbroso)
- 1867. Les radios libres (François Cazenave)
- 1868. Hong-Kong (Jacques Denis)
- 1869. Les chambres de commerce et d’industrie (Bruno Magliulo)
- 1870. L’économie algérienne contemporaine (Mohamed Elhocine Benissad)
- 1871. Le loisir (Roger Sue)
- 1872. La civilisation européenne (Claude Delmas)
- 1873. Techniques du cinéma (Vincent Pinel)
- 1874. Le traitement des eaux (Louis Divet, Pierre Schulhof)
- 1875. La phonologie (Jean-Louis Duchet)
- 1876. La Cour des Comptes (Jean Raynaud)
- 1877. La voyance (Joseph Dessuart, Annick Dessuart)
- 1878. Le Pape (Paul Poupard)
- 1879. La décentralisation territoriale (Jacques Baguenard)
  - La décentralisation (1985)
- 1880. La littérature française de la Renaissance (Olivier Soutet)
- 1881. La littérature d’enfance et de jeunesse en Europe (Denise Escarpit)
- 1882. L’aménagement touristique (Georges Cazes, Robert Lanquar, Yves Raynouard)
  - L’aménagement touristique et le développement durable (2000)
- 1883. La psychologie ergonomique (Jacques Leplat)
- 1884. L’agro-alimentaire (Jacques Bombal, Philippe Chalmin)
- 1885. La phonétique de l’anglais (Michel Viel)
- 1886. Histoire de l’Océan Indien (Auguste Toussaint)
- 1887. La philosophie de l’art (Jean Lacoste)
- 1888. Le parfum (Edmond Roudnitska)
  - Le parfum (Jean-Claude Ellena)
- 1889. Les figures de style (Henri Suhamy)
- 1890. La religion romaine (Yves Lehmann)
- 1891. La littérature italienne contemporaine (Antoine Ottavi)
- 1892. Histoire de l’urbanisme (Jean-Louis Harouel)
- 1893. L’enseignement à distance (Jean-Pierre Lehnisch)
- 1894. La littérature brésilienne (Luciana Stegagno-Picchio)
- 1895. La coexistence pacifique (Claude Delmas)
- 1896.  Le procès de Jésus (Jean Imbert)
- 1897. Le maniérisme italien (Pierre Barruco)
- 1898. Histoire du peuple hébreu (André Lemaire)
- 1899. Les mécanismes de défense (Alex Mucchielli)
- 1900. La sécurité du citoyen: violence et société (Jean Vaujour, Jean Barbat)
- 1901. La radiothérapie (Amar Naoun)
- 1902. L’érosion des côtes (Roland Paskoff)
- 1903. L’O.P.E.P. (Lioubomir Mihailovitch, Jean-Jacques Pluchart)
- 1904. Histoire de la radio-télévision (Pierre Albert, André-Jean Tudesq)
- 1905. Le droit des assurances (Roger Bout)
- 1906. Le conte populaire français (Michèle Simonsen)
- 1907. La formation de la langue française (Jacques Allières)
- 1908. Le crédit-bail mobilier (El Mokhtar Bey, Christian Gavalda)
- 1909. L’art égyptien (Claire Lalouette)
  - L’art égyptien (Marie-Ange Bonhême)
- 1910. Les appareils ménagers (Alain Mauric)
- 1911. Le marketing touristique: la mercatique touristique (Robert Lanquar, Robert Hollier)
- 1912. Le sacré (Jean-Jacques Wunenburger)
- 1913. Le Vatican (Paul Poupard)
- 1914. Le Fonds européen de développement (Frédéric Baron, Gérard Vernier)
- 1915. Les transferts de technologie (René-François Bizec)
- 1916. Les langues véhiculaires (Louis-Jean Calvet)
- 1917. La chasse photographique (Gérard Betton)
- 1918. Histoire du théâtre russe jusqu'en 1917 (Jean-Claude Roberti)
- 1919. La télédétection (Alain Couzy)
- 1920. L’extradition (Yves Chauvy)
- 1921. La protection des sites (Alomée Planel-Marchand)
- 1922. L’Afghanistan (Michelle Poulton, Robin Poulton)
- 1923. L’informatique et le droit (Xavier Linant de Bellefonds)
- 1924. Les ethnies (Roland Breton)
- 1925. La psychologie de l’espace (Gustave Nicolas Fischer)
- 1926. La Présidence de la République (Stéphane Rials)
- 1927. La Pologne (Henri Smotkine)
- 1928. Le système politique de la Ve République (Serge Sur)
- 1929. Mithra et le mithriacisme (Robert Turcan)
- 1930. Le fonds de commerce: régime juridique et fiscal (Jean Dupoux, Joseph Helal)
- 1931. Les garanties de crédit (Jean Bedoura)
- 1932.  Méthodologie de l’expression (Pierrette Jeoffroy-Faggianelli)
- 1933. La faillite (Yves Chaput)
- 1934. La littérature égyptienne (Claire Lalouette)
- 1935. La politique économique de la France (Jean-Michel Bloch-Lainé, Bruno Moschetto)
- 1936. L’analyse transactionnelle (Gérard Chandezon, Antoine Lancestre)
- 1937. Les promoteurs-constructeurs (Bernard Duban)
- 1938. Le merveilleux dans la littérature française du Moyen Âge (Daniel Poirion)
- 1939. Les sourciers (Yves Rocard)
- 1940. Le manichéisme (Michel Tardieu)
- 1941. Toxicomanie et personnalité (Jean Bergeret)
- 1942. L’idée de culture (Victor Hell)
- 1943. La République Centrafricaine (Gérard Grellet, Monique Mainguet, Pierre Soumille)
- 1944. La pensée à l’âge classique (André Robinet)
- 1945. L’humanisme en Europe à la Renaissance (Jean-Claude Margolin)
- 1946. Les déchets et leur traitement: les déchets solides industriels et ménagers (Jean-Bernard Leroy)
- 1947. César Franck et l’orgue (François Sabatier)
- 1948. La digestion (Jean Gontier)
- 1949. Les motivations (Alex Mucchielli)
- 1950. Sénèque (Pierre Grimal)
- 1951. La politique du travail (Guy Thuillier)
- 1952. Histoire de la langue allemande (Franziska Raynaud)
- 1953. Le fédéralisme (Bernard Barthalay)
- 1954. La normalisation des produits industriels (Pierre Franck)
- 1955. Haïti (Robert Cornevin)
- 1956. Le blues (Gérard Herzhaft)
- 1957. L’administration de l’Éducation Nationale (Jean-Louis Boursin, später mit Françoise Leblond 1998)
  - L’administration de l’Éducation Nationale (Hélène Buisson-Fenet)
- 1958. Le Libéria (Louis Dollot)
- 1959. Le loto (Jean-Paul Betbèze)
- 1960. Les grandes étapes du progrès technique (Maurice Daumas)
- 1961. Les infections hospitalières (Georges Fabiani)
- 1962. Le monétarisme (Florin Aftalion, Patrice Poncet)
- 1963. Histoire des doctrines politiques en Italie (Ettore Adalberto Albertoni)
- 1964. Les méthodes en démographie (Roland Pressat)
- 1965. Les Indo-Européens (Jean Haudry)
- 1966. L’historiographie (Charles-Olivier Carbonell)
- 1967. Le climat de la France (Gisèle Escourrou)
- 1968. L’analyse institutionnelle (Michel Authier, Rémi Hess)
- 1969. La religion grecque (Fernand Robert)
- 1970. La télématique (Pierre Mathelot)
- 1971. La radiologie (Dominique Doyon)
- 1972. Le Premier Ministre (Stéphane Rials)
- 1973. Les compagnies pétrolières internationales (Lioubomir Mihailovitch, Jean-Jacques Pluchart)
- 1974. Le Pacte de Varsovie (Claude Delmas)
- 1975. L’expression écrite (Lionel Bellenger)
- 1976. L’homosexualité (Jacques Corrazé)
- 1977. L’Algérie contemporaine (Bernard Cubertafond)
- 1978. Le droit des affaires (Claude Champaud)
  - Le droit des affaires (François-Xavier Lucas)
- 1979. Les sociétés civiles (Michel Galimard, Bertrand Galimard)
- 1980. Le bonapartisme (Frédéric Bluche)
- 1981. La Corse (Janine Renucci)
- 1982. Les Rose-Croix (Roland Edighoffer)
- 1983. La peur (Pierre Mannoni)
- 1984. Les écrivains italiens d’aujourd’hui (François Livi)
- 1985. Les cabinets ministériels (Guy Thuillier)
- 1986. La musique religieuse de Mozart (Carl de Nys)
- 1987. La réanimation (Jean-Roger Le Gall)
- 1988. Le droit chinois contemporain (Tsien Tche-Hao)
- 1989. Observation de la Terre par les satellites (Fernand Verger)
- 1990. La musique électroacoustique (Michel Chion)
- 1991. La musique tchèque (Jean-Claude Berton, Norbert Dufourcq, Marcelle Benoit)
- 1992. Les importations (Jean-François Boittin, Gérard Valluet)
- 1993. Les grandes écoles (Bruno Magliulo)
- 1994. Le permis de construire (Daniel Labetoulle)
- 1995. La famille (Yvonne Castellan)
- 1996. L’évolution biologique humaine (Jean Chaline)
- 1997. Les partis autonomistes (Daniel Seiler)
- 1998. La graphomotricité (Alfred Tajan)
- 1999. L’alimentation du nourrisson (Lyonel Rossant)
- 2000. Encyclopédies et dictionnaires (Alain Rey)

### 2001–2500
- 2001. Les comités d’entreprises (Jean-Pierre Duprilot, Paul Fieschi-Vivet)
- 2002. Le Comecon (Françoise Lemoine)
- 2003. La morale (Angèle Kremer-Marietti)
- 2004. Les prismes (Freddy George)
- 2005. L’idéologie (Jean Servier)
- 2006. La structure des langues (Claude Hagège)
- 2007. Les oligoéléments en médecine (Andrée Goudot-Perrot)
- 2008. Le zoroastrisme (Paul du Breuil)
- 2009. Dyslexie et dyslatéralité (Étienne Boltanski)
- 2010. Le Venezuela (Jeanine Brisseau-Loaiza)
- 2011. La musique par ordinateur (Frank Brown)
- 2012. La condition physique (Raymond Thomas)
- 2013. Le travail noir (Rosine Klatzmann)
- 2014. Les innovations sociales (Jean-Louis Chambon, Alix David, Jean-Marie Devevey)
- 2015. Le Népal (Robert Rieffel)
- 2016. Le Parti Communiste de l’Union Soviétique (Patrice Gélard)
- 2017. Le mécanisme (hier et aujourd’hui (René Boirel))
- 2018. La médecine du sport (Jacqueline Rossant-Lumbroso)
- 2019. La garde des jeunes enfants (Jacques Désigaux, Amédée Thévenet)
- 2020. Tiercé et quarté (Jean-Paul Betbèze)
- 2021. Histoire du Parti Communiste français 1920-1982 (Jean-Paul Brunet)
- 2022. Textes constitutionnels français (Stéphane Rials)
- 2023. Les services publics locaux (Jean-François Auby)
- 2024. Le Maghreb (Mohsen Toumi)
- 2025. Le roman d’espionnage (Gabriel Veraldi)
- 2026. Les migraines (Georges Serratrice)
- 2027. L’anglicanisme (Louis-Jean Rataboul)
- 2028. La défense nationale (Hubert Haenel)
- 2029. La ménopause (Angèle Kremer-Marietti, André Servin)
- 2030. Histoire de la collaboration (Jean Defrasne)
- 2031. La CGT (1947–1981) (Claude Harmel)
- 2032. La sûreté nucléaire (Daniel Blanc)
  - Sûreté de l’énergie électronucléaire
- 2033. La Lorraine (François Reitel)
- 2034. Le positivisme (Angèle Kremer-Marietti)
- 2035. Sociologie des conflits au travail (Jean-Daniel Reynaud)
- 2036. Le marketing industriel (Armand Dayan)
- 2037. Deltaplane et vol libre (Hubert Aupetit)
- 2038. La bureautique: le bureau du futur (Pierre Mathelot, Bernard Tandeau de Marsac, Pierre Tonin, später Bernard Tandeau de Marsac unter dem Titel Bureautique et communication: vers le bureau électronique)
- 2039. Histoire de l’antisémitisme (François de Fontette)
- 2040. Le roman français au XIXe siècle (Rose Fortassier)
- 2041. Le totalitarisme (Claude Polin)
- 2042. Nietzsche (Jean Granier)
- 2043. Berlin et son statut (Pierre Landy)
  - Histoire de Berlin: des origines à nos jours (Cyril Buffet)
- 2044. Énergie et urbanisme (Claude Chaline, Jocelyne Dubois-Maury)
- 2045. Les comités d’hygiène et de sécurité (François Mielle)
- 2046. L’apartheid (Odette Guitard)
- 2047. La gynécologie de l’enfance et de l’adolescence (Denys Sersiron)
- 2048. Les musiciens du roi de France: 1661-1733 (Étude sociale) (Marcelle Benoit)
- 2049. La catéchèse (Charles Wackenheim)
- 2050. La foi catholique (Paul Poupard)
- 2051. Les partis politiques en Espagne (Pierre Letamendia)
- 2052. Biomathématiques (Yves Cherruault)
- 2053. Force Ouvrière (Alain Bergougnioux)
- 2054. L’économie de la santé (Louis Roche, Jean Sabatini, Renée Serange-Fonterme)
- 2055. Histogrammes et estimation de la densité (Michel Delecroix)
- 2056. Les thérapeutiques en sexologie (Jacques Corrazé)
- 2057. Les civilisations du Paléolithique (Francis Hours)
- 2058. Le narcissisme (Pierre Dessuant)
- 2059. La Namibie (Gérard Cros)
- 2060. Textes constitutionnels étrangers (Stéphane Rials, Julien Boudon)
- 2061. L’assurance-vie et les assurances de personnes (Jean-Luc Aubert)
- 2062. Le théâtre religieux en France (Michel Lioure)
- 2063. Le marketing direct (Dominique Xardel)
- 2064. Le kibboutz (Eliezer Ben Rafael, Maurice Konopnicki, Placide Rambaud)
- 2065. L’économie du tourisme (Robert Lanquar)
- 2066. Le Concile Vatican II (Paul Poupard)
- 2067. Le droit des communautés européennes (Charles Vallée)
- 2068. Les multinationales (Michel Ghertman)
- 2069. Information et éducation sanitaires (Étienne Berthet)
- 2070. Le CNPF: le Conseil national du patronat français (Jean-Maurice Martin)
- 2071. Le Commissaire de la République (Jean-François Auby)
- 2072. La suggestopédie (Jean Lerède)
- 2073. Le castrisme (Jean Lamore)
- 2074. La presse quotidienne régionale (Michel Mathien)
- 2075. L’école maternelle (Jean Vial)
- 2076. Les langages de la sociologie (Jacques Herman)
- 2077. Le canoë-kayak (Michel Chapuis, Jean Lutz)
- 2078. Les Acadiens (Jean-William Lapierre, Muriel Roy)
- 2079. L’asthme (Jacques Vialatte)
- 2080. Le Cambodge (Jean Delvert)
- 2081. La polyembryonie: reproduction par vrais jumeaux (Jean-Pierre Nénon)
- 2082. Le crédit-bail immobilier (El Mokhtar Bey, Christian Gavalda)
- 2083. L’Islande (Pierre Biays)
- 2084. Les communes françaises d’aujourd’hui (Pierre Richard, Michel Cotten)
- 2085. La politique militaire soviétique (Claude Delmas)
- 2086. Théorie du signal (Jean-Louis Lacoume)
- 2087. L’argumentation (Pierre Oléron)
  - L’argumentation: histoire, théories et perspectives (Christian Plantin)
- 2088. Le nouvel ordre économique international (Mario Bettati)
- 2089. Art et urbanisme (Alain Charre)
- 2090. L’encadrement du crédit (Michel Castel, Jean-André Masse)
- 2091. Les attitudes (Raymond Thomas, Daniel Alaphilippe)
- 2092. Le pacifisme (Jean Defrasne)
- 2093. Les matériaux réfractaires (Jacques Lachnitt)
- 2094. Les zoonoses: maladies animales transmissibles à l’homme (Bernard Toma, Georges Fabiani)
- 2095. L’analyse factorielle: analyse en composantes principales et analyse des correspondances (Philippe Cibois)
- 2096. Les membranes artificielles (Rémy Audinos)
- 2097. L’adrénaline (Jacques Hanoune)
- 2098. Les jeux de rôles (Alex Mucchielli)
- 2099. La Géorgie (Salomé Gougouchvili, N. Gougouchvili, D. Zourabichvili, O. Zourabichvili)
- 2100. Le Zimbabwe (Daniel Jouanneau)
- 2101. L’Internationale socialiste (André Donneur)
- 2102. La Cour de justice des Communautés européennes (Christian Philip)
- 2103. Les systèmes juridiques africains (Jacques Vanderlinden)
- 2104. Les arômes alimentaires (Jean-Noël Jaubert)
- 2105. Le Kenya (Denis Martin, Marie-Christine Martin)
- 2106. La génétique du développement (Jean-Claude Beetschen)
- 2107. Le légitimisme (Stéphane Rials)
- 2108. La France de la Libération 1944-1946 (Jacques Dalloz)
- 2109. Les élections sous la Ve République (Alain Lancelot)
  - Les élections nationales sous la Ve République (1998)
- 2110. Psychologie du sport (Raymond Thomas)
  - Psychologie du sport (Didier Delignières)
- 2111. La francophonie (Xavier Deniau)
- 2112. Le décryptement (André Muller)
- 2113. L’organologie (Catherine Michaud-Pradeilles)
- 2114. La mutualité (Jean Benhamou, Aliette Levecque)
- 2115. La conjoncture économique (Jean-Paul Betbèze)
- 2116. Le commerce des armes de guerre (Jean-Claude Martinez)
- 2117. L’hôtellerie (Denis Perrin)
- 2118. L’extrême droite en France (Jean-Christian Petitfils)
- 2119. L’oratorio (Nicole Labelle)
- 2120. La psychologie scolaire (Huguette Caglar)
- 2121. Freud (Roland Jaccard)
  - Sigmund Freud (Jean-Michel Quinodoz)
- 2122. La tradition orale (Louis-Jean Calvet)
- 2123. Les économies socialistes (François Seurot)
- 2124. Histoire de la Roumanie (Georges Castellan)
- 2125. La chanson française de la Renaissance (Georges Dottin)
- 2126. La crise de 1929 (Bernard Gazier)
- 2127. Les biotechnologies (Pierre Douzou, Gilbert Durand, Philippe Kourilsky, Gérard Siclet)
- 2128. La participation dans l’entreprise (Jean-Paul Clément)
- 2129. Apprentissage et formation (Jean Berbaum)
- 2130. Le droit de l’urbanisme (Jérôme Chapuisat)
- 2131. L’économie sociale (André Neurrisse)
- 2132. Le droit des biens (Jean-Louis Bergel)
- 2133. La rhétorique (Olivier Reboul)
  - La rhétorique (Michel Meyer)
- 2134. La country-music (Gérard Herzhaft)
- 2135. La divination dans l’Antiquité (Raymond Bloch)
- 2136. La criminologie (Georges Picca)
- 2137. Histoire de l’administration française (Guy Thuillier, Jean Tulard)
- 2138. La Hongrie (Henri Smotkine)
- 2139. La physique nucléaire (Daniel Blanc)
- 2140. La politique extérieure de la Chine populaire (François Joyaux)
- 2141. La thalassothérapie (Jacques-Bernard Renaudie)
- 2142. Les nouveaux médias (Francis Balle, Gérard Eymery)
- 2143. La gendarmerie (Hubert Haenel, René Pichon)
- 2144. Les perversions sexuelles (Gérard Bonnet)
- 2145. Le roman noir français (Jean-Paul Schweighauser)
- 2146. Les associations syndicales de propriétaires (Éliane Ayoub)
- 2147. Le tourisme en France (Georges Cazes)
- 2148. Microsociologie de la famille (Jean Kellerhals, Pierre-Yves Troutot, Emmanuel Lazega, Lucila Valente)
- 2149. Le récit (Jean-Michel Adam)
- 2150. Les taux d’intérêt (Florin Aftalion, Patrice Poncet)
- 2151. Le mélodrame (Jean-Marie Thomasseau)
- 2152. Géographie des télécommunications (Henri Bakis)
- 2153. La neurolinguistique (Charles-Pierre Bouton)
- 2154. Les inégalités sociales (Roger Girod)
- 2155. La pédagogie expérimentale (Gaston Mialaret)
- 2156. Baudelaire et la modernité poétique (Dominique Rincé)
- 2157. Les méthodes de prévision (Bernard Coutrot, Fernand Droesbeke)
- 2158. Les troubles du langage chez l’enfant (Paule Aimard)
  - Les troubles du langage et de la communication chez l’enfant (Laurent Danon-Boileau)
- 2159. La vente par téléphone (Jean-Pierre Lehnisch)
- 2160. Les politiques étrangères des grandes puissances (Charles Zorgbibe)
- 2161. Le droit civil (Christian Atias)
- 2162. Le commerce Est-Ouest (Claude Lachaux)
- 2163. Les professions libérales (Joseph Vagogne)
- 2164. Les marchés à terme (Jean Cordier)
- 2165. L’analogie (Philibert Secretan)
- 2166. La politique industrielle (Pierre Maillet)
- 2167. L’audit opérationnel (Jean Raffegeau, Fernand Dubois, Didier de Menonville)
- 2168. L’hospitalisation des enfants (Lyonel Rossant)
- 2169. Les loisirs en Grèce et à Rome (Jean-Marie André)
- 2170. La franchise commerciale (Max de Mendez, Jean-Pierre Lehnisch)
  - La franchise commerciale (Gérard Delteil)
- 2171. Textes politiques français (Stéphane Rials)
  - Textes politiques français (1789–1958)
- 2172. La musique à Venise (Nanie Bridgman)
- 2173. Le mobilier urbain (Michel Carmona)
- 2174. Corneille et la tragédie politique (Georges Couton)
- 2175. Les comptes consolidés (Jean Raffegeau, Pierre Dufils)
- 2176. Le soufisme (Jean Chevalier)
- 2177. Les grands acteurs étrangers contemporains (Jacques Mazeau)
- 2178. Les chambres régionales des comptes (Jean Raynaud)
- 2179. La vente (Dominique Xardel)
- 2180. La fraude fiscale (Jean-Claude Martinez)
- 2181. La décision (Lucien Sfez)
- 2182. Textes institutifs des Communautés Européennes (Christian Philip)
  - Textes institutifs de l’Union européenne
- 2183. Goethe (Paul-Henri Bideau)
- 2184. La Guinée (André Lewin)
- 2185. Les marchés mondiaux des matières premières (Philippe Chalmin)
- 2186. Les entreprises japonaises (Masaru Yoshimori)
- 2187. La négociation (Lionel Bellenger)
- 2188. La kinésithérapie (François Le Corre, Germaine Dinard)
- 2189. Géopolitique des minorités (Pierre George)
- 2190. La paléontologie (Yvette Gayrard-Valy)
- 2191. La guitare (Hélène Charnassé)
- 2192. Mathématiques financières (Maurice Saada)
- 2193. La photomicrographie (Gérard Betton)
- 2194. Sociologie de l’antisémitisme (François de Fontette)
- 2195. L’Islam contemporain (Ali Merad)
- 2196. L’occupation allemande en France (Jean Defrasne)
- 2197. Les prud'hommes (Bernard Boubli)
- 2198. Les autoroutes (Charles Rickard)
- 2199. Cicéron (Pierre Grimal)
- 2200. La responsabilité médicale (Jean-François Lemaire, Jean-Luc Imbert)
- 2201. Yalta (Pierre de Senarclens)
- 2202. Les techniques de vente (Gérard Chandezon, Antoine Lancestre)
- 2203. Les magistrats (Georges Boyer-Chammard)
- 2204. La défense sociale (Marc Ancel)
- 2205. Les monuments historiques en France (Jean-Pierre Bady)
- 2206. Le droit allemand (Michel Pédamon)
- 2207. L’Opus Dei (Dominique Le Tourneau)
- 2208. Le corporatisme (Alain Cotta)
- 2209. Les associations (Charles Debbasch, Jacques Bourdon)
- 2210. Le logement (Bernard Boubli)
- 2211. Le droit international humanitaire (Maurice Torrelli)
- 2212. La bande dessinée (Annie Baron-Carvais)
- 2213. Sociologie du tourisme et des voyages (Robert Lanquar, Monique Lanquar)
- 2214. Le commerce intérieur (Henri Krier, Joël Jallais)
- 2215. La distribution (Jean-Claude Tarondeau, Dominique Xardel)
- 2216. Les Chambres de Métiers (Bruno Magliulo)
- 2217. Le Parlement sous la Ve République (Didier Maus)
- 2218. Homère (Jacqueline de Romilly)
- 2219. L’art juif (Gabrielle Sed-Rajna)
- 2220. Vivaldi et le concerto (Marie-Thérèse Bouquet-Boyer)
- 2221. Les O.V.N.I. (Michel Dorier, Jean-Pierre Troadec)
- 2222. L’Empire ottoman (Dimitri Kitsikis)
- 2223. Les Sophistes (Gilbert Romeyer-Dherbey)
- 2224. Textes de politique internationale depuis 1945 (Charles Zorgbibe)
- 2225. Le système monétaire européen (Armand-Denis Schor)
- 2226. Statistique épidémiologique (Alain Renaud)
- 2227. Les Indiens d’Amérique du Nord (Claude Fohlen)
- 2228. Le régime politique espagnol (Dimitri-Georges Lavroff)
- 2229. La communication dans l’entreprise (Jean-Pierre Lehnisch)
- 2230. La pragmatique (Françoise Armengaud)
- 2231. Les villes nouvelles dans le monde (Claude Chaline)
- 2232. Les Lapons (Christian Mériot)
- 2233. Les taux de change (Florin Aftalion, Étienne Losq)
- 2234. La télévision par câble (José Frèches)
- 2235. La décision économique (Raoul Charton, Jean-Marie Bourdaire)
- 2236. La psychologie collective (Pierre Mannoni)
- 2237. Histoire de la monnaie (Jean Rivoire)
- 2238. La persuasion (Lionel Bellenger)
- 2239. La chirurgie de l’appareil digestif (Patrick Moulle-Berteaux, Bernard Delaitre)
  - La chirurgie digestive (Guy Benhamou)
- 2240. L’enfant sourd (Paule Aimard, Alain Morgon)
- 2241. Les ordres monastiques (Jacques Dubois)
  - Histoire des ordres religieux (Bernard Hours)
- 2242. L’Alsace (Jean Ritter)
- 2243. Les réacteurs atomiques (Daniel Blanc)
- 2244. L’oto-rhino-laryngologie (Daniel Chardin)
- 2245. L’information municipale (Philippe Langenieux-Villard)
- 2246. La musique anglaise (Henry de Rouville)
- 2247. L’hermétisme (Françoise Bonardel)
- 2248. Richard Wagner et la « Tétralogie » (Jean-Claude Berton)
- 2249. L’impôt foncier (Joseph Comby, Vincent Renard)
- 2250. L’intégrale (Paul Deheuvels)
- 2251. La violence (Yves-Alain Michaud)
- 2252. La Marine Nationale (Hubert Haenel, René Pichon)
- 2253. Les fluctuations économiques (Maurice Flamant)
- 2254. La rémunération des fonctionnaires (Pierre Pougnaud)
  - La rémunération des fonctionnaires (Georges Royer)
- 2255. Les clubs d’investissement et la Bourse (Marc Bertonèche, Claude Vallon)
- 2256. Le matérialisme (Olivier Bloch)
- 2257. Le droit international de la mer (Jean Combacau)
- 2258. Les théories mathématiques des populations (Alain Hillion)
- 2259. Le vin de Champagne (André Garcia)
- 2260. Le café-théâtre (Pierre Merle)
- 2261. Les cyclones (Jean Le Borgne)
- 2262. Le marché obligataire français (Frédéric Bompaire)
- 2263. Le doping (André Noret)
- 2264. Le jeu à XIII (Louis Bonnery)
- 2265. Marx (Pierre Fougeyrollas)
- 2266. La mobilité sociale (Pierre Weiss)
- 2267. Les Caraïbes (Oruno Denis Lara)
- 2268. L’imposition du capital (Jean-Loup Hay)
- 2269. Le quatuor (Sylvette Milliot)
- 2270. Sociologie de l’éducation (Mohamed Cherkaoui)
  - Sociologie de l’éducation (Patrick Rayou)
- 2271. La politique de concurrence de la CEE (Gérard Druesne, Georges Kremlis)
- 2272. La Finlande (Henri Smotkine)
- 2273. La génétique et l’évolution (Denis Buican)
- 2274. Le Crédit agricole (José-Pierre Henry, Marcel Régulier)
- 2275. Le système politique Ouest-Allemand (Constance Grewe)
- 2276. Les juifs sépharades (Victor Malka)
- 2277. Les pédagogies nouvelles (Jean-Jacques Maffre)
  - Les pédagogies nouvelles (Jean-Paul Resweber)
- 2278. L’art grec ( Jean-Jacques Maffre)
- 2279. Effets photographiques spéciaux (Gérard Betton)
- 2280. Le nationalisme (Jean-Luc Chabot)
- 2281. Le droit européen des affaires (Jean Schapira)
- 2282. La Cour de cassation (Georges Picca, Liane Cobert)
- 2283. Les inégalités de revenus (Christian Morrisson)
- 2284. La sociobiologie (Michel Veuille)
- 2285. Le droit parlementaire (Jean Laporte, Marie-José Tulard)
- 2286. Les thérapies familiales (Jean Maisondieu, Léon Métayer)
- 2287. La psychologie des relations humaines (Raymond Chappuis)
- 2288. L’identité (Alex Mucchielli)
- 2289. Les théories économiques (Pierre Delfaud)
- 2290. Les armes (André Collet)
- 2291. Newton et la relativité (Jean-Michel Rocard)
- 2292. La responsabilité administrative (Jacques Moreau)
- 2293. Les Cours constitutionnelles (Louis Favoreu)
- 2294. L’économie du sport (Wladimir Andreff, Jean-François Nys)
- 2295. Les groupes d’entreprises publiques (Lucien Rapp)
- 2296. La chiropraxie (François Le Corre, Scott Haldeman)
- 2297. Sociologie rurale (Michel Robert)
- 2298. Le sommeil de l’enfant et ses troubles (Philippe Mazet, Alain Braconnier)
- 2299. Audit et informatique (Jean Raffegeau, Alain Ritz)
- 2300. La République de Weimar (Rita Thalmann)
- 2301. Le vaudeville (Henri Gidel)
- 2302. La contrefaçon (Patrick Brunot, später mit Alain de Bouchony und Antoine Baudart 2006)
- 2303. Le droit de l’immigration (Laurent Richer)
- 2304. La chimie nucléaire (Daniel Blanc)
- 2305. La presse féminine (Samra-Martine Bonvoisin, Michèle Maignien)
- 2306. Droit fiscal international (Gilbert Tixier)
- 2307. Ethnologie de la France (Jean Cuisenier, Martine Segalen)
- 2308. Le droit de la santé (Jean-Michel de Forges)
- 2309. Le trésorier-payeur général (André Neurrisse)
- 2310. Économie des pays du Benelux (François-Jean Gay, Paul Wagret)
- 2311. La poétique (Henri Suhamy)
  - La poétique (Michel Jarrety)
- 2312. L’ethnologie (Jean Servier)
  - L’ethnologie (Sylvaine Camelin, Sophie Houdart)
- 2313. Méthodes de l’ethnologie (Jean Servier)
- 2314. Zola et le naturalisme (Henri Mitterand)
- 2315. Le droit des peuples (Edmond Jouve)
- 2316. La CFDT (Confédération Française Démocratique du Travail) (Michel Branciard)
- 2317. Géographie des civilisations (Roland Breton)
- 2318. Jean-Sébastien Bach et l’orgue (Georges Guillard)
- 2319. Les institutions sanitaires et sociales de la France (Amédée Thévenet)
- 2320. Histoire de l’armée française (Philippe Fouquet-Lapar)
- 2321. Les théories de la personnalité (Simone Clapier-Valladon)
- 2322. L’Académie française (Jean-Pol Caput)
- 2323. La méthode en histoire (Guy Thuillier, Jean Tulard)
- 2324. Le monopole (Jean Magnan de Bordier)
- 2325. La psychohistoire (Jacques Szaluta)
- 2326. Les grandes dates du XXe siècle (Charles-Olivier Carbonell)
- 2327. Le théâtre au XIXe siècle (Patrick Berthier)
- 2328. Gestion comptable et financière (Alain Mikol)
- 2329. Le référendum (Michèle Guillaume-Hofnung)
- 2330. La Banque mondiale (Henri Bretaudeau)
  - La Banque mondiale (Ivan Christin)
- 2331. Le mécénat (Guy de Brébisson)
- 2332. Le S.I.D.A. (Jill-Patrice Cassuto, Alain Pesce, Jean-François Quaranta)
- 2333. La protection sociale (Dominique Bertrand)
- 2334. Le droit de l’environnement (Jacqueline Morand-Deviller)
- 2335. L’état-civil (Christian Dugas de la Boissony)
- 2336. Victor Hugo (Yves Gohin)
- 2337. Le psychodrame psychanalytique (Évelyne Kestemberg, Philippe Jeammet)
- 2338. La guerre d’Espagne (1936–1939) (Pierre Vilar)
- 2339. L’éthologie humaine (Jacques-Dominique de Lannoy, Pierre Feyereisen)
- 2340. Le droit de la publicité (Jean-Jacques Biolay)
- 2341. L’immigration en France (Guy Le Moigne)
- 2342. La Direction du Trésor (François Eck)
- 2343. Le parlementarisme (Philippe Lauvaux)
- 2344. Le capital risque (Marc Bertonèche, Lister Vickery)
- 2345. Histoire des maladies mentales (Michel Collée, Claude Quétel)
- 2346. L’armée de l’air (Hubert Haenel, René Pichon)
- 2347. L’armée de terre (Hubert Haenel, René Pichon)
- 2348. Les relations soviéto-américaines (Anne de Tinguy)
- 2349. L’agression (Gabriel Moser)
- 2350. Les partis politiques aux États-Unis (Jean-Pierre Lassale)
- 2351. La logistique (Hervé Mathe, Daniel Tixier)
- 2352. La peinture italienne de la Renaissance (Jean Rudel)
- 2353. Géopolitique de l’information (Henry Bakis)
- 2354. L’école de Francfort (Paul-Laurent Assoun)
- 2355. Le droit des organisations internationales (Mario Bettati)
- 2356. La politique criminelle (Christine Lazerges)
- 2357. La psycho-pédagogie (Gaston Mialaret)
- 2358. Napoléon (Roger Dufraisse)
- 2359. Le service public (Jacques Chevallier)
- 2360. L’enseignement par ordinateur (Alex Mucchielli)
- 2361. La mosaïque (Henri Lavagne)
- 2362. Les surgénérateurs (Georges Vendryes)
- 2363. L’aménagement du littoral (Jean-Marie Becet)
- 2364. Textes constitutionnels soviétiques (Dominique Colas)
- 2365. Le puritanisme (Armand Himy)
- 2366. Jérusalem (Maurice Konopnicki, Eliezer Ben Rafael)
- 2367. La Normandie (Daniel Clary)
- 2368. Le plan comptable commenté (Alain Mikol)
- 2369. Le commerce dans la société de consommation (Paul Camous)
- 2370. La monnaie électronique (Didier Martres, Guy Sabatier)
- 2371. Le développement agricole en France (Marianne Cerf, Daniel Lemoine)
- 2372. La civilisation américaine (Jean-Pierre Fichou)
- 2373. Gérontologie sociale (Maximilienne Levet-Gautrat, Anne Fontaine)
- 2374. La bibliologie (Robert Estival)
- 2375. L’espace musical dans la France contemporaine (Jean-Paul Holstein)
- 2376. Les partis politiques (Michel Offerlé)
- 2377. Les logiciels éducatifs (Muriel Picard, Gilles Braun)
- 2378. Maïmonide (Maurice-Ruben Hayoun)
- 2379. La superstition (Françoise Askevis-Leherpeux)
- 2380. Les émotions (Robert Dantzer)
- 2381. Le néoplatonisme (Jean Brun)
- 2382. L’interruption volontaire de grossesse (Michèle Ferrand, Maryse Jaspard)
- 2383. L’éthique (Angèle Kremer-Marietti)
- 2384. L’ethnopsychiatrie (François Laplantine)
- 2385. Les déchets nucléaires (Jean Teillac)
- 2386. Darwin et le darwinisme (Denis Buican)
- 2387. Les industries d’armement (André Collet)
- 2388. Le Tiers Monde (Edmond Jouve)
- 2389. Le français de la Renaissance (Mireille Huchon)
- 2390. La France carolingienne (843-987) (Renée Mussot-Goulard)
- 2391. Lénine et le léninisme (Dominique Colas)
- 2392. Le jazz (Lucien Malson, Christian Bellest)
- 2393. Ethnométhodologie (Alain Coulon)
- 2394. Lyssenko et le lyssenkisme (Denis Buican)
- 2395. Les médecines parallèles (François Laplantine, Paul-Louis Rabeyron)
- 2396. Les politiques de l’éducation (Louis Legrand)
  - Les politiques d’éducation (Agnès Van Zanten, später Agnès Henriot-Van Zanten)
- 2397. Les origines du sionisme (Alain Boyer)
- 2398. Les Coptes (Pierre du Bourguet)
- 2399. L’audit social (Alain Couret, Jacques Igalens)
  - L’audit social (Martine Combemale, Jacques Igalens)
- 2400. La symbolique politique (Lucien Sfez)
- 2401. La psychologie politique (Michel-Louis Rouquette)
- 2402. L’administration fiscale en France (Michel Bouvier, Marie-Christine Esclassan)
- 2403. Le bail commercial (Yves Chaput)
- 2404. La phytothérapie (Maurice Rubin)
- 2405. La philosophie de la technique (Jean-Yves Goffi)
- 2406. L’anarcho-capitalisme (Pierre Lemieux)
- 2407. Textes sur les libertés publiques (Jean-Claude Masclet)
- 2408. La Déclaration des Droits de l’Homme (26 août 1789) (Jean Morange)
- 2409. L’évaluation financière de l’entreprise (Jean Raffegeau, Fernand Dubois)
- 2410. Le conservatisme (Philippe Bénéton)
- 2411. Le libéralisme contemporain (Maurice Flamant)
- 2412. La philosophie russe et soviétique (René Zapata)
- 2413. Le droit de la concurrence (Yves Chaput)
- 2414. Le secteur public et les privatisations (Armand Bizaguet)
- 2415. Histoire de la psychanalyse (Roger Perron)
- 2416. La spiritualité (Raymond Darricau, Bernard Peyrous)
- 2417. Textes de droit budgétaire français (Bernard Poujade)
- 2418. La littérature de la Révolution française (Béatrice Didier)
- 2419. Le casier judiciaire (Christian Elek)
- 2420. La criminalité internationale (André Bossard)
- 2421. Le droit japonais (Jean-Hubert Moitry)
- 2422. L’éthique médicale (Claire Ambroselli)
  - L’éthique médicale et la bioéthique (Didier Sicard)
- 2423. Histoire des relations internationales 1815-1987 (Séverine Pacteau de Luze, François-Charles Mougel)
  - Histoire des relations internationales: XIXe et XXe siècles
- 2424. La fortune des français (Jules Lepidi)
- 2425. Les rituels (Jean Maisonneuve)
- 2426. La Catalogne (Francesc Granell)
  - La Catalogne (Michel Zimmermann, Marie-Claire Zimmermann)
- 2427. La domotique (Pierre Brun, Edmond-Antoine Decamp)
- 2428. Histoire religieuse de la France (Xavier de Montclos)
- 2429. Le juge d’instruction (Renaud Van Ruymbeke)
- 2430. Montaigne: Essais (Robert Aulotte)
- 2431. Les marchés financiers internationaux (le marché international des capitaux (Christian Bito, Patrice Fontaine))
  - Les marchés financiers internationaux (le marché international des capitaux) (Patrice Fontaine, Joanne Hamet)
- 2432. La criminalité informatique (Philippe Rosé)
- 2433. Les énigmes économiques (Jean Rivoire)
- 2434. Handicap et maladie mentale: rapports dialectiques (Romain Liberman)
- 2435. La police judiciaire (Vendelin Hreblay)
- 2436. Mésothérapie et mésopuncture (Maurice Rubin)
- 2437. La dépression de l’adolescent (Henri Chabrol)
- 2438. L’Armée du salut (Raymond Delcourt)
- 2439. Radiobiologie, radioprotection (Maurice Tubiana, Michel Bertin, später mit Jeanine Lallemand unter dem Titel Radiobiologie et radioprotection)
- 2440. Karl Popper (Jean Baudouin)
- 2441. La philosophie de l’éducation (Olivier Reboul)
- 2442. Le théâtre de boulevard (Michel Corvin)
- 2443. La psychologie clinique (Claude-Marcel Prévost)
- 2444. L’intelligence artificielle (Jean-Paul Haton, Marie-Christine Haton)
- 2445. Les droits d’enregistrement (Pierre Beltrame, Charles Aimé)
- 2446. Le Congrès des États-Unis (Claire-Emmanuelle Longuet)
- 2447. La banque et ses fonctions (Bruno Moschetto, Jean Roussillon)
- 2448. La didactique des sciences (Jean-Pierre Astolfi, Michel Develay)
- 2449. Le service après-vente (Hervé Mathe)
- 2450. La philosophie analytique (Jean-Gérard Rossi)
- 2451. Le droit d’asile en France (Claude Norek, Frédérique Doumic-Doublet)
- 2452. Le concubinage (Mireille Dewevre-Fourcade)
- 2453. L’hypnologie (Jean-Paul Nahon, Martine Hédouin)
- 2454. Le quatrième âge (Amédée Thévenet)
- 2455. L’École Nationale d’Administration (Jean-Michel de Forges)
- 2456. Les relations internationales (Philippe Braimmard, Mohammad-Reza Djalili)
- 2457. Vocabulaire juridique (François de Fontette)
- 2458. Le judaïsme moderne (Maurice-Ruben Hayoun)
- 2459. L’alternance au pouvoir (Jean-Louis Quermonne)
- 2460. L’égalité (Lucien Sfez)
- 2461. La protection internationale des droits de l’homme (Patrick Rolland, Paul Tavernier)
- 2462. La Banque de France (Michel Redon, Denis Besnard)
- 2463. Le management stratégique de l’entreprise (Michel Ghertman)
- 2464. La Grande-Bretagne au XXe siècle (François-Charles Mougel)
- 2465. La psychologie morale (Pierre Moessinger)
- 2466. Le roman-feuilleton français au XIXe siècle (Lise Queffélec)
- 2467. La psychiatrie légale (Michel Godfryd)
- 2468. Saint Augustin (Francis Ferrier)
- 2469. Le droit de la presse (Philippe Bilger, Bernard Prévost)
- 2470. Textes de politique étrangère de la France (Jacques Dalloz)
- 2471. Les voies d’exécution (Benoît Nicod)
- 2472. Le droit de la défense nucléaire (Henri Pac)
- 2473. Histoire de l’art (Xavier Barral i Altet)
- 2474. L’introduction en Bourse (Bertrand Jacquillat)
- 2475. Les vidéocommunications (René Wallstein)
- 2476. Le projet d’entreprise (Claude Le Bœuf, Alex Mucchielli)
- 2477. Audit et collectivités territoriales (Michel Poisson)
- 2478. Les mouvements de libération nationale (Alain Gandolfi)
- 2479. Le revenu minimum garanti dans la C.E.E. (Serge Milano)
- 2480. Heidegger (Alain Boutot)
- 2481. L’astrologie (Suzel Fuzeau-Braesch)
  - L’astrologie (Daniel Kunth, Philippe Zarka)
- 2482. Promotion des ventes et P.L.V. (Armand Dayan, Annie Troadec, Loïc Troadec)
- 2483. Les industries agro-alimentaires (Jacques Nefussi)
- 2484. Histoire des doctrines pénales (Jean Pradel)
- 2485. L’obésité chez l’enfant (Gérard Schmit)
- 2486. L’absolutisme (Richard Bonney)
- 2487. Finance prévisionnelle (Alain Mikol)
- 2488. Les tableaux de financement et de flux (Hervé Stolowi)
- 2489. La gravitation (Giani Pascoli)
- 2490. Le système financier international (Jean Rivoire)
- 2491. Textes sur la décolonisation (Jacques Dalloz)
- 2492. Les achats (François Champeyrol)
- 2493. Les effets du commerce (Yves Chaput)
- 2494. Le marketing international (Alain Ollivier, Armand Dayan, Roger Ourset)
- 2495. La doctrine sociale de l’Église (Jean-Luc Chabot)
- 2496. La Bibliothèque Nationale (Bruno Blasselle)
- 2497. La cour d’assises (Dominique Vernier, Maurice Peyrot)
- 2498. Hobbes (Jean Bernhardt)
- 2499. Sociologie des organisations (Catherine Ballé)
- 2500. Les paradis fiscaux (Laurent Leservoisier)

### 2501–3000
- 2501. L’endettement international (Pawel H. Dembinski)
- 2502. L’économie des services (François Ecalle)
- 2503. Histoire du mouvement psychanalytique (Jacquy Chemouni)
- 2504. La parapharmacie (Jean-René Delcaire, Jean-Marie Auby)
- 2505. Le tourisme dans la Communauté européenne (Robert Hollier, Alexandra Subrémon)
- 2506. Les écoles historiques (Guy Thuillier, Jean Tulard)
- 2507. L’actionnariat des salariés (Alain Couret, Gérard Hirigoyen)
- 2508. La transe (Georges Lapassade)
- 2509. L’évolution et les évolutionnismes (Denis Buican)
- 2510. Histoire de l’informatique (Jean-Yvon Birrien)
- 2511. Le système antarctique (Alain Gandolfi)
- 2512. Le droit israélien (Claude Klein)
- 2513. La convention européenne des droits de l’homme (Frédéric Sudre)
- 2514. Théorie de la littérature (Stéphane Santerres-Sarkany)
- 2515. La Nouvelle-Calédonie (Jean-Luc Mathieu)
- 2516. Le merchandising (Armand Dayan, Annie Troadec, Loïc Troadec)
- 2517. Le grand marché européen de 1993 (Armand Bizaguet)
  - Le grand marché européen
- 2518. L’art médiéval (Xavier Barral i Altet)
- 2519. Les sectes (Jean Vernette)
  - Les sectes (Nathalie Luca)
- 2520. Histoire des échecs (Michel Roos)
- 2521. Histoire de l’alcool (Pierre Fouquet, Martine de Borde)
- 2522. Le droit social européen (Xavier Prétot)
- 2523. La littérature grecque d’Alexandre à Justinien (Suzanne Saïd)
- 2524. Les méthodes de l’urbanisme (Jean-Paul Lacaze)
- 2525. La Constitution française: français, anglais, allemand, espagnol, italien (Olivier Duhamel, Anne De Moor)
- 2526. La littérature rabbinique (Maurice-Ruben Hayoun)
- 2527. Histoire de la statistique (Jean-Jacques Droesbeke, Philippe Tassi)
- 2528. L’anthropologie juridique (Norbert Rouland)
- 2529. Le Sénat (Jacques Baguenard)
- 2530. L’économie céréalière mondiale (Hubert François)
- 2531. Le complexe de castration (André Green)
- 2532. La planification française (Émile Quinet)
- 2533. Durkheim (José-A. Prades)
- 2534. Les politiques publiques (Pierre Muller)
- 2535. Le management interculturel (Franck Gauthey, Dominique Xardel)
  - Le management interculturel (Sylvie Chevrier)
- 2536. L’antiparlementarisme en France (Jean Defrasne)
- 2537. La prédestination (Francis Ferrier)
- 2538. Textes sur les droits de l’homme (Philippe Ardant)
- 2539. Le minitel (Jean-Yves Rincé)
- 2540. L’histoire littéraire (Clément Moisan)
- 2541. Les centres commerciaux (Jean-Luc Koehl)
- 2542. L’audit interne des banques (Antoine Sardi)
- 2543. L’investissement (Jean-Paul Betbèze)
- 2544. Le comité d’éthique (Claire Ambroselli)
- 2545. Le Conseil supérieur de la magistrature (Thierry Ricard)
- 2546. La démographie (Jean-Claude Chesnais)
- 2547. Les zones d’entreprises (Claude Heurteux)
- 2548. L’endettement du Tiers-Monde (Jean-Claude Berthélemy)
- 2549. La chronopsychologie (Pierre Leconte, Claire Lambert)
- 2550. Le financement de la vie politique (Yves-Marie Doublet)
- 2551. Schopenhauer (Édouard Sans)
- 2552. Le yiddish (Jean Baumgarten)
- 2553. La pensée politique du Japon contemporain (1868–1989) (Pierre Lavelle)
- 2554. Les Verts (Guillaume Sainteny)
- 2555. L’industrie cinématographique française (Antoine Virenque)
  - L’industrie du cinéma (Joëlle Farchy)
- 2556. Les personnes handicapées (Claude Hamonet)
- 2557. Le risque-pays (Bernard Marois)
- 2558. Adler et l’adlérisme (Georges Mormin)
- 2559. Les institutions locales en Europe (Alain Delcamp)
- 2560. Le calcul différentiel complexe (Daniel Leborgne)
- 2561. Les indices boursiers et les marchés d’indice boursier (Pascal Gobry)
- 2562. Les décisions du Conseil constitutionnel (Philippe Ardant)
- 2563. Le freudisme (Paul-Laurent Assoun)
- 2564. Ethnologie de l’Europe (Jean Cuisenier)
- 2565. Les procédures fiscales (Daniel Richter)
- 2566. Les Cours administratives d’appel (Michel Gentot, Henri Oberdorff)
- 2567. La communication (Lucien Sfez)
- 2568. La politique agricole commune (Frédéric Teulon)
- 2569. Les politiques économiques conjoncturelles (Bernard Maris, Alain Couret)
- 2570. Générations et âges de la vie (Claudine Attias-Donfut)
- 2571. L’orthophonie en France (Jean-Marc Kremer, Emmanuelle Lederlé)
- 2572. Le contrôle de la circulation aérienne (Georges Maignan)
- 2573. Le hand-ball (Claude Bayer)
- 2574. Le développement de l’enfant (Liliane Maury)
- 2575. Le stress (Jean-Benjamin Stora)
- 2576. La naissance du français (Bernard Cerquiglini)
- 2577. Les parcs de loisirs (Robert Lanquar)
- 2578. Les expertises médicales (Michel Godfryd)
- 2579. La dépression (Henri Lôo, Pierre Lôo)
- 2580. Les anarchistes de droite (François Richard)
- 2581. Les mutilations sexuelles (Michel Erlich)
- 2582. Les caisses d’épargne (Daniel Duet)
- 2583. La politique (Nicolas Tenzer)
- 2584. Les pays baltes: Estonie, Lettonie, Lituanie (Pascal Lorot)
- 2585. Le président des États-Unis (Patrick Gérard)
- 2586. Le despotisme éclairé (Jean Meyer)
- 2587. La politique régionale de la C.E.E. (Yves Doutriaux)
- 2588. Kierkegaard (Olivier Cauly)
- 2589. La gestion publique (Antoine Giscard d'Estaing)
- 2590. Histoire de la psychanalyse en France (Jacquy Chemouni)
- 2591. Les méthodes qualitatives (Alex Mucchielli)
  - Les méthodes qualitatives (Sophie Alami, Dominique Desjeux, Isabelle Garabuau-Moussaoui)
- 2592. Les soins palliatifs (Monique Tavernier)
- 2593. La chasse en France (Philippe Waguet, Annie Charlez-Coursault)
- 2594. La chouannerie (Gabriel Du Pontavice)
- 2595. La philosophie médiévale juive (Maurice-Ruben Hayoun)
- 2596. Bergson (Jean-Louis Vieillard-Baron)
- 2597. Migrants et réfugiés (Jean-Luc Mathieu)
- 2598. Les sociétés holdings (Alain Couret, Didier Martin)
- 2599. L’écu (Gérard Bekerman, Michèle Saint-Marc)
  - L’euro
- 2600. Histoire des universités françaises (Jacques Minot)
- 2601. Histoire de la littérature française (Renée Balibar)
- 2602. La construction de la sociologie (Jean-Michel Berthelot)
- 2603. L’anorexie et la boulimie chez l’adolescent (Henri Chabrol)
- 2604. L’éthique financière (Jean-François Daigne)
- 2605. Contributions indirectes et monopoles fiscaux (Stéphane Lavigne)
- 2606. Le vin (Pascal Ribéreau-Gayon)
- 2607. Économie de la communication TV-radio (Jean-Pierre Paul)
- 2608. Textes de contentieux administratif (Bernard Poujade)
- 2609. Les villes nouvelles en France (Pierre Merlin)
- 2610. Les partis religieux en Israël (Julien Bauer)
- 2611. Les produits allégés (Josiane Mongeot)
- 2612. La CAO - Le DAO (Michel Loyer)
- 2613. Le droit des traités (Jean Combacau)
- 2614. Le travail (Pierre Bouvier)
  - Le travail (Dominique Méda)
- 2615. Le métier d’historien (Guy Thuillier, Jean Tulard)
- 2616. Le droit pénal des mineurs (Jean-François Renucci)
- 2617. Le Fonds monétaire international (Michel Lelart)
- 2618. L’harmonisation fiscale européenne (Dominique Villemot)
- 2619. Le rhythm and blues (Francis Hofstein)
- 2620. Les critiques de la psychanalyse (Renée Bouveresse-Quilliot, Roland Quilliot)
- 2621. Histoire de la spiritualité (Raymond Darricau, Bernard Peyrous)
- 2622. La Commission des opérations de bourse (Marie-Claude Robert, Béatrice Labboz)
- 2623. Le design industriel (Denis Schulmann)
- 2624. Vocabulaire économique (Frédéric Teulon)
- 2625. Les marchés publics européens (Jean-Pierre Gohon)
- 2626. Le MATIF (Florin Aftalion, Patrice Poncet)
- 2627. L’économie des temps modernes (Henri Legohérel)
- 2628. Vocabulaire monétaire et financier (Frédéric Teulon)
- 2629. Texte, hypertexte, hypermédia (Roger Laufer, Domenico Scavetta)
- 2630. Le marché de l’art (Michel Hoog, Emmanuel Hoog)
- 2631. Averroès et l’averroïsme (Maurice-Ruben Hayoun, Alain de Libera)
- 2632. L’agriculture biologique (Catherine de Silguy)
- 2633. La Contre-Révolution (Louis-Marie Clénet)
- 2634. La science de la communication (Judith Lazar)
- 2635. Les procréations médicalement assistées (René Frydman, später mit Samir Hamamah und François Olivennes)
  - L’assistance médicale à la procréation (mit Nelly Achour-Frydman, Renato Fanchin und Gérard Tachdjian)
- 2636. La protection internationale de l’environnement (Jean-Luc Mathieu)
- 2637. Les options de change (Marc Chesney, Henri Loubergé)
- 2638. La numismatique (Cécile Morrisson)
- 2639. L’École de Chicago (Alain Coulon)
- 2640. Le ragtime (Jacques-Bernard Hess)
- 2641. Les politiques de l’emploi (Geneviève Grangeas, Jean-Marie Le Page)
- 2642. Les petites et moyennes entreprises (Armand Bizaguet)
- 2643. Le droit des élections politiques (Jean-Claude Masclet)
- 2644. Le média-planning (Thierry Fabre)
- 2645. L’inceste (Jacques -Dominique de Lannoy, Pierre Feyereisen)
  - L’inceste (Hélène Parat)
- 2646. La gestion des ressources humaines (Jean-Marc Le Gall)
- 2647. Le Conseil général (Jacques Bourdon, Jean-Marie Pontier)
- 2648. Hollywood (Daniel Royot)
- 2649. Introduction à l’économie (Frédéric Teulon)
- 2650. La philosophie des valeurs (Jean-Paul Resweber)
- 2651. Le théâtre national de l’Opéra de Paris (Jean-Philippe Saint-Geours)
- 2652. La communication politique (Jacques Gerstlé)
- 2653. La négociation collective (Guy Caire)
- 2654. Sicav et fonds commun de placement, les OPCVM en France (Georges Gallais-Hamonno)
- 2655. La détention provisoire (Bernard Callé)
- 2656. La didactique du français (Jean-Maurice Rosier)
- 2657. Le patrimoine industriel (Jean-Yves Andrieux)
- 2658. L’audiovisuel au Japon (Philippe Berthet, Jean-Claude Redonnet)
- 2659. Les expositions universelles (Florence Pinot de Villechenon)
- 2660. Hippocrate (Laurent Ayache)
- 2661. La conférence sur la sécurité en Europe (Emmanuel Decaux)
- 2662. La défense de l’environnement en France (Jean-Luc Mathieu)
- 2663. La médiation familiale (Lucienne Topor)
- 2664. L’aménagement urbain (Denis Rousseau, Georges Vauzeilles)
- 2665. L’informatique dans l’entreprise (Andrée Muller)
- 2666. La littérature française sous le Consulat et l’Empire (Béatrice Didier)
- 2667. L’environnement (Jacques Vernier)
- 2668. Le tunnel sous la Manche (Jérôme Spick)
- 2669. Le risque technologique (Alain Leroy, Jean-Pierre Signoret)
- 2670. Les droits de l’animal (Georges Chapouthier)
- 2671. L’art contemporain (Anne Cauquelin)
- 2672. Les prélèvements obligatoires (Alain Euzéby)
- 2673. La paralittérature (Alain-Michel Boyer)
- 2674. Le New Age (Jean Vernette)
- 2675. La littérature maghrébine d’expression française (Jean Déjeux)
- 2676. Histoire du vin (Jean-François Gautier)
- 2677. Les transsexuels (Louis-Edmond Pettiti)
- 2678. Sociologie du corps (David Le Breton)
- 2679. Les OPA (Alain Couret, Gérard Hirigoyen, Jérôme Caby)
- 2680. Les personnes (Alain Sériaux)
- 2681. Le logiciel système (Thierry Falissard)
- 2682. Les services d’aide psychologique par téléphone (Stéfan Jaffrin)
- 2683. Le refoulement (Claude Le Guen)
- 2684. L’intuitionnisme (Jean Largeault)
- 2685. Les médias du futur (Frédéric Vasseur)
- 2686. La Légion Étrangère (André-Paul Comor)
- 2687. Le luxe (Jean Castarède)
- 2688. Le pragmatisme (Pierre Gauchotte)
- 2689. Histoire locale et régionale (Guy Thuillier, Jean Tulard)
- 2690. Les sources du droit du travail (Bertrand Mathieu)
- 2691. Histoire de la sémiotique (Anne Hénault)
- 2692. Élites et élitisme (Giovanni Busino)
- 2693. L’épilepsie (Pierre Jallon)
- 2694. Les fondations (Charles Debbasch, Pierre Langeron)
- 2695. Le développement libidinal (Bernard Brusset)
- 2696. La gérontologie (Christophe de Jaeger)
- 2697. La libre circulation des personnes dans la CEE (Henri de Lary)
- 2698. Le boulangisme (Jean Garrigues)
- 2699. La gestion de patrimoine (Bruno Pays)
- 2700. Les toxicomanies de l’adolescent (Henri Chabrol)
- 2701. L’informatisation des villes (Gabriel Dupuy)
- 2702. La logique floue (Bernadette Bouchon-Meunier)
- 2703. Le droit de la personnalité (Bernard Beignier)
- 2704. L’entreprise en réseau (Gille Paché, Claude Paraponaris)
- 2705. La politique étrangère de la Ve République (Paul-Marie de la Gorce, Armand-Denis Schor)
- 2706. L’orléanisme (Hervé Robert)
- 2707. L’investissement dans l’intelligence (Christine Afriat)
- 2708. Cromwell, la révolution d’Angleterre et la guerre civile (Jean-Pierre Poussou)
- 2709. Le procès administratif (Pierre Fanachi)
- 2710. La science et les sciences (Gilles-Gaston Granger)
- 2711. La philosophie de Pascal (Jean Brun)
- 2712. Histoire de l’individualisme (Alain Laurent)
- 2713. La nouvelle macroéconomie classique (Henry Lamotte, Jean-Philippe Vincent)
- 2714. Les bibliothèques universitaires (Jean-Pierre Casseyre, Catherine Gaillard)
- 2715. Les transmissions d’entreprises (Yves Chaput)
- 2716. Histoire de la guerre sainte (Jacques G. Ruelland)
- 2717. L’apprentissage de l’oral et de l’écrit (Andrée Girolami-Boulinier)
- 2718. Le Code civil (Jean-Michel Poughon)
- 2719. Les télévisions en Europe (Hervé Michel, Anne-Laure Angoulvent)
- 2720. La sociologie du langage (Pierre Achard)
- 2721. La pêche en France (Bernard Breton)
- 2722. La vulgarisation scientifique (Pierre Laszlo)
- 2723. Les radiocommunications (Jean-Pierre Manguian)
- 2724. Le management public (Viriato-Manuel Santo, Pierre-Éric Verrier)
- 2725. Solitude et société (Michel Hannoun)
- 2726. L’empire Disney (Robert Lanquar)
- 2727. La scientométrie (Michel Callon, Jean-Pierre Courtial, Hervé Penan)
- 2728. La villégiature romaine (Jean-Marie André)
- 2729. Les institutions sportives (Colin Miège)
- 2730. Les textes du droit de l’espace (Pierre-Marie Martin)
- 2731. La sociolinguistique (Louis-Jean Calvet)
- 2732. Pythagore et les pythagoriciens (Jean-François Mattéi)
- 2733. La défense internationale des Droits de l’Homme (Jean-Luc Mathieu)
- 2734. La République (Nicolas Tenzer)
- 2735. L’accès à la justice (André Rials)
- 2736. La Comédie-Française (Patrick Devaux)
- 2737. La liberté (Roland Quillot)
  - La liberté (Frédéric Laupies)
- 2738. La systémique sociale (Jean-Claude Lugan)
- 2739. Vocabulaire psychologique et psychiatrique (Michel Godfryd)
- 2740. Médecine fœtale et diagnostic anténatal (René Frydman, Michèle Vial, Yves Ville)
- 2741. Histoire de la décentralisation (Pierre Bodineau, Michel Verpeaux)
- 2742. La salsa et le latin jazz (Isabelle Leymarie)
- 2743. La presse économique et financière (Jacques Henno)
- 2744. Textes constitutionnels sur le référendum (Stéphane Diémert)
- 2745. L’architecture islamique (Henri Stierlin)
- 2746. L’enseignement privé en France (Sabine Monchambert)
  - L’enseignement privé en France (Bruno Poucet)
- 2747. L’affacturage (Jean-Pierre Deschanel, Laurent Lemoine)
- 2748. Le nouvel ordre international (Catherine Kaminsky, Simon Kruk)
- 2749. Les vacances (André Rauch)
- 2750. L’après-guerre froide dans le monde (Charles Zorgbibe)
- 2751. La liberté d’expression (Jean Morange)
- 2752. Histoire de la perestroïka: l’URSS sous Gorbatchev, 1985-1991  (Pascal Lorot)
- 2753. Le viol (Gérard Lopez, Gina Piffaut-Filizzola)
- 2754. La neuropsychologie cognitive (Xavier Seron)
- 2755. La littérature chinoise moderne (Paul Bady)
- 2756. La culture d’entreprise (Maurice Thévenet)
- 2757. Le KGB: des origines à nos jours (Nadine Marie)
- 2758. L’unification monétaire en Europe (Robert Raymond)
- 2759. La presse d’entreprise (Jacques Lambert)
- 2760. Les histoires de vie (Gaston Pineau, Jean-Louis Le Grand)
- 2761. La police en France (Jean-Jacques Glaizal)
  - Les polices en France: sécurité publique et opérateurs privés (Alain Bauer, André-Michel Ventre)
- 2762. Les fonctionnaires internationaux (Alain Pellet)
- 2763. Sciences et techniques à Rome (Raymond Chevallier)
- 2764. Les religiosités séculaires (Albert Piette)
- 2765. Sociologie du sport (Raymond Thomas)
  - Sociologie du sport (Pascal Duret)
- 2766. Le rire (Éric Smadja)
- 2767. La télévision française: 1986-1992 (Jean-Emmanuel Cortade)
- 2768. L’économie de marché (Jean Rivoire)
- 2769. Les théories de la bureaucratie (Giovanni Busino)
- 2770. Psychologie des conduites à projet (Jean-Pierre Boutinet)
- 2771. Les prestations familiales (Philippe Steck)
- 2772. Le travail temporaire (Daniel Marchand, Éric-Marie de Ficquelmont)
- 2773. L’Île-de-France (Jean-Louis Robert)
- 2774. Textes de stratégie nucléaire (Charles Zorgbibe)
- 2275. La Biélorussie (Bruno Drweski)
- 2776. Histoire des DOM-TOM (Jean-Luc Mathieu)
- 2777. L’électricité nucléaire (Rémy Carle)
- 2778. Rachi (Victor Malka)
- 2779. La qualité (Lucien Cruchant)
- 2780. L’imagerie mentale (Xavier Lameyre)
- 2781. L’affaire Kennedy (Thierry Lentz)
- 2782. L’avionique (Pierre Germain)
- 2783. La description (Jean-Michel Adam)
- 2784. L’immobilier d’entreprise (Claude Heurteux)
- 2785. Marketing et réseaux d’entreprises (Ghislaine Cestre, Dominique Xardel)
- 2786. L’éducation comparée (Henk van Daele)
- 2787. Sociologie du couple (Jean-Claude Kaufmann)
- 2788. Le système des castes (Robert Deliège)
- 2789. Le produit (Jacques Brenot)
- 2790. Textes de philosophie politique classique (de la Renaissance à la Révolution) (Blandine Kriegel)
- 2791. Les negro spirituals et les gospel songs (Robert Sacré)
- 2792. La politique extérieure du Japon (François Joyaux)
- 2793. Le principe de subsidiarité (Chantal Delsol)
- 2794. L’Encyclopédie (Madeleine Pinault)
- 2795. Histoire du pétrole (Étienne Dalemont, Jean Carrié)
- 2796. Le colinguisme (Renée Balibar)
- 2797. Environnement et radioactivité (Colette Chassard-Bouchaud)
- 2798. La politique extérieure et sociale de la Ve République (Armand-Denis Schor)
- 2799. Les territoires d’Outre-Mer (Yves Pimont)
- 2800. L’infographie (Béatrice Poinssac)
- 2801. Les réseaux et leurs enjeux sociaux (Henry Bakis)
- 2802. Les eaux minérales (Jean-François Auby)
- 2803. Le cinéma français sous l’Occupation (Jean-Pierre Bertin-Maghit)
- 2804. Le travail intérimaire (Guy Caire)
- 2805. Le redressement d’entreprise (Jean-François Daigne)
- 2806. Le droit naturel (Alain Sériaux)
- 2807. La nouvelle psychologie (Alex Mucchielli)
- 2808. La chanson de geste (François Suard)
- 2809. Le télétravail (Raymond-Marin Lemesle, Jean-Claude Marot)
- 2810. La maîtrise de l’énergie (Jean-Baptiste Lesourd, Jean-Yves Faberon)
- 2811. L’arme économique dans les relations internationales (Marie-Hélène Labbé)
- 2812. Le métier de médecin (Georges Tchobroutsky, Olivier Wong)
- 2813. L’après-guerre froide en Europe (Charles Zorgbibe)
- 2814. La politique de santé en France (Bernard Bonnici)
- 2815. L’économie de l’Indonésie (Bernard Dorléans)
- 2816. L’administration de la justice en France (Thierry Renoux, André Roux)
- 2817. La philosophie cognitive (Angèle Kremer-Marietti)
- 2818. La ponctuation (Nina Catach)
- 2819. L’Académie Goncourt (Michel Caffier)
- 2820. Le sperme (Gérard Tixier)
- 2821. Histoire de l’Asie Centrale (Vincent Fourniau)
- 2822. Histoire des forces nucléaires françaises depuis 1945 (Marcel Duval, Dominique Mongin)
- 2823. Histoire de l’enfer (Georges Minois)
- 2824. L’art naïf (Charles Schaettel)
- 2825. Les groupes économiques japonais (Maurice Moreau)
- 2826. L’équipement médico-social de la France (Amédée Thévenet)
- 2827. Les dinosaures (Éric Buffetaut)
- 2828. Les options négociables (Jean Berthon, Georges Gallais-Hamonno)
- 2829. Le scepticisme (Frédéric Cossutta)
- 2830. Les juifs hassidiques (Julien Bauer)
- 2831. Histoire du droit sanitaire français (Vincent-Pierre Comiti)
- 2832. Les grandes compagnies des Indes Orientales (XVIe-XIXe siècles) (Michel Morineau)
- 2833. Histoire de la littérature catalane (Jordi Bonells)
- 2834. La pensée éthique contemporaine (Jacqueline Russ)
- 2835. La psychologie fondamentale (Claude-Marcel Prévost)
- 2836. Les Conseils économiques et sociaux (Pierre Bodineau)
- 2837. La peine et le droit (Frédéric-Jérôme Pansier)
- 2838. Les hérésies (Raoul Vaneigem)
- 2839. Les nouvelles politiques urbaines (Jean-Pierre Gaudin)
- 2840. Épistémologie du droit (Christian Atias)
- 2841. L’histoire immédiate (Jean-François Soulet)
- 2842. Population et développement (Jacques Véron)
- 2843. Les jumeaux (Jean-Claude Pons, René Frydman)
- 2844. La conquête spatiale (Jean-Louis Dega)
- 2845. Les nouveaux instruments financiers (Éric Delattre)
- 2846. La Mitteleuropa (Jacques Le Rider)
- 2847. Biologie de la conscience (Jean Delacour)
- 2848. Le marché de l’histoire (Guy Thuillier, Jean Tulard)
- 2849. La télégestion (Pierre-Olivier Giffard)
- 2850. Histoire de la vieillesse (Jean-Pierre Bois)
- 2851. Histoire de la psychosomatique (Hanna Kamieniecki)
- 2852. L’audit financier (Jean Raffegeau, Pierre Dufils, Didier de Ménonville)
- 2853. La protection des logiciels (André Bertrand)
- 2854. L’art abstrait (Alain Bonfand)
- 2855. Le Conseil d’État (Yves Robineau, Didier Truchet)
- 2856. La femme dans la société française (Thierry Blöss, Alain Frickey)
- 2857. La psychosynthèse (Monique Pellerin, Micheline Brès)
- 2858. Henri VIII et le schisme anglican (Jean-Pierre Moreau)
- 2859. Les stratégies de croissance dans les entreprises (Henry Baumert)
- 2860. L’économie du Portugal (Michel Drain)
- 2861. Les jeux vidéo (Bernard Jolivalt)
- 2862. Les applications de la géologie (René Dars)
- 2863. Le système politique de la Chine Populaire (Jean-Pierre Cabestan)
- 2864. La sexologie (Philippe Brenot)
- 2865. L’évaluation de l’entreprise (Michel Refait)
- 2866. Le tribunal des conflits (Serge Petit)
- 2867. Hobbes et la morale politique (Anne-Laure Angoulvent)
- 2868. Leibniz (Renée Bouveresse)
- 2869. La biologie de la mémoire (Georges Chapouthier)
- 2870. Histoire de l’écologie (Pascal Acot)
- 2871. Le contentieux de l’environnement (Yves-Henri Bonello, Jean-Marc Fédida)
- 2872. Le droit international de la sécurité sociale (Günter Nagel, Christian Thalamy)
- 2873. La science de l’information (Yves-François Le Coadic)
- 2874. Les grands problèmes de population (Jean-Luc Mathieu)
- 2875. L’économie suisse (Alain Schoenenberger, Milad Zarin-Nejadan)
- 2876. La sexualité féminine (Jacques André)
- 2877. Le droit bancaire (Alain Couret, Frédéric Peltier, Jean Devèze)
- 2878. Les catastrophes climatiques (Pierre Pagney)
- 2879. La diaspora chinoise (Pierre Trolliet)
- 2880. Le formalisme russe (Michel Aucouturier)
- 2881. Le fétichisme (Paul-Laurent Assoun)
- 2882. Les cosmogonies grecques (Reynal Sorel)
- 2883. La liturgie juive (Maurice-Ruben Hayoun)
- 2884. Droit de la communication (Jean-Pierre Chamoux)
- 2885. La communication touristique (Marc Boyer, Philippe Viallon)
- 2886. Les maladies mentales de l’adulte (Michel Godfryd)
- 2887. L’économie des innovations techniques (Alain Bienaymé)
- 2888. Histoire de l’onanisme (Didier-Jacques Duché)
- 2889. Les régimes matrimoniaux (Bernard Beignier)
- 2890. Les grandes dates du droit (François de Fontette)
- 2891. La pédagogie universitaire (Pol Dupont, Marcelo Ossandon)
- 2892. Les fondements du contrôle de gestion (Henri Bouquin)
- 2893. La biologie moléculaire (Jacques Kruh)
- 2894. Les contraventions de grande voirie (Jean-Marie Perret)
- 2895. L’urbanisme commercial (Gérard Monédiaire)
- 2896. Les applications informatiques (Philippe Fabre)
- 2897. L’Assemblée nationale (Michel Ameller)
- 2898. La symbolique des nombres (Jean-Pierre Brach)
- 2899. Le complexe d’Œdipe (Roger Perron, Michèle Perron-Borelli)
- 2900. Le monument public français (Gilbert Gardes)
- 2901. L’aquaculture (Philippe Ferlin)
- 2902. Le droit nucléaire (Jean-Marie Rainaud)
- 2903. L’œcuménisme (Georges-Henri Tavard)
- 2904. Histoire de la grammaire française (Jean-Claude Chevalier)
- 2905. L’ingénierie culturelle (Claude Mollard)
  - L’ingénierie culturelle et l’évaluation des politiques culturelles en France
- 2906. L’individualisme méthodologique (Alain Laurent)
- 2907. L’art du Haut-Moyen Âge en Espagne (Henri Stierlin)
- 2908. La recherche en littérature (Yves Chevrel)
- 2909. Philosophie et science du temps (Bernard Piettre)
- 2910. L’analyse financière (Michel Refait)
- 2911. Le secteur psychiatrique (Marie-Claude George, Yvette Tourne)
- 2912. La non-violence (Christian Mellon, Jacques Sémelin)
- 2913. Reconnaissance et validation des acquis (Jacques Aubret, Patrick Gilbert)
- 2914. La crise rurale (Roger Béteille)
- 2915. Le financement de la protection sociale (Jean-Marc Dupuis)
- 2916. Le droit d’ingérence (Charles Zorgbibe)
- 2917. Le comportement du consommateur (Joël Brée)
- 2918. La politique de l’Inde (Max Jean Zins)
- 2919. Histoire de la stratégie militaire depuis 1945 (André Collet)
- 2920. La coca et la cocaïne (Denis Richard)
- 2921. La vie associative en France (Jean Defrasne)
- 2922. Les informations télévisées (Marlène Coulomb-Gully)
- 2923. La modernité (Alexis Nouss)
- 2924. Histoire de la santé (André Rauch)
- 2925. L’Union européenne (Jean-Luc Mathieu)
- 2926. Histoire du journalisme et des journalistes en France: du XVIIe siècle à nos jours (Christian Delporte)
- 2927. Les jeux de réflexion pure (Pascal Reysset)
- 2928. Les algorithmes (Patrice Hernert)
- 2929. La gestion et la prévention fiscale des PME: centres de gestion et associations agréés (Albert Bovigny)
- 2930. La médiation (Michèle Guillaume-Hofnung)
- 2931. L’écotoxicologie (Colette Chassard-Bouchaud)
- 2932. La rémunération globale des salaires (Jean-Paul Juès)
- 2933. Le plan d’épargne d’entreprise (PEE) (Patrick Turbot)
- 2934. La grossesse et l’alcool (Philippe Dehaene)
- 2935. La voie de fait administrative (Serge Petit)
- 2936. Le droit du cinéma (Jean-Marie Pontier)
- 2937. La stratégie (Jean-Paul Charnay)
- 2938. Le cerveau et l’esprit (Jean Delacour)
- 2939. Le chômage de longue durée (Didier Demazière)
- 2940. La communication publique (Pierre Zémor)
- 2941. La simulation et ses techniques (Bernard Jolivalt)
- 2942. Le droit des transports de personnes (Denis Brousolle)
- 2943. Vocabulaire de la sociologie (Gilles Ferréol)
- 2944. Éducation et psychothérapie (Claude-Marcel Prévost)
- 2945. La politique de la concurrence aux États-Unis (François Souty)
- 2946. Les phobies (Annie Birraux)
  - Les phobies (Paul Denis)
- 2947. Histoire constitutionnelle anglaise (Georges Lamoine)
- 2948. La psychanalyse politique (Roger Dadoun)
- 2949. La formation continue en société post-industrielle (Pierre Goguelin)
- 2950. La femme à Rome (Guy Achard)
- 2951. Rôle et statut (Raymond Chappuis, Raymond Thomas)
- 2952. L’arbitrage (Xavier Linant de Bellefonds, Alain Hollande)
- 2953. Les fondements de l’eugénisme (Jean-Paul Thomas)
- 2954. La déconcentration (Olivier Diederichs, Ivan Luben)
- 2955. L’économie d’Israël (Joseph Klatzmann, Daniel Rouach)
- 2956. Le génie logiciel (Jacques Printz)
- 2957. La vente directe à la télévision: téléachat-téléshopping (Sophie de Menthon)
- 2958. Les relations industrielles (Jean-Paul Juès)
- 2959. La monnaie unique (Armand-Denis Schor)
- 2960. La santé (Georges Tchobroutsky, Olivier Wong)
- 2961. Sociologie des religions (Jean-Paul Willaime)
- 2962. La médecine indienne (Guy Mazars)
- 2963. Histoire de l’Union soviétique de Lénine à Staline (1917–1953) (Nicolas Werth)
- 2964. Histoires de routes de France (Georges Reverdy)
- 2965. La linguistique diachronique (Jean-Élie Boltanski)
- 2966. Psychologie de la vie adulte (Jean-Pierre Boutinet)
- 2967. L’éthique de l’environnement et du développement (José A. Prades)
- 2968. Le chamanisme (Michel Perrin)
- 2969. Les épistémologies constructives (Jean-Louis Le Moigne)
- 2970. Les créoles (Robert Chaudenson)
- 2971. Dante (Marina Marietti)
- 2972. La métrologie historique (Jean-Claude Hocquet)
- 2973. La privatisation en Europe de l’Est (Pawel H. Dembinski)
- 2974. L’investissement foncier en Bourse (Jean-Claude Tournier)
- 2975. Restaurants et restauration en France (Paulette Girodin)
- 2976. Les journalistes (Michel Mathien)
- 2977. L’insertion des jeunes en France (Chantal Nicole-Drancourt, Laurence Roulleau-Berger)
- 2978. La prolifération nucléaire (François Géré)
- 2979. Le bilan des compétences (Michel Joras)
- 2980. Le théâtre chinois (Roger Darrobers)
- 2981. La Cour de justice de la République (Bertrand Mathieu, Thierry Renoux, André Roux)
- 2982. La marque (Andrea Semprini)
- 2983. L’assistance touristique (Bénédicte Piganeau-Desmaisons)
- 2984. L’ethnopolitique (Bertrand Breton)
- 2985. La philosophie négro-africaine (Jean-Godefroy Bidima)
- 2986. La nouvelle carte du monde (Olivier Dollfus)
- 2987. La réhabilitation de l’habitat social en France (Jean-Marc Stébé)
- 2988. La procédure civile (Jean-Jacques Barbieri)
- 2989. Le délit d’initié (Jean-François Renucci)
- 2990. Les hépatites (Jean-François Quaranta, Brigitte Reboulot, Jill-Patrice Cassuto)
- 2991. La pensée allemande moderne (Alain Boutot)
- 2992. La délocalisation off-shore (Raymond Lemesle)
- 2993. Les droits politiques des étrangers (Francis Delpérée)
- 2994. La civilisation amérindienne: des peuples autochtones au Brésil (Claudi R. Cròs)
- 2995. La marine dans l’Antiquité (Alain Guillerm)
- 2996. Le facteur humain (Christophe Dejours)
- 2997. L’ethnicité dans les sciences sociales contemporaines (Marco Martiniello)
- 2998. L’animal de compagnie (Patrick Bonduelle, Hugues Joublin)
- 2999. La psychologie institutionnelle (Pierre-François Chanoit)
- 3000. L’esprit baroque (Anne-Laure Angoulvent)

### 3001–3500
- 3001. Le vin et ses fraudes (Jean-François Gautier)
- 3002. La réincarnation (Jean Vernette)
- 3003. Les philosophies bouddhistes (Emmanuel Guillon)
- 3004. Radiologie et imagerie médicale (François Aubert, Jean-Pierre Laissy)
- 3005. La lecture experte (Thierry Baccino, Pascale Colé)
- 3006. La certification (Alain Couret, Jacques Igalens, Hervé Penan)
- 3007. Histoire de la télécopie (Jean-Claude Brethes)
- 3008. La philosophie espagnole (Alain Guy)
- 3009. La recherche-action (Jean-Paul Resweber)
- 3010. Musique cajun, créole et zydeco (Robert Sacré)
- 3011. Le soleil et la peau (Lyonel Rossant)
- 3012. Les institutions du tourisme (Jean-Luc Michaud)
- 3013. L’affichage (Marcel Fitoussi)
- 3014. Les grands arrêts de droit communautaire: Cour de justice des Communautés européennes, Conseil constitutionnel, Cour de cassation, Conseil d’État  (Jean-Claude Masclet)
- 3015. L’information scientifique et technique (François Jakobiak)
- 3016. La sociologie du risque (David Le Breton)
  - Sociologie du risque (David Le Breton)
- 3017. L’insécurité (Jean-Luc Mathieu)
- 3018. Orphée et l’orphisme (Reynal Sorel)
- 3019. Le Midrach (David Banon)
- 3020. La peinture italienne du maniérisme au néoclassicisme (Sandra Costa)
- 3021. Napoléon III (Thierry Lentz)
- 3022. Jung (Christian Gaillard)
- 3023. L’union de l’Europe occidentale (Patrice Van Ackere)
- 3024. Histoire de la recherche sur le SIDA (Bernard Seytre)
- 3025. Les groupes financiers français (Hubert Bonin)
- 3026. Les politiques nucléaires (Henri Pac)
- 3027. La délégation de service public (Jean-François Auby)
- 3028. La géologie des planètes (René Dars)
- 3029. Néron (Guy Achard)
- 3030. Staline (Jean-Jacques Marie)
- 3031. La science du judaïsme: die Wissenschaft des Judentums  (Maurice-Ruben Hayoun)
- 3032. L’environnement spatial (Jean-Claude Boudenot)
- 3033. La politique de la concurrence au Royaume-Uni (Jean-Claude Boudenot)
- 3034. Le processus de paix au Moyen-Orient (Maurice Konopnicki, Simon Petermann)
- 3035. Les Nations unies: textes fondamentaux (Alain Pellet)
- 3036. L’environnement graphique Windows (Philippe Fabre)
- 3037. La réalité virtuelle (Bernard Jolivalt)
- 3038. Histoire de l’URSS de Khrouchtchev à Gorbatchev (1953–1991) (Nicolas Werth)
- 3039. La communication politique locale (Maryse Souchard, Stéphane Wahnich)
- 3040. Victime et victimologie (Gina Filizzola, Gérard Lopez)
- 3041. La Polynésie française (Emmanuel Vigneron)
- 3042. Les réseaux de neurones artificiels (François Blayo, Michel Verleysen)
- 3043. La philosophie pénale (Stomatios Tzitzis)
- 3044. La régulation audiovisuelle en France (Laurence Franceschini)
- 3045. La ligne de démarcation 1940-1944 (Éric Saint-Alary)
- 3046. Sécurité transfusionnelle et hémovigilance (Jean-François Quaranta)
- 3047. La ville (Yves-Henri Bonello)
- 3048. Les agriculteurs (Bertrand Hervieu)'
- 3049. Le service public hospitalier (Didier Stingre)
- 3050. Les guerres d’Indochine: du Xe au XXe siècle (Nicolas Regaud, Christian Lechervy)
- 3051. La copropriété (Michel Galimard)
- 3052. Le métier d’infirmière en France: du métier d’infirmière à l’exercice professionnel des soins infirmiers  (Catherine Duboys Fresney, Georgette Perrin)
- 3053. Les technopoles (Michel-Antoine Burnier, Guy Lacroix)
- 3054. Les comptes financiers de la nation (Xavier Denis-Judicis)
- 3055. Les grandes dates de la télévision française (Hervé Michel)
- 3056. Les jouets (François Theimer)
- 3057. La gestion financière des entreprises multinationales (Marc Chéneaux de Leyritz)
- 3058. L’irrationnel (Françoise Bonardel)
- 3059. Le management de projet (Jean-Marie Hazebroucq, Olivier Badot)
  - Le management de projet (Jean-Jacques Néré)
- 3060. La médecine des voyages (Lyonel Rossant)
- 3061. La cognition animale (Jacques Vauclair)
- 3062. L’indemnisation des victimes d’accident de la voie publique (Samuel-Gérard Benayoun)
- 3063. La télévision à la carte aux États-Unis (Josette Bonte)
- 3064. L’ozone stratosphérique (Patrick Aimedieu)
- 3065. L’assurance-crédit (Jean-Pierre Deschanel, Laurent Lemoine)
- 3066. Le système de santé en France (Marc Duriez, Pierre-Jean Lancry, Diane Lequet-Slama, Simone Sandier)
- 3067. La restructuration des sociétés (Bernard Schaming)
- 3068. Le syndicalisme enseignant en France (René Mouriaux)
- 3069. Les bas salaires en Europe (Steve Bazen, Gilbert Benhayoun)
- 3070. Les prix Nobel (Josepha Laroche)
- 3071. Les origines de l’école laïque en France (Liliane Maury)
- 3072. La politique de la concurrence en Allemagne fédérale (François Souty)
- 3073. Internet (Arnaud Dufour)
- 3074. Histoire des bains (Dominique Laty)
- 3075. Les politiques linguistiques (Louis-Jean Calvet)
- 3076. Les techniques audiovisuelles (Jacques Guyot)
- 3077. L’exclusion (Gilles Lamarque)
  - L’exclusion (Julien Damon, 1e éd. 2008)
- 3078. La métaphysique (Louis Millet)
- 3079. L’éducation sexuelle (Philippe Brenot, 2e éd. mise à jour sous le titre L’éducation à la sexualité 2007)
- 3080. Les musées dans le monde (Jacques Sallois, à paraître)
- 3081. Histoire de la Shoah (Georges Bensoussan)
- 3082. La prévention des risques professionnels (Pierre Goguelin)
- 3083. Le sport européen (Colin Miège)
- 3084. Le cannabis (Denis Richard, Jean-Louis Senon)
- 3085. Les nationalismes européens (Paul Sabourin)
- 3086. La veille technologique et l’intelligence économique (Daniel Rouach)
- 3087. La gestion électronique de documents (Jacques Chaumier)
- 3088. L’indigénisme (Henri Favre)
- 3089. La peinture italienne du Moyen Âge (Françoise Leroy)
- 3090. Histoire du droit international public (Henri Legohérel)
- 3091. Les Stuarts (Georges Minois)
- 3092. La Russie ancienne (Tamara Kondratieva)
- 3093. L’illusion (Roland Quilliot)
- 3094. La communication medicale (Michel Ogrizek, Jean-Michel Guillery, Christiane Mirabaud)
- 3095. Le modèle de production flexible (Pierre Bardelli)
- 3096. La pharmacochimie (Marc Adenot)
- 3097. Les autoroutes de l’information (Antoine Iris)
- 3098. La nourriture cacher (Julien Bauer)
- 3099. Le recrutement (Daniel Jouve, Dominique Massoni)
- 3100. Le tango (Rémi Hess)
- 3101. Histoire du Luxembourg: des origines à nos jours (Jean-Marie Kreins)
- 3102. La marine de guerre moderne (1915–2015) (Alain Guillerm)
- 3103. Le droit de l’alimentation (Pierre-Marie Vincent)
- 3104. L’emploi des jeunes en France (Jean-Paul Juès)
- 3105. Les grandes étapes de l’organisation de l’Europe 1945-1996 (Marie-France Christophe-Tchakaloff)
- 3106. Histoire de la fortification en France (Yves Barde)
- 3107. La méthadone (Sylvie Geismar-Wieviorka, Claude Guionnet, Gilles Guis)
- 3108. Les classifications professionnelles (Philippe Denimal)
- 3109. Vocabulaire de gestion sociale (Guillaume Klossa)
- 3110. Les incertitudes dans les systèmes intelligents (Bernadette Bouchon-Meunier, Hung T Nguyen)
- 3111. L’analyse du discours de la télévision (Philippe Viallon)
- 3112. L’architecture du XXe siècle (Gérard Monnier)
- 3113. La fiscalité locale (René Dosière)
- 3114. Le changement dans les organisations (Jacques Brenot, Louis Tuvée)
- 3115. La gestion de production (Jean-Claude Tarondeau)
- 3116. Histoire des sapeurs-pompiers français (Patrick Dalmaz)
- 3117. L’information routière (Yves Boutin Desvignes, Michel Gironde)
- 3118. Michel Foucault (Frédéric Gros)
- 3119. La sociologie de l’expertise (Jean-Yves Trépos)
- 3120. Les régimes alimentaires (Dominique Laty)
- 3121. Schelling (Marie-Christine Challiol-Gillet)
- 3122. Les systèmes d’information géographique (Jean Denègre, François Salgé)
- 3123. La Slovénie (Georges Castellan, Antonia Bernard)
- 3124. Le tourisme vert (Roger Béteille)
- 3125. La création d’entreprise (Gérard Desseigne)
- 3126. La marine à vapeur (Alain Guillerm)
- 3127. L’électricité atmosphérique et la foudre (Alex Hermant, Christian Lesage)
- 3128. La législation pénale de la France du XVIe au XIXe siècle: textes principaux (Yves Jeanclos)
- 3129. La laïcité (Guy Haarscher)
- 3130. Les industries de l’habillement (François-Marie Gros)
- 3131. Les grandes dates de la philosophie classique, moderne et contemporaine (Dominique Folscheid)
- 3132. Le Pacifique (Guy Agniel, Yves Pimont)
- 3133. Le counseling: théorie et pratique (Catherine Tourette-Turgis)
- 3134. L’aménagement du temps de travail (Pierre Boisard)
- 3135. L’astronomie et les techniques spatiales (Daniel Marty)
- 3136. La transfusion sanguine (Philippe Rouger)
- 3137. L’art-thérapie (Jean-Pierre Klein)
- 3138. Les grandes dates de la philosophie antique (Dominique Folscheid)
- 3139. L’ostéopathie (François Le Corre, Serge Toffaloni)
- 3140. Les Tudors (Georges Minois)
- 3141. L’éveil psychomoteur du jeune enfant (Lyonel Rossant)
- 3142. Histoire de la photographie (Pierre-Jean Amar)
- 3143. Les politiques financières (Joseph Comby, Vincent Renard)
- 3144. La faillite internationale (Jean-Pierre Rémery)
- 3145. Les infractions boursières (Maurice-Christian Bergerès, Philippe Duprat)
- 3146. Météores et effets lumineux dans l’atmosphère (Émile Biémont)
- 3147. La protection de l’animal (Florence Burgat)
- 3148. Histoire des unions monétaires (Norbert Olszak)
- 3149. Le romantisme italien (Norbert Jonard)
- 3150. Le développement économique local (Laure Tourjansky-Cabart)
- 3151. Les échecs du droit international (Pierre-Marie Martin)
- 3152. Les manipulations génétiques (Claudine Guérin-Marchand)
- 3153. L’Association des Nations du Sud-Est asiatique (ANSEA) (François Joyaux)
- 3154. Le dépistage chez l’adulte (Emilio La Rosa)
- 3155. Le bulletin de salaire (Patrick Turbot)
- 3156. Le pouvoir urbain face aux technologies d’information et de communication (Emmanuel Eveno)
- 3157. La reconduite à la frontière des étrangers en situation irrégulière (Rudolph d'Haëm)
- 3158. L’épidémiologie clinique (Alfredo Morabia)
- 3159. L’alimentation de l’enfant de 1 à 3 ans (Lyonel Rossant)
- 3160. Anthropologie de la mémoire (Joël Candau)
- 3161. Les maladies professionnelles (Alain Harlay)
- 3162. Les logiciels (Marc Augier)
- 3163. Chronologie de la France contemporaine: de 1815 à nos jours (Anne-Marie Lelorrain)
- 3164. Les carburants et leur remplacement (Paul Gateau)
- 3165. Le sous-développement (Sylvie Brunel)
- 3166. La biodiversité (Christian Lévêque)
- 3167. La psychopathologie collective (Pierre Mannoni)
- 3168. La téléformation (Jean-Claude Marot, Annie Darnige)
- 3169. Les Casques bleus (Paul Tavernier)
- 3170. La civilisation afro-brésilienne (Claudi R. Cròs)
- 3171. Le système bancaire américain (Hélène Intrator)
- 3172. L’Empire allemand (Patrice Neau)
- 3173. Le droit pénal américain (Jean Cédras)
- 3174. Le cadastre de la France (Stéphane Lavigne)
- 3175. La comptabilité de gestion (Henri Bouquin)
- 3176. Anthropologie du rêve (Sophie Jama)
- 3177. Géographie et statistique (Emmanuel Vigneron)
- 3178. Chronologie de la France moderne (1515–1815) (Martine Sonnet)
- 3179. Les services dans le commerce international (Sylvie Ciabrini)
- 3180. Le temps (Hervé Barreau)
- 3181. La mondialisation de la communication (Armand Mattelart)
- 3182. Les obsèques en France (Jean-François Auby)
- 3183. L’intégration de systèmes (Jean-Pierre Meinadier)
- 3184. L’optimisation (Jean-Baptiste Hiriart-Urruty)
- 3185. L’éthique du droit international (Alain Papaux, Éric Wyler)
- 3186. Le cybermarketing: intégrer Internet dans la stratégie d’entreprise (Arnaud Dufour)
- 3187. L’incertitude (Gérard Bronner)
- 3188. La pensée japonaise (Pierre Lavelle)
- 3189. Les territoires de l’État (Jean-Luc Marx)
- 3190. La coopération Nord-Sud (Sylvie Brunel)
- 3191. Le tourisme urbain (Georges Cazes, Françoise Potier)
- 3192. Histoire de l’école primaire élémentaire (Jean Combes)
- 3193. L’illettrisme (Roger Girod)
- 3194. Humanisme et technique: l’humanisme entre économie, philosophie et science (Bruno Jarrosson)
- 3195. L’inspection du travail (Paul Ramackers, Laurent Vilbœuf)
- 3196. La devise "Liberté, Égalité, Fraternité" (Michel Borgetto)
- 3197. La littérature indienne de langue anglaise (Michel Renouard)
- 3198. Le sport et les collectivités territoriales (Patrick Bayeux)
- 3199. La didactique des langues étrangères (Pierre Martinez)
- 3200. La timidité (Christophe André)
- 3201. Calcul économique et électricité (William Varoquaux)
- 3202. Moïse Mendelssohn (Maurice-Ruben Hayoun)
- 3203. Histoire sanitaire et sociale (Vincent-Pierre Comiti)
- 3204. Le droit international de la santé (Michel Bélanger)
- 3205. La logistique combinatoire (Jean-Pierre Ginisti)
- 3206. L’apprentissage moteur (Raymond Thomas)
- 3207. Les Français de l’étranger (Alain Vivien, Mireille Raunet)
- 3208. Athènes des origines à 338 av. J.-C. (Christian Bonnet)
- 3209. Les républiques sœurs (Jean-Louis Harouel)
- 3210. Histoire de Genève (Alfred Dufour)
- 3211. Le sang humain et le droit (Jean-Marie Auby)
- 3212. Histoire de la Catalogne (Michel Zimmermann, Marie-Claire Zimmermann)
- 3213. Tocqueville (Jean-Jacques Coenen-Huther)
- 3214. Spencer et l’évolutionnisme philosophique (Patrick Tort)
- 3215. Droits de la santé: textes juridiques (François Alla, Bruno Py)
- 3216. Les maisons d’écrivains (Georges Poisson)
- 3217. La psychiatrie gériatrique (Jacques Richard, Philippe Bovier)
- 3218. La radio en France et en Europe (Manuel Bamberger)
- 3219. Le droit du multimédia: du CD-Rom à l’Internet (Frédérique Asseraf-Olivier, Éric Barbry)
- 3220. Les jeux mathématiques (Michel Criton)
- 3221. Le procès de Nuremberg (François de Fontette)
- 3222. La violence dans le sport (Jean-Yves Lassalle)
- 3223. L’écriture journalistique (Jacques Mouriquand)
- 3224. L’éclectisme (Jacques Billard)
- 3225. Le système stratégique international (Henri Pac)
- 3226. L’art négro-africain (Jean-Godefroy Bidima)
- 3227. La maladie d’Alzheimer: mémoire et vieillissement (Denis Brouillet, Arielle Syssau)
- 3228. Le grotesque (Dominique Iehl)
- 3229. La paternité (Christine Castelain-Meunier)
- 3230. L’Alsace-Lorraine pendant la guerre 1939-1945 (Pierre Rigoulot)
- 3231. Les agences de presse internationales (Michel Mathien, Catherine Conso)
- 3232. Les politiques de la ville (Claude Chaline)
- 3233. L’empirisme anglais: Locke, Berkeley, Hume (Renée Bouveresse-Quilliot)
- 3234. L’organisation mondiale de la santé (Yves Beigbeder)
- 3235. Rythmes et formes en chimie: histoire des structures dissipatives (Adolphe Pacault, Jean-Jacques Perraud)
- 3236. Le multiculturalisme (Andréa Semprini)
  - Le multiculturalisme (Patrick Savidan)
- 3237. Clovis (Renée Mussot-Goulard)
- 3238. L’hystérie (Gisèle Harrus-Révidi)
- 3239. Le journalisme d’investigation aux États-Unis et en France (Mark Hunter)
- 3240. Les énergies renouvelables (Jacques Vernier)
- 3241. Chrétien de Troyes (Philippe Walter)
- 3242. Éducation et médias (Jacques Gonnet)
- 3243. Les entreprises d’insertion (Joseph Ballet)
- 3244. Le secret (Yves-Henri Bonello)
- 3245. La pensée stratégique (Pascal Reysset, Thierry Widemann)
- 3246. Le transport en France (Gilbert Carrère)
- 3247. Les fonds de pension (Patrick Turbot)
- 3248. La traite des Noirs (Olivier Pétré-Grenouilleau)
- 3249. L’État-providence (François-Xavier Merrien)
- 3250. Interpol (Marc Lebrun)
- 3251. Histoire du métier d’architecte en France (Gérard Ringon)
- 3252. Éthique de l’information (Daniel Cornu)
- 3253. L’économie du bâtiment et des travaux publics (Jean-Claude Tournier)
- 3254. Les pauvres et le droit (Sophie Dion-Loye)
- 3255. La déontologie des médias (Claude-Jean Bertrand)
- 3256. Textes constitutionnels révolutionnaires français (Michel Verpeaux)
- 3257. La marine à voile (Alain Guillerm)
- 3258. La lutte contre la corruption (Éric Alt, Irène Luc)
- 3259. Esthétisme de la communication (Jean Caune)
- 3260. Histoire de la censure dans l’édition (Robert Netz)
- 3261. Le porte-monnaie électronique et le porte-monnaie virtuel (Guy Sabatier)
- 3262. Histoire de la Bourse de Paris (Jean-Jacques Lehmann)
- 3263. La géographie historique de la France (Jean-René Trochet)
- 3264. Le mark (Michèle Saint-Marc)
- 3265. La crise bancaire française et mondiale (Hubert Bonin)
- 3266. Les macro-systèmes techniques (Alain Gras)
- 3267. Les plans sociaux et licenciements (Gérard Desseigne)
- 3268. Vocabulaire politique (Jean-Marie Denquin)
- 3269. Les grands arrêts de la Cour européenne des droits de l’homme: recueil de décisions (Frédéric Sudre)
- 3270. Le droit de la procréation (Roseline Letteron)
- 3271. L’analyse de contenu (André-Désiré Robert, Annick Bouillaguet)
- 3272. La communication de crise (Michel Ogrizek, Jean-Michel Guillery)
- 3273. La philosophie en Amérique latine (Alain Guy)
- 3274. La procédure pénale anglaise (John R. Spencer)
- 3275. Le service national (François Gresle)
- 3276. L’industrie pharmaceutique (Jean-Paul Juès)
- 3277. Les civilisations anatoliennes (Marc Desti)
- 3278. Sociologie de l’évaluation scolaire (Pierre Merle)
- 3279. La bancassurance (Vered Keren)
- 3280. L’empereur Hadrien (Raymond Chevallier, Rémy Poignault)
- 3281. Les contrats de plan entre l’État et les régions (Jean-Marie Pontier)
- 3282. L’Europe des autoroutes (Jean-Antoine Winghart)
- 3283. Le droit des marchés financiers (Frédéric Peltier, Marie-Noëlle Dompé)
- 3284. Les stratégies des entreprises de tourisme (Jean-Baptiste Tréboul)
- 3285. La politique communautaire de transport (Robert Espérou, Alexandra Subrémon)
- 3286. L’administration devant le juge judiciaire (Serge Petit)
- 3287. Histoire de la Reconquista (Philippe Conrad)
- 3288. Psychologie de la ressource humaine (Jacques Aubret, Patrick Gilbert)
- 3289. L’apprentissage précoce des langues (Louis Porcher, Dominique Groux)
- 3290. Le personnage (Pierre Glaudes, Yves Reuter)
- 3291. Histoire des institutions urbaines (Sylvain Petitet)
- 3292. Sociologie de l’intégration (Mohand Khellil)
- 3293. L’espace (Bernard Bachelet)
- 3294. La responsabilité politique (Philippe Ségur)
- 3295. Savonarole (Marina Marietti)
- 3296. La civilisation du vin (Jean-François Gautier)
- 3297. L’abus de biens sociaux (Jean-François Renucci, Michel Cardix)
- 3298. La psychopathologie et ses méthodes (Mareike Wolf)
- 3299. La Méditerranée au XIIe siècle (Didier Cariou)
- 3300. Jésus (Charles Perrot)
- 3301. Le sentiment de justice dans les relations sociales (Jean Kellerhals, Marianne Modak, David Perrenoud)
- 3302. Le contrôle interne (Alain Mikol)
- 3303. L’Angleterre géorgienne (Georges Minois)
- 3304. La notion et la protection du patrimoine (Dominique Audrerie)
- 3305. Les origines de la Ve République (Frédéric Rouvillois)
- 3306. L’environnement de la Méditerranée (Jean-Louis Carsin, Colette Chassard-Bouchaud)
- 3307. La neutronique (Paul Reuss)
- 3308. Les philosophies scandinaves (Olivier Cauly)
- 3309. Les violences sexuelles sur les enfants (Gérard Lopez)
- 3310. Le jeu pathologique (Marc Valleur, Christian Bucher)
- 3311. Les défaillances d’entreprises: aspects économiques, juridiques et théoriques (Jérôme Combier, Régis Blazy)
- 3312. Le génie industriel (Yvon Gousty)
- 3313. La question nationale au Québec (Françoise Épinette)
- 3314. La transmission sexuelle du sida (Laurent Bélec)
- 3315. Le procureur de la République (Laurent Lemesle, Frédéric-Jérôme Pansier)
- 3316. La bioastronomie (François Raulin, Florence Raulin-Cerceau, Jean Schneider)
- 3317. L’Afrique de la colonisation à l’indépendance (Anne Stamm)
- 3318. Taylor et le taylorisme (Michel Pouget)
- 3319. Le droit international des télécommunications (Blaise Tchikaya)
- 3320. Le réalisme socialiste (Michel Aucouturier)
- 3321. L’échange de données informatisées (EDI): l’échange de données du commerce électronique  (Claude Charmot)
- 3322. Les sciences du parfum (Pierre Laszlo, Sylvie Rivière)
- 3323. La nouvelle macroéconomie keynésienne (Henri Lamotte, Jean-Philippe Vincent)
- 3324. Les salons professionnels (Jean-Paul Viart)
- 3325. Les industries de l’emballage de consommation (Michel P. Henry)
- 3326. Le droit de l’expropriation (Jeanne Lemasurier)
- 3327. Milieux financiers et communication (François de Teyssier)
- 3328. Textes de droit hospitalier (Michel Godfryd)
- 3329. Les représentations sociales (Pierre Mannoni)
- 3330. Le tragique (François Chirpaz)
- 3331. La philosophie en France au XIXe siècle (Jean Lefranc)
- 3332. La Tchétchénie (Patrick Brunot, Viatcheslav Avioutskii)
- 3333. La psychogériatrie (Jean-Claude Monfort)
- 3334. Le contentieux électoral (Francis Delpérée)
- 3335. Les politiques forestières (Gérard Buttoud)
- 3336. Musique et littérature au XVIIIe siècle (Belinda Cannone)
- 3337. Pourcentages et tableaux statistiques (Michel Novi)
- 3338. Pétrarque et le pétrarquisme (Jean-Luc Nardone)
- 3339. La mort et le droit (Bruno Py)
- 3340. L’Andorre (Alain Degage, Antoni Duro i Arajol)
- 3341. Les guerres locales au XXe siècle (André Collet)
- 3342. Histoire des Cévennes (Patrick Cabanel)
- 3343. Les systèmes de santé en Europe (Marc Duriez, Diane Lequet-Slama)
- 3344. Les marchés publics d’informatique (Richard Ganem, Pascal Bouret)
- 3345. La responsabilité pénale des agents publics (Éric Desmons)
- 3346. La patrie (Raymond Chevallier)
- 3347. Le recyclage des matériaux (Philippe Dommanget, Olivier Loiseau, Sylvain Masiero)
- 3348. L’hérédité des caractères acquis (Michel Delsol)
- 3349. Les Hittites (Isabelle Klock-Fontanille)
- 3350. La grève en France (Jean-Paul Juès)
- 3351. L’éthique dans les sciences du comportement (Jean-Paul Caverni)
- 3352. L’eschatologie (Patrick de Laubier)
- 3353. Les théories de l’art (Anne Cauquelin)
- 3354. Le système politique canadien (Julien Bauer)
- 3355. La science régionale (Georges Benko)
- 3356. Les normes internationales de la bioéthique (Noëlle Lenoir, Bertrand Mathieu)
- 3357. La Cour des comptes européenne (Imre de Crouÿ-Chanel, Christophe Perron)
- 3358. L’évaluation des politiques publiques (Gilbert Benhayoun, Yvette Lazzeri)
- 3359. Les usagers du service public (Gilles Jeannot)
- 3360. Les sociétés de bourse (Paul-Jacques Lehmann)
- 3361. La philosophie économique (Alain Leroux, Alain Marciano)
- 3362. L’exploration spéléologique et ses techniques (Éric Gilli)
- 3363. La critique littéraire française au XXe siècle (Michel Jarrety)
- 3364. Le conservatisme américain (Nicolas Kessler)
- 3365. Le symbole (Baudouin Decharneux, Luc Nefontaine)
- 3366. L’hypocondrie (Bernard Brusset)
- 3367. Les droits des homosexuels (Caroline Mécary, Géraud de Geouffre de La Pradelle de Leyrat)
- 3368. Chronologie de la France médiévale (481-1515) (Thérèse Charmasson)
- 3369. Le Comité des régions de l’Union européenne (Pierre-Alexis Féral)
- 3370. L’humour juif (Joseph Klatzmann)
- 3371. L’Ukraine (Olivier de Laroussilhe)
- 3372. Les tests de recrutement: leurs limites (Ariane Lussato)
- 3373. La neurophilosophie (Bernard Andrieu)
- 3374. La coopération locale et régionale (Pierre Bodineau, Michel Verpeaux)
- 3375. Sociologie des sciences et des techniques (Giovanni Busino)
- 3376. Les médicaments de confort (Odette Foussard-Blanpin)
- 3377. Le messianisme (David Banon)
- 3378. Musique et postmodernité (Béatrice Ramaut-Chevassus)
- 3379. La justice aux États-Unis (Anne Deysine)
- 3380. Politesse, savoir-vivre et relations sociales (Dominique Picard)
- 3381. Les réseaux locaux informatiques (Bertrand Bruller)
- 3382. La Slovaquie (Pavol Petruf)
- 3383. Les moyennes (Charles Antoine)
- 3384. La qualité de l’air (Edmond-Antoine Décamps, Patrick Toubon)
- 3385. Histoire des banques centrales (Norbert Olszak)
- 3386. Les infections hospitalières (Éric Marsaudon)
- 3387. La philatélie: collections et placements (Dominique Buffier, Roland Granier, Pierre Jullien)
- 3388. Les tribunaux de commerce (Michel-Frédéric Coutant)
- 3389. Le tourisme culturel (Claude Origet du Cluzeau)
- 3390. Le multimédia (François Leslé, Nicolas Macarez)
- 3391. Histoire du langage musical occidental (Annie Cœurdevey)
- 3392. L’art pompier (Louis-Marie Lécharny)
- 3393. Le commerce colonial triangulaire (XVIIIe-XIXe siècles) (Raymond Lemesle)
- 3394. Le ministère public (Jean Volff)
- 3395. Le droit international de la bioéthique: textes (Noëlle Lenoir, Bertrand Mathieu)
- 3396. Les dépressions de la maternité (Henri Chabrol)
- 3397. Le discours poétique (Christian Le Bart)
- 3398. Histoire de la comptabilité (Jean-Guy Degos)
- 3399. Réseaux sociaux et structures relationnelles (Emmanuel Lazega)
- 3400. La Croatie (Georges Castellan, Gabrijela Vidan)
- 3401. Histoire du droit pénal en Europe (Renée Martinage)
- 3402. Le bel canto (Christophe Combarieu)
- 3403. L’action humanitaire (Guillaume d’Andlau)
- 3404. L’arthrose (Stéphane Hary)
- 3405. L’Organisation de Coopération et de Développement économiques (OCDE) (Jean Bonvin, Christian Morrisson)
- 3406. L’exégèse coranique (Ali Merad)
- 3407. Le management des savoirs (Jean-Claude Tarondeau)
- 3408. La pauvreté (Claude-François Barrat)
- 3409. Le courrier électronique: « e-mail » (Lucien Rapp)
- 3410. Les espaces de sport (François Vigneau)
- 3411. La grossesse et les drogues (Filippo Ferraro, Alexandre Minkowski)
- 3412. Les messageries électroniques (systèmes et technique) (Christophe Hanotte)
- 3413. Les dangers de la vie marine (Jean-Paul Ehrhardt, Gérard Seguin)
- 3414. Les services publics en Europe (Jean-François Auby)
- 3415. Les médias en Grande-Bretagne (Claude-Jean Bertrand)
- 3416. Les danses macabres (André Corvisier)
- 3417. Les castrats (Sylvie Mamy)
- 3418. Dioclétien et la Tétrarchie (Bernard Rémy)
- 3419. La reconnaissance des diplômes en Europe (Jacques Pertek)
- 3420. HTML le langage du Web (Marc Augier)
- 3421. Violences et insécurité urbaines (Alain Bauer, Christophe Souliez)
- 3422. Le Médiateur de la République (Bénédicte Delaunay)
- 3423. Le diable (Georges Minois)
- 3424. Le paranormal (Philippe Wallon)
- 3425. Les offices de tourisme et syndicats d’initiative (Marc Dumoulin, Françoise Kergreis)
- 3426. La mode (Dominique Waquet, Marion Laporte)
- 3427. Les politiques publiques de la culture en France (Pierre Moulinier)
- 3428. Histoire de Londres (Hugh Donald Clout, Übersetzung Jean-Louis Robert)
- 3429. Le laser en dermatologie (Sam Benoliel)
- 3430. Les synagogues (Maurice-Ruben Hayoun, Dominique Jarrassé)
- 3431. La qualité des soins médicaux (Hervé Leteurtre, Jean-François Quaranta)
- 3432. L’Europe du Nord au XXe siècle (François-Charles Mougel)
- 3433. Le corps et la beauté (Jean Maisonneuve, Marilou Bruchon-Schweitzer)
- 3434. Le chaos (François Lurçat)
- 3435. Géographie de la santé en France (François Tonnellier, Emmanuel Vigneron)
- 3436. Le patrimoine mondial (Dominique Audrerie, Raphaël Souchier, Luc Vilar)
- 3437. Textes du droit de l’asile (Denis Alland)
- 3438. Aristophane et l’ancienne comédie (Pascal Thiercy)
- 3439. Les grandes dates de l’architecture en Europe de 1850 à nos jours (Gérard Monnier)
- 3440. Cléopâtre (Christian-Georges Schwentzel)
- 3441. L’anthropologie démographique (Daniel Bley, Gilles Boetsch)
- 3442. L’entreprise et le droit (Jean-Philippe Robé)
- 3443. Constantin (306-337) (Bertrand Lançon)
- 3444. Le Goulag (Jean-Jacques Marie)
- 3445. Rumeurs et légendes urbaines (Jean-Bruno Renard)
- 3446. La peinture italienne des XIXe et XXe siècles (Sandra Costa, Thierry Dufrêne)
- 3447. La déontologie de l’administration (Jean-Pierre Didier)
- 3448. La musique à la Renaissance (Philippe Vendrix)
- 3449. Le droit communautaire des télécommunications (Michel Berger)
- 3450. Histoire du droit du travail (Robert Olszak)
- 3451. La théorie moderne du portefeuille (Florin Aftalion, Patrice Poncet, Roland Portait)
- 3452. La moralisation des marchés publics (Georges Fenech, Philippe Petit)
- 3453. La pensée sociale (Christian Guimelli)
- 3454. L’Institut de France (André Damien)
- 3455. L’entrée et le séjour des étrangers (Rudolph d’Haëm)
- 3456. La biomécanique (Paul Allard, Jean-Pierre Blanchi)
- 3457. Le régime politique italien (Bernard Gaudillère)
- 3458. Les théories psychanalytiques du groupe (René Kaës)
- 3459. L’assurance chômage en France: Unedic-Assedic (Jacques Boutault)
- 3460. La sécurité informatique (Éric Léopold, Serge Lhoste)
- 3461. Les fichiers de police (David Martin)
- 3462. La télévision par satellite (Christian d’Aufin, Christian Dutoit)
- 3463. Les techniques de lutte contre le vieillissement (Christophe de Jaeger)
- 3464. La forêt (Noël Décourt)
- 3465. Les banlieues (Pierre Merlin)
- 3466. Le sexe et le droit (Bruno Py)
- 3467. Politique et religion (Julien Bauer)
- 3468. Saint-Simon et le saint-simonisme (Pierre Musso)
- 3469. Le droit de la retraite en France (Laurence Lautrette)
- 3470. L’esclavage moderne (Maurice Lengellé-Tardy)
- 3471. Le surendettement des ménages (Danielle Khayat)
- 3472. Les armes chimiques (Olivier Lepick)
- 3473. La découverte scientifique (Pierre Laszlo)
- 3474. Le parquet (Brigitte Angibaud)
- 3475. Psychologie de l’éducation (Gaston Mialaret)
- 3476. La cantate française au XVIIIe siècle (Jérôme Dorival)
- 3477. La flexibilité dans les entreprises (Jean-Claude Tarondeau)
- 3478. Le droit comparé (Pierre Legrand, 5e éd. 6 janvier 2016)
- 3479. Le fait divers (Annick Dubied, Marc Lits)
- 3480. Histoire du tourisme de masse (Marc Boyer)
- 3481. La mairie de Paris (Frédéric Vasseur)
- 3482. La crise du service public français (Jean-Marie Rainaud)
- 3483. Les écosystèmes (Serge Frontier)
- 3484. Économie des interventions de l’État: théorie des choix publics (Christophe Marchand)
- 3485. La solidarité: l’éthique des relations humaines (Raymond Chappuis)
- 3486. Le vieillissement cognitif (Patrick Lemaire)
- 3487. L’éducation interculturelle (Martine Abdallah-Pretceille)
- 3488. L’attention (Jean-Paul Mialet)
- 3489. Le haut commissariat des Nations unies pour les réfugiés (Yves Beigbeder)
- 3490. La grossesse et le tabac (Michel Delcroix, Marie Chuffart)
- 3491. Les schizophrénies (Marc-Louis Bourgeois)
- 3492. La carte à puce (Jean Donio, Jean Leroux les Jardins, Édouard de Rocca, Malika Verstrepen)
- 3493. Sociologie de l’entreprise (Jean-Michel Morin)
- 3494. Les maladies à vecteurs (François Rodhain)
- 3495. L’histoire des sciences (Pascal Acot)
- 3496. La régénération urbaine (Claude Chaline)
- 3497. L’enseignement de la morale (Liliane Maury)
- 3498. La politique européenne des transports (Marie-Madeleine Damien)
- 3499. Les nouvelles maladies infectieuses (Didier Raoult)
- 3500. La crise asiatique: aspects économiques et politiques (Yves Gounin, Sébastien Vivier-Lirimont)

### 3501–4000
- 3501. Gandhi (Robert Deliège)
- 3502. Science et communication (Joao Caraça)
- 3503. Les responsabilités des juridictions: les fautes de la justice (François Sarda)
- 3504. Internet et le droit (André Bertrand, Thierry Piette-Coudol)
- 3505. L’Assistance Publique-Hôpitaux de Paris (Marc Dupont, Françoise Salaün Ramalho)
- 3506. Les mesures de la qualité de vie (Alain Leplège)
- 3507. La crise des banlieues: sociologie des quartiers sensibles (Jean-Marc Stébé)
- 3508. L’autisme infantile (Pierre Ferrari)
- 3509. La population mondiale au XXe siècle (Jacques Dupâquier)
- 3510. Les Plantagenêts (Henri Legohérel)
- 3511. La fonction publique hospitalière (Didier Stingre)
- 3512. La Chine et le nucléaire (Élizabeth Fouquoire-Brillet)
- 3513. Les moyens de paiement (Jean-Pierre Toernig, François Brion)
- 3514. L’émancipation des juifs en France (Rita Hermon-Belot)
- 3515. L’empereur Justinien (Pierre Maraval)
- 3516. La population de l’Antiquité classique (Jean-Nicolas Corvisier, Wieslaw Suder)
- 3517. Le droit patrimonial de la famille (Frédéric Douet)
- 3518. Fêtes et traditions occidentales (Nadine Cretin)
- 3519. Vie politique et société américaines (Marie-Paule Massiani-Fayolle)
- 3520. Le Kazakhstan (Catherine Poujol)
- 3521. La peinture espagnole du XVe siècle (Pascal Torres Guardiola)
- 3522. L’éducation routière (Jean-Marc Bailet)
- 3523. Les médias en Allemagne (Pierre Albert, Ursula E. Koch)
- 3524. La génétique fondamentale (Gérard Seguin)
- 3525. Textes du droit des étrangers (Catherine Teitgen-Colly)
- 3526. La conquête des Amériques au XVIe siècle (Éric Roulet)
- 3527. Échanges et conflits en Méditerranée (à paraître)
- 3528. L’architecture médiévale en Occident: archéologie et architecture (Damien Carraz)
- 3529. Les violences scolaires (Jean-Louis Lorrain)
- 3530. Les droits des patients à l’hôpital (François Ponchon)
- 3531. Le populisme (Alexandre Dorna)
- 3532. La fiscalité du marché de l’art (Jacques Fingerhut)
- 3533. Les risques naturels: la cindynique (Andrée Dagorne, René Dars)
- 3534. Les régimes spéciaux de Sécurité sociale (Thierry Tauran)
- 3535. La construction de l’Europe: culture, espace, puissance (François de Teyssier, Gilles Baudier)
- 3536. Le droit des affaires en Afrique: OHADA (Philippe Tiger)
- 3537. La police technique et scientifique (Charles Diaz)
  - La police technique et scientifique (Christian Jalby)
- 3538. Le crime organisé (Xavier Raufer, Stéphane Quéré)
- 3539. Histoire des mères et de la maternité en Occident (Yvonne Knibiehler)
- 3540. Les TGV européens: Eurostar, Thalys (Éric Cinotti, Jean-Baptiste Tréboul)
- 3541. De l’ordinateur à la société de l’information (Solange Ghernaouti-Hélie, Arnaud Dufour)
- 3542. Le droit du sport (Jean Gatsi)
- 3543. L’opéra italien (Gilles de Van)
- 3544. Les satellites de télécommunication (Nicolas Sennequier)
- 3545. La France de 1870 à 1958 (Rachid Azzouz)
- 3546. La criminalité sur Internet (Frédéric-Jérôme Pansier, Emmanuel Jez)
- 3547. Histoire constitutionnelle de la France (Pierre Bodineau, Michel Verpeaux)
- 3548. La lexicologie (Roland Éluerd)
- 3549. La communauté internationale (Philippe Moreau Defarges)
- 3550. Les femmes et la vie politique française (Véronique Helft-Malz, Paule-Henriette Lévy)
- 3551. Histoire de l’immunologie (Bernard Genetet, Didier Sicard)
- 3552. La banque centrale européenne (Michel Dévoluy)
- 3553. Le système lymphatique (Alexandre Pissas, Jacques Touchon)
- 3554. Histoire contemporaine de la psychiatrie de l’enfant (Guy Benoît)
- 3555. La Tour de Babel (Jacques Vicari)
- 3556. Population et environnement (Hervé Domenach, Michel Picouet)
- 3557. La vénalité (William Doyle)
- 3558. Le deuil (Marie-Frédérique Bacqué, Michel Hanus)
- 3559. Les langues de l’Europe (Jacques Allières)
- 3560. Les normes de droit communautaire (Pierre-Yves Monjal)
- 3561. La grossesse et le sida (Alain Fignon, Samir Hamamah)
- 3562. Vocabulaire du christianisme (Michel Feuillet)
- 3563. L’homophobie (Daniel Borrillo)
- 3564. Les hispaniques aux États-Unis (Isabelle Vagnoux)
- 3565. Le commerce de gros (Philippe Dugot)
- 3566. Le Pacs (Caroline Mécary, Flora Leroy-Forgeot)
- 3567. La nationalité française (Hugues Fulchiron)
- 3568. La planète Mars (François Costard)
- 3569. Les empreintes génétiques (Philippe Roger)
- 3570. Le vieillissement cérébral (Nitza Thomasson)
- 3571. Histoire de la laïcité en France (Jean Baubérot)
- 3572. La politique de la langue française (Marie-Josée de Saint-Robert)
- 3573. La recherche de la vie dans l’univers (Nathalie Cabrol, Edmond Grin)
- 3574. Galilée (Georges Minois)
- 3575. La haute couture (François-Marie Grau)
- 3576. Le système politique israélien (Julien Bauer)
- 3577. La protection sociale des personnes âgées en France (Marie-Ève Joël)
- 3578. La littérature arthurienne (Thierry Delcourt)
- 3579. L’exégèse juive: exégèse et philosophie dans le judaïsme (Maurice-Ruben Hayoun)
- 3580. Histoire de l’expropriation (Jean-Louis Harouel)
- 3581. La métapsychologie (Paul-Laurent Assoun)
- 3582. La presse sur internet (Charles de Laubier)
- 3583. Le contentieux douanier (Jean-Marc Fédida)
- 3584. Les intellectuels et la politique en France (Michel Leymarie)
- 3585. Le projet urbain (Patrizia Ingallina)
- 3586. Le logo (Benoît Heilbrunn)
- 3587. Le vol (Jean-François Gayraud, David Sénat)
- 3588. Les infections chez l’enfant (Filippo Ferraro)
- 3589. Psychologie et management (Philippe Burg, Pierre Jardillier)
- 3590. Les langues scandinaves (Christophe Bord)
- 3591. Le dessin d’enfant (Philippe Wallon)
- 3592. Commerce et environnement (Caroline London)
- 3593. La Société des Nations (Michel Marbeau)
- 3594. Le communisme (Alexandre Adler)
- 3595. L’euthanasie (Nicolas Aumonier, Bernard Beignier, Philippe Letellier)
- 3596. Le principe de précaution (François Ewald, Christian Gollier, Nicolas de Sadeleer)
- 3597. La net économie (Andrée Muller)
- 3598. Le rêve biotechnologique (Lucien Sfez)
- 3599. Les armes biologiques (Patrick Binder, Olivier Lepick)
- 3600. Les fantasmes (Michèle Perron-Borelli)
- 3601. L’Asie Centrale contemporaine (Olivier Roy)
- 3602. Les tragédies grecques (Pascal Thiercy)
- 3603. L’environnement du littoral français (Jean-Louis Carsin)
- 3604. Grands textes du droit humanitaire (Véronique Harouel)
- 3605. Le commerce électronique (François Leslé, Nicolas Macarez)
- 3606. La rafle du Vél d’Hiv (Maurice Rajsfus)
- 3607. Le Grand Orient de France (Alain Bauer, Édouard Boeglin)
  - Le Grand Orient de France (Alain Bauer, Pierre Mollier)
- 3608. Le tourisme fluvial (Marie-Madeleine Damien)
- 3609. Internet et sécurité (Solange Ghernaouti-Hélie)
- 3610. Les origines du cancer: sa thérapie, sa prévention (Louise Harel)
- 3611. Littérature et musique au XXe siècle (Aude Locatelli)
- 3612. Max Weber (Laurent Fleury)
- 3613. L’anarchisme en Europe (Gaetano Manfredonia)
- 3614. La mortalité chez les jeunes (Jean-Pascal Assailly)
- 3615. Les maladies respiratoires (Paul Léophonte)
- 3616. L’historiographie juive (Alain Boyer, Maurice-Ruben Ayoun)
- 3617. La convergence numérique (Arnaud Dufour, Jean-Christophe Liechti)
- 3618. L’analyse de la poésie (Jean-Michel Gouvard)
- 3619. La religion aux États-Unis (Isabelle Richet)
- 3620. Santé et économie en Europe (Béatrice Majnoni d’Intignano, Philippe Ulmann)
- 3621. La fracture sociale (Xavier Emmanuelli, Clémentine Frémontier)
- 3622. Les dictionnaires de langue française (Jean Pruvost)
- 3623. Les Juifs ashkénazes (Julien Bauer)
- 3624. La philosophie des sciences (Dominique Lecourt)
- 3625. Les drogues de synthèse (Michel Hautefeuille, Dan Véléa)
- 3626. L’haptonomie: l'être humain et son affectivité (Dominique Décant-Paoli)
- 3627. La tradition musulmane (Ali Mérad)
- 3628. L’imagerie cérébrale fonctionnelle (Bernard Mazoyer)
- 3629. Les trotskysmes (Daniel Bensaïd)
- 3630. La prise de notes (Annie Piolat)
- 3631. Les maladies à prions (Pierre-Marie Lledo)
- 3632. Le profilage criminel (Laurent Montet)
- 3633. La franchise commerciale (Gérard Delteil)
- 3634. Le droit constitutionnel (Denis Baranger)
- 3635. Les sciences sociales (Dominique Desjeux)
- 3636. Le libre-échange (Pascal Salin)
- 3637. L’érotisme (Roger Dadoun)
- 3638. Le handicap (Pierre Rabischong)
- 3639. La Mecque (à paraître)
- 3640. Le Centre Pompidou (à paraître)
- 3641. La langue corse (Marie-Josée Dalbera-Stefanaggi)
- 3642. La sociologie de l’impôt (Marc Leroy)
- 3643. Le traité de Versailles (Jean-Jacques Becker)
- 3644. Les cathédrales (Patrick Demouy)
- 3645. Mythes et littérature (Frédéric Monneyron, Joël Thomas)
- 3646. Les robots (Cyril Fiévet)
- 3647. L’exception culturelle (Serge Regourd)
- 3648. La télévision sur Internet (Michel Agnola, Rémy Le Champion)
- 3649. Le modèle français depuis 1945 (Pascal Gauchon)
- 3650. Le réchauffement climatique (Robert Kandel)
- 3651. Claude Levi-Strauss (Catherine Clément)
- 3652. Le transport aérien: situations et perspectives (Pierre Merlin)
- 3653. Vocabulaire de l’Islam (Dominique Sourdel, Janine Sourdel-Thomine)
- 3654. La géopolitique contemporaine (Pascal Boniface, François Thual)
- 3655. Lexique de droit constitutionnel (Pierre Avril, Jean Gicquel)
- 3656. Les erreurs judiciaires (Jacques Vergès)
- 3657. La famille (Tony Anatrella)
- 3658. Le hooliganisme (Dominique Bodin)
- 3659. La fusion nucléaire (Joseph Weisse)
- 3660. Lacan (Paul-Laurent Assoun)
- 3661. La téléphonie mobile (Karyn Poupée)
- 3662. Saint Paul (Étienne Trocmé, mit Ann Trocmé und Claire Trocmé)
- 3663. Les tueurs en série (Laurent Montet)
- 3664. Sociologie de la vie quotidienne (Claude Javeau)
- 3665. La manipulation (Fabrice d'Almeida)
- 3666. La RTT: travailler moins? (Christine Erhel, Christine Gavini, Laurence Lizé)
- 3667. La réforme des retraites (Bruno Palier)
- 3668. Histoire de la Franc-maçonnerie française (Roger Dachez)
- 3669. Les stratégies monétaires (Denise Flouzat)
- 3670. La génétique médicale (Josué Feingold)
- 3671. Le transsexualisme (Colette Chiland)
- 3672. Sociologie des intellectuels (Gérard Leclerc)
- 3673. L’ordre maçonnique le Droit Humain (Andrée Prat, Colette Loubatière)
- 3674. Les néologismes (Jean Pruvost, Jean-François Sablayrolles)
- 3675. L’homoparentalité (Martine Gross)
- 3676. La gouvernance (Philippe Moreau Defarges)
- 3677. Les juridictions financières (Jean Raynaud, Jean-Yves Bertucci)
- 3678. Géopolitique du Proche-Orient (Alexandre Defay)
- 3679. La stratégie logistique (Pascal Eymery)
- 3680. Le crime aux États-Unis (Alain Bauer, Émile Pérez)
- 3681. Les polices aux États-Unis (Alain Bauer, Émile Pérez)
- 3682. L’herpès (Philippe Judlin)
- 3683. Les diasporas (Stéphane Dufoix)
- 3684. La sanction en éducation (Eirick Prairat)
- 3685. Les bases de données (Isabelle Comyn-Wattiau, Jacky Akoka)
- 3686. L’excision (Françoise Couchard)
- 3687. L’instabilité monétaire (Béatrice Majnoni d’Intignano)
- 3688. La traduction (Michaël Oustinoff)
- 3689. Constitution de l’Union européenne: texte intégral (Stéphane Rials, Denis Alland)
- 3690. La variole (Jean-François Saluzzo)
- 3691. Les pulsions (Dominique Scarfone)
- 3692. L’Action française (Jacques Prévotat)
- 3693. Géopolitique des drogues (Alain Labrousse)
- 3694. Les médias (Francis Balle)
- 3695. La façade asiatique du Pacifique (Claude Chancel, Éric-Charles Pielberg)
- 3696. La philosophie morale (Monique Canto-Sperber, Ruwen Ogien)
- 3697. Lexique des symboles chrétiens (Michel Feuillet)
- 3698. Les enfants intellectuellement précoces (Gérard Bleandonu)
- 3699. Les méthodes de recherche en science de l’éducation (Gaston Mialaret)
- 3700. La Constitution européenne (Christian Philip)
- 3701. Jean-Paul II (Dominique Le Tourneau)
- 3702. Cartels et ententes (Emmanuel Combe)
- 3703. Investments (Michaël Rockinger)
- 3704. La culture générale (Éric Cobast)
- 3705. L’anthropologie (Marc Augé, Jean-Paul Colleyn)
- 3706. Le pacte de stabilité et de croissance (Jacques Bourrinet)
- 3707. Psychologie de l’amitié (Jean Maisonneuve)
- 3708. L’élargissement de l’Europe (Jean-Dominique Giuliani)
- 3709. Les relations franco-britanniques au XXe siècle (Alexandre Defay)
- 3710. La réforme des systèmes de santé (Bruno Palier)
- 3711. Management et sciences cognitives (Alain Bouvier)
- 3712. La discrimination positive (Gwénaële Calvès)
- 3713. L’histoire culturelle (Pascal Ory)
- 3714. La politique étrangère américaine (Maxime Lefebvre)
- 3715. L’Europe des Lumières (Pierre-Yves Beaurepaire)
- 3716. L’INA (Emmanuel Hoog)
- 3717. Les entreprises familiales (Denise Kenyon-Rouvinez, John L. Ward, Catherine Brandenburg)
- 3718. La géopolitique (Alexandre Defay)
- 3719. Le développement durable (Sylvie Brunel)
- 3720. La précarité (Patrick Cingolani)
- 3721. La psychanalyse américaine (Hélène Tessier)
- 3722. Georges Canguilhem (Dominique Lecourt)
- 3723. L’adoption (Caroline Mécary)
- 3724. Le coaching (Pierre Angel, Patrick Amar)
- 3725. Sociologie du protestantisme (Jean-Paul Willaime)
- 3726. Textes constitutionnels de la Ve République (Stéphane Rials, Bertrand Mathieu, Michel Verpeaux)
- 3727. La sublimation (Sophie de Mijolla-Mellor)
- 3728. La philosophie (André Comte-Sponville)
- 3729. Histoire du système éducatif (Vincent Troger, Jean-Claude Ruano-Borbolan)
- 3730. Les 100 mots de la gestion (Dominique Roux)
- 3731. Les 100 mots de l’économie (Jean-Paul Betbèze)
- 3732. Jean-Paul Sartre (Annie Cohen-Solal)
- 3733. Le droit d’asile (Anicet Le Pors)
- 3734. L’antisémitisme (Pierre-André Taguieff)
- 3735. L’analyse du discours: histoire et pratiques (Francine Mazière)
- 3736. Les 100 mots de la finance (Bertrand Jacquillat)
- 3737. La prospective (Thierry Gaudin)
- 3738. Darwin et le darwinisme (Patrick Tort)
- 3739. Le microcrédit (Jacques Attali)
- 3740. La contrepèterie (Joël Martin)
- 3741. Le marché immobilier (Jean-François Sélaudoux, Jean Rioufol)
- 3742. La Grande Loge nationale française (Jean-Eugène Murat)
- 3743. Le journalisme (Thomas Ferenczi)
- 3744. La fantasy (Jacques Baudou)
- 3745. le blanchiment (Michel Koutouzis, Jean-François Thony)
- 3746. La psychiatrie fœtale (Marie-Josée Soubieux, Michel Soulé)
- 3747. L’expertise en santé publique (Claude Got, 1e éd. 2005)
- 3748. La radio (Patrice Cavelier, Olivier Morel-Maroger)
- 3749. L’enseignement littéraire (Paul Aron, Alain Viala)
- 3750. La France de 1914 à 1940 : les difficultés de la République (Jean-Jacques Becker)
- 3751. Fédéralisme et antifédéralisme (François Vergniolle de Chantal)
- 3752. Les théories de la connaissance (Jean-Michel Besnier)
- 3753. Géographie politique (Thierry de Montbrial)
- 3754. La consommation (Dominique Desjeux)
- 3755. L’éthique de l’entreprise (Fabienne Cardot)
- 3756. les droites en France (Jean Vavasseur-Desperriers)
- 3757. Sociologie de la mode (Frédéric Monneyron)
- 3758. L’herméneutique (Jean Grondin)
- 3759. L’autoanalyse (Gérard Bonnet)
- 3760. La France de 1870 à 1914 : les succès de la République (André Encrevé)
- 3761. Les virus émergents (Antoine Gessain, Jean-Claude Manuguerra)
- 3762. Les 100 mots de la communication (Maurice Lévy)
- 3763. L’angoisse (Vassilis Kapsambellis)
- 3764. Le raisonnement médical (Alain-Charles Masquelet)
- 3765. La guerre d’Algérie (1954–1962) (Guy Pervillé)
- 3766. La théologie (Thierry Bedouelle)
- 3767. L’Europe de la Renaissance (Alain Tallon)
- 3768. Les polices au Québec (Benoît Dupont, Émile Pérez)
- 3769. L’iconoclasme (Marie-France Auzépy)
- 3770. Numéro non attribué
- 3771. Santé et environnement (William Dab)
- 3772. La civilisation byzantine (Bernard Flusin)
- 3773. L’insomnie (Zara de Saint-Hilaire)
- 3774. L’héritage (Anne Gotman)
- 3775. La neuro-psychanalyse (Jean Benjamin Stora)
- 3776. Les politiques familiales (Julien Damon)
- 3777. Philosophie du corps (Maria Michela Marzano
  - La philosophie du corps
- 3778. Les troubles de l’humeur (Marc Louis Bourgeois)
- 3779. Les 100 mots du capital-investissement (Patrick Sayer, Maxime de Bentzmann)
- 3780. Le lien social (Serge Paugam)
- 3781. La Cour de cassation (Guy Canivet)
- 3782. Les méthodes d’analyse d’enquêtes (Philippe Cibois)
- 3783. L’arabe (Djamel Eddine Kouloughli)
- 3784. La paranoïa (Sophie de Mijolla-Mellor)
- 3785. La résilience (Serge Tisseron)
- 3786. Le zen (Jean-Luc Toula-Breysse)
- 3787. Les 100 mots de l’environnement (Henri Proglio, Philippe Langenieux-Villard, Philippe Méchet)
- 3788. La gastronomie (Jean Vitaux)
- 3789. Les politiques de l’emploi (Christine Erhel)
- 3790. La sociologie urbaine (Jean-Jacques Stébé, Hervé Marchal)
- 3791. La Grande Loge de France (Alain Graesel)
- 3792. Les 100 mots de la banque (Georges Pauget, Jean-Paul Betbèze)
- 3793. L’anthropologie de l’entreprise (à paraître)
- 3794. Les laïcités dans le monde (Jean Baubérot)
- 3795. La parité (Réjane Sénac-Slawinski)
- 3796. Sociologie des tendances (Guillaume Erner)
- 3797. La politique fiscale (Bernard Castagnède)
- 3798. L’arme nucléaire (Bruno Tertrais)
- 3799. Les 100 mots de la franc-maçonnerie (Alain Bauer, Roger Dachez)
- 3800. Les 100 mots de la psychologie (Olivier Houdé)
- 3801. Le communautarisme (Patrick Savidan)
- 3802. Les 100 mots de la formation (Jean Wemäere)
- 3803. Le relativisme (Raymond Boudon)
- 3804. Les 100 mots des ressources humaines (Jacques Igalens)
- 3805. Le cancer du col de l’utérus (Roger Dachez)
- 3806. Les 100 mots de la politique (Dominique Reynié)
- 3807. Les politiques d’intelligence économique (Éric Delbecque, Gérard Pardini)
- 3808. Le Tibet (Claude B. Levenson)
- 3809. Les 100 mots de l’Internet (Xavier Niel, Dominique Roux)
- 3810. La psychiatrie du bébé (Luis Alvarez, Bernard Golse)
- 3811. La problématologie (Michel Meyer)
- 3812. L’eugénisme (à paraître)
- 3813. Vidéo-surveillance et vidéo-protection (Alain Bauer, François Freynet))
- 3814. ADN et enquêtes criminelles (François-Bernard Huyghe)
- 3815. Les 100 mots de l’énergie (Jean-Marie Chevalier)
- 3816. La philosophie politique (à paraître)
- 3817. Les arts premiers (Jean-Jacques Breton)
- 3818. Les études de sûreté et de sécurité publique (Alain Bauer, François Freynet)
- 3819. La Grande Loge féminine de France (Marie-France Picart)
- 3820. La carte scolaire (Agnès Henriot-van Zanten, Jean-Pierre Obin)
- 3821. La Ve République (Jean-François Sirinelli)
- 3822. Les 100 mots du littéraire (Paul Aron, Alain Viala)
- 3823. L’éthique appliquée (Michela Marzano)
- 3824. Les 100 mots de la géographie (Jérôme Dunlop)
- 3825. Les conflits relationnels (Dominique Picard, Edmond Marc Lipiansky)
- 3826. La santé publique (Aquilino Morelle, Didier Tabuteau)
- 3827. Le packaging (Benoît Heilbrunn, Bertrand Barré)
- 3828. Histoire du droit (Jean-Marie Carbasse)
- 3829. Les 100 mots de la géopolitique (Pascal Gauchon, Jean-Marc Huissoud)
- 3830. Les 100 lieux de la géopolitique (Pascal Gauchon, Jean-Marc Huissoud)
- 3831. Les 100 mots de la culture générale (Éric Cobast)
- 3832. Les droits de la défense (à paraître)
- 3833. Les 100 mots des services (Georges Drouin, Jean-Paul Betbèze)
- 3834. La Turquie (à paraître)
- 3835. La Caisse des dépôts (Jeanne Schpilberg-Katz)
- 3836. Les 100 mots de la police et du crime (Alain Bauer, Émile Pérez)
- 3837. La responsabilité sociale de l’entreprise (Jean-Pascal Gond, Jacques Igalens)
- 3838. La science économique (à paraître)
- 3839. La philosophie de la religion (Jean Grondin)
- 3840. Les 100 mots des marchés dérivés (Delphine Lautier, Yves Simon)
- 3841. Les armes non létales (François-Bernard Huyghe)
- 3842. Les 100 mots de l’assurance (à paraître)
- 3843. Les 100 mots de la comptabilité (Laurent Batsch, Dominique Bonsergent)
- 3844. La médecine humanitaire (Rony Brauman)
- 3845. L’hyperactivité (Gabriel Wahl)
- 3846. Les 100 mots de la crise financière (Bernard Jacquillat, Vivien Lévy-Garboua)
- 3847. Les droits sociaux (Carlos Miguel Herrera)
- 3848. Les biobanques (Florence Bellivier, Christine Noiville)
- 3849. Les 100 mots du nucléaire (Anne Lauvergeon, Bertrand Barré)
- 3850. Les 100 mots de l’édition (Serge Eyrolles)
- 3851. Les 100 mots de l’épargne (Gérard Bekerman)
- 3852. L’art italien (Michel Feuillet)
- 3853. Le commerce équitable (Jean-Pierre Doussin)
- 3854. Les 100 mots de la psychanalyse (Jacques André)
- 3855. Les 100 mots du vin (Gérard Margeon)
- 3856. Les fichiers de police et de gendarmerie (Alain Bauer, Christophe Soullez)
- 3857. La rationalité (Raymond Boudon)
- 3858. Le dispositif médical (Antoine Audry, Jean-Claude Ghislain)
- 3859. Les météorites (Matthieu Gounelle)
- 3860. Les 100 mots des neurosciences (Michel Imbert)
- 3861. Les 100 mots du marxisme (Gérard Duménil, Michael Löwy, Emmanuel Renault)
- 3862. Les 100 dates de la culture générale (Éric Cobast)
- 3863. Le crime contre l’humanité (Mireille Delmas-Marty, Isabelle Fouchard, Emanuela Fronza, Laurent Neyret)
- 3864. Les 100 mots du marketing (Michel Chevalier, Pierre-Louis Dubois)
- 3865. Les 100 mots de la Chine (André Chieng, Jean-Paul Betbèze)
- 3866. La guerre (Bruno Tertrais)
- 3867. John Maynard Keynes (Bernard Gazier)
- 3868. Les croyances collectives (Pascal Sanchez)
- 3869. Les 100 mots des télécommunications (Patrick-Yves Badillo, Dominique Roux)
- 3870. Les 100 mots de la sociologie (Serge Paugam)
- 3871. Les 100 mots de la régulation (Marie-Anne Frison-Roche)
- 3872. Les 100 mots du droit des affaires (Alain Couret, Lucien Rapp)
- 3873. Les 100 mots de Freud (Robert François)
- 3874. Les écoutes téléphoniques (François-Bernard Huyghe)
- 3875. Le médicament générique (Alexis Dussol)
- 3876. Les 100 mots du luxe (Christian Blankaert)
- 3877. Les royaumes barbares en Occident (Magali Coumert, Bruno Dumézil)
- 3878. Les états limites (Vincent Estellon)
- 3879. Les 100 mots du romantisme (Bruno Viard)
- 3880. Les 100 mythes de la culture générale (Éric Cobast)
- 3881. L’information et le renseignement par Internet (Laurence Ifrah)
- 3882. Les 100 mots de la Provence (Marc Dumas)
- 3883. Les 100 mots du marché de l’art (Marie-Aurore de Boisdeffre, Hervé Chayette)
- 3884. Les 100 mots de la diététique et de la nutrition (Florence Pujol)
- 3885. Le Rite Écossais Rectifié (Roger Dachez, Jean-Marc Pétillot)
- 3886. Les 100 mots du surréalisme (Paul Aron, Jean-Pierre Bertrand)
- 3887. Les industries éducatives (Pierre Mœglin)
- 3888. Droits et libertés fondamentaux (Michel Levinet)
- 3889. Les 100 mots du droit (François Gaudu)
- 3890. Les 100 mots du Moyen Âge (Nelly Labère, Bénédicte Sère)
- 3891. La cybersécurité (Nicolas Arpagian)
- 3892. L’éthique du journalisme (Éric Rohde)
- 3893. Les 100 mots de la gastronomie (Alain Bauer, Laurent Plantier)
- 3894. Le théâtre (Alain Viala, Daniel Mesguich)
- 3895. La gestation pour autrui (Valérie Sebag, à paraître)
- 3896. Les 100 mots de l’Europe (Jean-Paul Betbèze, Jean-Dominique Giuliani)
- 3897. Les 100 mots du terrorisme (Alain Bauer, Jean-Louis Bruguière)
- 3898. Les 100 mots de la Grèce antique (Alain Billault)
- 3899. La guerre économique (Éric Delbecque, Christian Harbulot)
- 3900. Statistiques criminelles et enquêtes (Alain Bauer, Cyril Rizk, Christophe Soullez)
- 3901. La politique étrangère européenne (Maxime Lefebvre)
- 3902. L’éthique animale (Jean-Baptiste Jeangène Vilmer)
- 3903. L’éthique du "care" (Fabienne Brugère)
- 3904. Les 100 mots de la philosophie (Frédéric Worms)
- 3905. Le web marketing (Stéphane Bodier, Jocelyne Kauffmann, Pierre Chappaz)
- 3906. La question prioritaire de constitutionnalité (Julien Bonet, Pierre-Yves Gahdoun)
- 3907. Les 100 mots de la justice (Denis Salas)
- 3908. Les finances publiques (Frank Mordacq)
- 3909. Les 100 mots de la sexualité (Jacques André)
- 3910. Les 100 mots qui ont fait 2013 (Éric Cobast)
- 3911. Les addictions (Mathilde Saïet)
- 3912. La sécurité privée en France (Daniel Warfman, Frédéric Ocqueteau)
- 3913. Les rites maçonniques anglo-saxons (Alain Bauer, Roger Dachez)
- 3914. L’évaluation des politiques éducatives (Xavier Pons)
- 3915. Sociologie des institutions (Virginie Tournay)
- 3916. Le Rite Écossais Ancien et Accepté (Yves-Max Viton)
- 3917. Les biomédicaments (Marina Cavazzana-Calvo, Dominique Debiais)
- 3918. Le Rite français (Alain Bauer, Gérard Meyer)
- 3919. Les 100 mots de la fonction publique (Marcel Pochard)
- 3920. Les 100 mots de la Bretagne (Patrick Poivre d’Arvor)
- 3921. Sociologie de l’innovation (Gérard Gaglio)
- 3922. Les 100 dates du droit (Jean-Marie Carbasse)
- 3923. Les politiques publiques de sécurité (Alain Bauer, Christophe Soullez)
- 3924. Le Paléolithique (Boris Valentin)
- 3925. Les secrets de famille (Serge Tisseron)
- 3926. Les 100 mots de l’éducation (Patrick Rayou, Agnès van Zanten)
- 3927. Les 100 mots du symbolisme (Paul Aron, Jean-Pierre Bertrand)
- 3928. Le décrochage scolaire (Pierre-Yves Bernard,)
- 3929. Les violences à l’école (Cécile Carra, Daniel Faggianelli)
- 3930. Les 100 mots de la musique classique (Thierry Geffrotin)
- 3931. Les rites maçonniques égyptiens (Roger Dachez,)
- 3932. Le Front populaire (Jean Vigreux)
- 3933. L’historiographie (Nicolas Offenstadt)
- 3934. Les bibliothèques (Pierre Carbone)
- 3935. L’ancien et le moyen français (Joëlle Ducos, Olivier Soutet)
- 3936. Les 100 lieux de la gastronomie (Alain Bauer, Laurent Plantier)
- 3937. Les familles recomposées (Julien Damon)
- 3938. Les 100 mots de l’enfant (Jacques André)
- 3939. L’acquisition du langage (Michèle Kail)
- 3940. Histoire du judaïsme (Éric Smilevitch)
- 3941. L’acquisition du nombre (Michel Fayol)
- 3942. Les assurances maladie (Pierre-Louis Bras, Didier Tabuteau)
- 3943. Le tai chi chuan (Marianne Plouvier, Bruno Gérentes)
- 3944. Les 100 mots de Marseille (Jeanne Laffitte, Olivier Pastré)
- 3945. Les 100 mots du cinéma (Yves Rousset-Rouard)
- 3946. Le narcissisme (Paul Denis)
- 3947. Les 100 mots de l’eau (Jean-Louis Chaussade, Maryvonne Pellay)
- 3948. L’IVG (Israël Nisand, Luisa Araújo-Attali, Anne-Laure Schillinger-Decker)
- 3949. Les enquêtes PISA (Georges Felouzis, Samuel Charmillot)
- 3950. Sociologie des sciences (Yves Gingras)
- 3951. Les 100 histoires des Jeux olympiques (Mustapha Kessous)
- 3952. Paul Ricœur (Jean Grondin)
- 3953. Les options et futures financiers (à paraître)
- 3954. L’École de Palo Alto (Dominique Picard, Edmond Marc)
- 3955. Histoire de la Rome antique (Yann Le Bohec)
- 3956. Les 100 mots de la gestion d’actifs (Jean-François Boulier, Carlos Pardo)
- 3957. Le nazisme (à paraître)
- 3958. les risques psychosociaux (Gérard Valléry, Sylvain Leduc)
- 3959. Histoire des États-Unis (François Durpaire)
- 3960. La publicité (Luc Chomarat)
- 3961. Les 100 mots de la Grande Guerre (André Loez)
- 3962. Les névroses (à paraître)
- 3963. Les 100 mots du judaïsme (à paraître)
- 3964. Gilles Deleuze (Igor Krtolica)
- 3965. La gestion de crise (Laurent Combalbert, Éric Delbecque)
- 3966. Le droit international (Emmanuelle Tourme-Jouannet)
- 3967. René Descartes (Laurence Devillairs)
- 3968. Action publique et environnement (Pierre Lascoumes)
- 3969. Les 100 mots de la politique monétaire (à paraître)
- 3970. L’acquisition de l’écrit (Michel Fayol)
- 3971. Les 100 histoires du Tour de France (Mustapha Kessous, Clément Lacombe)
- 3972. L’économie du spectacle vivant (Isabelle Barbéris, Martial Poirson)
- 3973. La mondialisation culturelle (François Chaubet)
- 3974. Les 100 mots du rêve (Jean-Pol Tassin, Serge Tisseron)
- 3975. Géopolitique de la Méditerranée (Bouchra Rahmouni Benhida, Younes Slaoui)
- 3976. Les 100 mots de l’Italie (Michel Feuillet)
- 3977. Le contrôle de gestion (Nicolas Berland)
- 3978. Les 100 mots de l’opéra (Philippe Jordan, Emmanuelle Josse)
- 3979. Lexique des symboles maçonniques (Roger Dachez, Alain Bauer)
- 3980. Les hiéroglyphes égyptiens (Jean Winand)
- 3981. Le vieillissement psychique (Benoît Verdon)
- 3982. Les classes moyennes (Julien Damon)
- 3983. La sexualité masculine (Jacques André)
- 3984. L’Empire britannique (Fabrice Bensimon)
- 3985. Les inégalités scolaires (Georges Felouzis)
- 3986. Les 100 mots de l’entreprise (David Simonnet)
- 3987. Les programmes scolaires (à paraître)
- 3988. Les sex-addicts (Vincent Estellon)
- 3989. Les 100 mots de Proust (Michel Erman)
- 3990. Les 100 mots des Alpes (Jean Guibal, Philippe Langenieux-Villard)
- 3991. Le design (Stéphane Vial)
- 3992. Géopolitique du Moyen-Orient (à paraître)
- 3993. La franc-maçonnerie (Roger Dachez, Alain Bauer)
- 3994. Sociologie des migrations (Sylvie Mazzella)
- 3995. Le harcèlement moral au travail (Marie-France Hirigoyen)
- 3996. Les 100 mots de la crise de l’euro (Bertrand Jacquillat, Vivien Levy-Garboua)
- 3997. La méditation (Fabrice Midal)
- 3998. Histoire du communisme (Romain Ducoulombier)
- 3999. La parenté (Chantal Collard, Françoise Zonabend)
- 4000. Les 100 mots de la maternité (Muriel Flis-Trèves)

### 4001–
- 4001. Psychologie des écrans (Bildschirmpsychologie) (Xanthie Vlachopoulou, Sylvain Missonnier)
- 4002. L’orthographe (Orthographie) (Michel Fayol, Jean-Pierre Jaffré)
- 4003. Les trous noirs (Schwarze Löcher) (à paraître)
- 4004. Les 100 mots du management (Maurice Thévenet)
- 4005. L’acquisition de plusieurs langues (Michèle Kail)
- 4006. La Gestalt-thérapie (Gestalttherapie) (Chantal Masquelier-Savatier)
- 4007. L’acquisition de l’art (à paraître)
- 4008. Les anorexies mentales (Sarah Vibert)
- 4009. Les musées de France (Marie-Christine Labourdette)
- 4010. Les 100 histoires de la Coupe du monde de football (Mustapha Kessous)
- 4011. Les méthodes quantitatives (Fanny Bugeja, Marie-Paule Couto)
- 4012. La responsabilité de protéger (Jean-Baptiste Jeangène Vilmer)
- 4013. Les 100 mots de la ville (Julien Damon, Thierry Paquot)
- 4014. Géopolitique des islamismes (Anne-Clémentine Larroque)
- 4015. Le droit des malades (à paraître)
- 4016. Les 100 citations de la philosophie (Laurence Devillairs)
- 4017. Le burn-out (Philippe Zawieja)
- 4018. Histoire de la psychologie (Olivier Houdé)
- 4019. Les méthodes en psychologie (à paraître)
- 4020. Histoire de l’Allemagne: 1806 à nos jours (Geschichte Deutschland: von 1806 bis heute (Johann Chapoutot))
- 4021. La dépression (Depression) (Pascal Henri Keller)
- 4022.
- 4023.
- 4024. La mort (à paraître)
- 4025.
- 4026.
- 4027. Le Big Data (Pierre Delort)
- 4028. Les 100 mots de l’impressionnisme (Jean-Jacques Breton)
- 4029. Théâtre et dramathérapie (Jean-Pierre Klein)
- 4030. Le réseau des URSSAF (Jean-Louis Rey, Brigitte Laloupe)
- 4031. Les 100 mots de la Shoah (Tal Bruttmann, Christophe Tarricone)
- 4032. Les réformes territoriales (Jean-Félix de Bujadoux)
- 4033. Shakespeare (Jean-Michel Déprats)
- 4034. L’EMDR (Jacques Roques)
- 4035. La sécurité sociale (Julien Damon, Benjamin Ferras)
- 4036. Les baby blues (Jacques Dayan)
- 4037. Simone Weil (Florence de Lussy)
- 4038. Le harcèlement scolaire (Nicole Catheline)
- 4039. Les 101 mots de la pataphysique (Collège de ’Pataphysique)
- 4040. Les troubles bipolaires (Marc Masson)
- 4041.
- 4042. La guerre froide (Catherine Durandin)
- 4043. Géopolitique de la Russie (Geopolitik Russlands) (Jean-Sylvestre Mongrenier, Françoise Thom)
- 4044. Les 100 histoires de la mythologie grecque et latine (Joël Schmidt)
- 4045. Géopolitique de l’Ukraine (Emmanuelle Armandon)
- 4046. La médiation culturelle (Bruno Nassim Aboudrar, François Mairesse)
- 4047.
- 4048.
- 4049. Les 100 mots du Coran (Malek Chebel)
- 4050. Les chrétiens d’Orient (Bernard Heyberger)
- 4051.
- 4052. Les violences conjugales (Liliane Daligand)
- 4053. Les thérapies cognitives et comportementales (Jérôme Palazzolo)
- 4054. Les 100 mots de la génétique (Dominique Stoppa-Lyonnet)
- 4055. Les 100 mots de Venise (Olympia Alberti)
- 4056. La programmation neuro-linguistique (PNL) (Alain Thiry)
- 4057. Les 100 mots de la Bible (Thomas Römer)
- 4058.
- 4059.
- 4060. Lexique des symboles de la mythologie grecque (Sonia Darthou)
- 4061. Les sources du droit (Stefan Goltzberg)
- 4062. Le génocide des Tutsis au Rwanda (Filip Reyntjens)
- 4063. Apraxie et troubles d’utilisation d’outils (François Osiurak)
- 4064. Le djihadisme (Abdelasiem El Difraoui)
- 4065. Les élèves en situation de handicap (Martine Caraglio)
- 4066. Les Théories du complot (Pierre-André Taguieff)
- 4067.
- 4068. Le véganisme (Valérie Giroux, Renan Larue)
- 4069. Les pervers narcissiques (Alberto Eiguer)
- 4070. L’économie sociale et solidaire (Géraldine Lacroix, Romain Slitine)
- 4071. Les 100 mots des sciences de l’information et de la communication (Jean-Baptiste Legavre, Rémy Rieffel)
- 4072. Géopolitique de la Chine (Mathieu Duchâtel)
- 4073. Les retraites complémentaires Agirc-Arrco (François Charpentier)
- 4074. L’éthologie (Michel Kreutzer)
- 4075. Théories des relations internationales (Jean-Baptiste Jeangène Vilmer)
- 4076. Les adultes surdoués (Gabriel Wahl)
- 4077. La Réforme (1517–1564) (Pierre-Olivier Léchot)
- 4078. L’hypnose (Die Hypnose) (Antoine Bioy)
- 4079. Le shiatsu (Michel Odoul)
- 4080. La sophrologie (Richard Esposito)
- 4081. Les 100 mots de la couleur (Amandine Gallienne)
- 4082. Crises financières et régulations bancaires (Bruno Moschetto, Bruno-Laurent Moschetto)
- 4083. Les 100 mots des Arts décoratifs (Laurent Cauwet)
- 4084. Les 100 mots de l'adolescent (Vincent Estellon, Fanny Dargent)
- 4085. Les 100 mots de la République (Olivier Christin, Frédéric Worms, Stéphan Soulié)
- 4086. La Cour pénale internationale (Raphaëlle Nollez-Goldbach)
- 4087. L’art brut (Émilie Champenois)
- 4088. Les troubles du sommeil (Damien Léger)
- 4089. La thérapie familiale (Sébastien Dupont)
- 4090. La méditation de pleine conscience (Corinne Isnard Bagnis)
- 4091. La Colombie (Jean-Michel Blanquer)
- 4092. L'épuration en France (Commission d’Épuration) (Marc Bergère)
- 4093.
- 4094. Les 100 mots du roman (Yves Stalloni)
- 4095. Les 100 légendes de la mythologie nordique (Patrick Guelpa)
- 4096. L'intelligence (Olivier Houdé)
- 4097. Les droits du consommateur (Jean-Denis Pellier)
- 4098. Les abolitions de l'esclavage (Marcel Dorigny)
- 4099. Les Origines du conflit israélo-arabe (1870-1950) (Georges Bensoussan)
- 4100. La maladie de Parkinson (Chantal Hausser-Hauw)
- 4101. La pédagogie Montessori (Montessori-Pädagogik) (Charlotte Poussin)